# 国鉄151系・161系・181系電車
国鉄151系・161系・181系電車（こくてつ151けい・161けい・181けいでんしゃ）は、日本国有鉄道（国鉄）が設計・製造した直流用特急形電車である。
国鉄初の特急形電車として1958年（昭和33年） - 1963年（昭和38年）に製造された151系電車（当初の制式名称は20系電車）を基本に、山岳線区対応と耐寒耐雪仕様への設計変更を行い1962年（昭和37年）に製造された161系電車、151系・161系の性能向上と仕様統一を行い1964年（昭和39年）11月以降1969年（昭和44年）までに改造もしくは新製で落成した181系電車に発展した。
151系・161系・181系の3系列は技術面・運用面での連続性が大きいことから、本稿ではこれら3系列を一括して解説を行う。

## 概要
| 系列  | 電動機出力    | 歯車比 | 抑速ブレーキ 耐寒耐雪構造 | 主制御器 | ノッチ戻し制御 |
| ----- | ------------- | ------ | ------------------------- | -------- | -------------- |
| 151系 | 100 kW (MT46) | 3.50   | なし                      | CS12A    | なし           |
| 161系 | 100 kW (MT46) | 4.21   | あり                      | CS12C    | なし           |
| 181系 | 120 kW (MT54) | 3.50   | あり                      | CS15B    | あり           |

1956年（昭和31年）秋の東海道本線全線電化に伴い、東京 - 大阪間を6時間30分で運転する電車特急が計画され、翌1957年（昭和32）に完成した国鉄初の新性能電車となる90系電車（後の101系）を基本に設計された国鉄初の特急用電車が20系電車であり、1959年（昭和34年）6月の車両称号規程改正で151系電車に改称された。
最初に投入された列車の愛称名から「こだま形」とも称された。
- 設計思想や車体構造は後に開発された交流直流両用の485系グループや485系を基本とした183系・189系電車をはじめとする国鉄特急形電車の原点となった。

161系電車は1962年（昭和37年）に運転開始された上野 - 新潟間特急「とき」用に製造された。151系電車をベースに車体構造は共通設計としたが、山岳線区かつ冬期は豪雪地帯である上越線での運用に対応させるべく耐寒耐雪構造とした上で機器類や走行装置の設計変更を行った派生系列である。
181系電車は1964年（昭和39年）以降に151・161系へ仕様・性能を統一した改造により落成した系列であり、1966年（昭和41年）・1969年（昭和44年）・1978年（昭和53年）には新製も行われた。

### 開発の経緯
日本の鉄道の大動脈である東海道本線は、国防上の観点から沼津 - 京都間が第二次世界大戦後まで非電化であったが、1956年（昭和31年）11月19日に全線電化が完成した。特急列車「つばめ」「はと」が全区間EF58形電気機関車牽引となり、所要時間もそれまでの8時間から7時間30分へスピードアップが達成されたが、戦後の東海道本線は輸送量の増進がとどまらず、全線電化によるさらなるスピードアップを踏まえ、東京 - 大阪間を日帰り可能な6時間30分で結ぶ特急列車が計画された。
当初は機関車牽引列車（客車列車）により行う構想であり、EH10 15高速試験車と10系軽量客車による試験が実施され、最高で120 km/hを達成。さらに同年12月5日の下り、6日の上り「つばめ」を東京 - 米原間で試験的に牽引した。本試験結果は特に問題もなく、実績を反映してEH10形をより高速化・軽量化した優等旅客列車牽引用の8軸電気機関車EH50形製造計画も進められ、1956年（昭和31年）には最大運転速度120 km/h、機関車重量102.4 t以下、主電動機1基あたりの出力は325 kW以上といった計画の概要が決定した。しかし、軸重の大きい電気機関車牽引での連続高速運転には軌道強化などに膨大な投資が必要等のデメリットが大きいと判断され、動力集中方式の機関車牽引による高速列車計画は断念された。これを受けて、高速列車運転は日本の鉄道事情に合う動力分散方式の電車で行うとの方針に転換された。
当時は80系湘南電車による長距離電車運転も順次拡大していたが、国鉄内部では「電車は音が大きく乗り心地も悪く長距離に向かない」という認識も根強くあった。しかし、将来は電車特急が主流になるとの技術者の強い信念もあり、国鉄内部でも電車特急による運転方針が決定。1957年（昭和32年）9月には小田急電鉄よりロマンスカー3000形SE車を借り受けての高速度試験が東海道本線で行われ、狭軌では当時の世界最高速度である145 km/hを記録した。同年10月 - 11月には国鉄初の新性能電車90系による高速度試験が行われ、当時の国鉄最高速度となる135 km/hを記録するとともに浜松 - 米原間で長距離高速試験列車が運転された。この試験結果も合わせ、電車による長距離高速運転を行う準備が確立した。東京 - 大阪間を日帰り可能とする本構想は、出張などのビジネス形態に便利とのことからビジネス特急と呼ばれるようになった。
車両設計に大きく関わったのは島秀雄国鉄技師長と星晃主任技師である。車両デザインは高速運転を考慮した高運転台ならびに客室の騒音源となる機器類を遠ざけて収納するボンネットを持つスタイルが採用された。1958年（昭和33年）2月 - 3月には大阪大学の風洞で前面形状の5分の1スケール模型と実物大ユニットクーラーの空力試験が実施され、良好な結果が得られた。

### 列車愛称とシンボルマークの一般公募
1958年（昭和33年）5月には列車愛称と先頭部シンボルマークの一般公募が行われた。各駅にポスターが掲示されるとともに同月4日の新聞夕刊紙上に発表された。
愛称名は既に他の列車で使用中もしくは将来使用予定のある「富士」を避けるなどの条件が付けられた上で、電車特急の軽快さと東京 - 大阪間日帰りのイメージに合うとして374票の投票があった「こだま」に決定した。
シンボルマークは新設特急以外での将来の使用を配慮し、列車愛称を含まないとした上で円形内に図案を描いた既存のヘッドマークとは異なるスピードを象徴するデザインを求めたが、現実にはこれらの条件を無視したヘッドマークを描いた案が約半数だったほか、小中学生によると思われるクレヨン・オイルパステルなどを使用して安易に描かれた作品も多数存在した中、応募総数5,537点から約800点の候補を選出し、6月末の最終選考で三重県上野市（現・伊賀市）在住の男性による逆三角形の図案が採用された。
同時に先頭車の側面を飾る「国鉄」のロゴタイプも選ばれ、シンボルマーク公募佳作の中からスピード感を持たせたJNRマークが採用された。
20系電車は同年9月に落成し、同年11月1日より国鉄初の電車特急「こだま」として運転を開始した。

## 構造
※本項では1958年（昭和33年）9月に20系電車として落成した時点での状態を基に解説を行い、以後の後天的改良ならびに改造は後述する。

### 車体
構体は10系客車を踏襲した軽量セミモノコック構造である。車体長さは中間車が20,000 mm（最大長 = 連結面間20,500 mm）、先頭車がボンネットのある分長く21,000 mm（最大長21,250 mm、1960年（昭和35年）以降は連結器カバー変更で21,600 mm）である。
車体断面は最大車体幅が車両限界一杯の2,946 mm、腰板部は半径3,000 mmの裾絞りを設け、側窓から上（幕板）は内側に2°傾斜させた形状とした。特急形車両であり定員（着席）乗車を前提としたため、客室床面高さは1,110 mm、天井高は2,100 mm、屋根高さは3,350 mmと、極力低く抑えられた。この屋根高さは後の481系や183系以降の特急形電車よりも低く、床面も低いため、同じ車両限界で製造されている後年の特急形車両と比べても窓の高さが低く、窓と車体裾絞りとの相対的な位置関係も異なっている。
騒音防止と冷暖房効果向上を図り、構体内面にはアスベストの吹付けやグラスファイバーの貼付けを施工した。
本系列を最も特徴付けるエクステリアデザインは、高速運転に備えて運転士の視界を確保するため高く上げられた運転台、騒音発生源を客室からできるだけ遠ざけるため電動発電機 (MG : 150 kVA) や空気圧縮機 (CP : 3,000 L/min) を搭載する運転席前方のボンネットによって構成される。保守点検の容易さとスピード感を両立するため角に丸みを持たせてボンネットの上部が下部より若干突き出た構造を採用する。
前面形状の設計にあたっては、星晃が1954年（昭和29年）にヨーロッパの鉄道視察中に試乗したイタリア国鉄ETR300形展望特急電車を参考にした。運転台は高速運転に最適として高運転台構造が採用されたが、踏切事故での衝突の危険性から展望室の採用は見送られ、従来の電車では床下に吊り下げられていた電動発電機（MG）・空気圧縮機（CP）を格納する機械室を前面に設けたボンネット構造となった。
また前灯・尾灯はボンネットの両側面に設けられたケースに収められ、さらに前灯1灯を運転台屋根上に搭載した。当時の日本国有鉄道運転規則（省令）では前灯は1灯と決められていたが、110 km/hという未曾有の高速運転を実施するにあたり、運輸大臣（当時）の特認を得て遠方視認性向上を目的に増設された。下部前灯には非常時の後方防護用として左右交互点滅回路が装備されており、列車の最後部となる時には乗務員室内に格納された赤色フィルターを装着する。
屋根上前灯横左右には、通過標識灯やマーズライトとしての機能を持つ青紫色に点滅するマーカーライトが設置された。本ライトはアメリカ合衆国の長距離バスに倣ったものとされ、始発駅入線時や主要駅通過時の注意喚起に使用した。
旅客乗降用扉は新たに開発したTK100形小型軽量直動式ドアエンジンで駆動する幅700 mmの片引き戸を各車両の片側1ヶ所に設け、座席車では原則後位側に乗降デッキと併せて設置した。ただしモハシ21形はビュフェと客室の境界を、後に製造されたクロ151形は区分室と開放室の境界を兼ねるため車体中間部に設置するほか、クロ151-7事故廃車に伴い方向転換の上で緊急改造されたクロ150-3は例外的に乗務員室扉次位に旅客乗降用扉を設置する特異な構造となった。
- 「こだま」運転開始時の8両編成ではクハ26+モハ20+モハシ21+サロ25を向い合わせにして組成したことから、大阪方4両が東京方に、東京方4両が大阪方に乗降扉を設置する形となった。この思想は1959年（昭和34年）12月の暫定12両化時にもモロユニットは大阪方に、サハ150形は東京方に組込み、1960年（昭和35年）の「つばめ」本系列化時にはサシ151形を境に大阪方を1等車、東京方を2等車とする組成に継承されたほか[注 7]、1960年（昭和35年）12月から運転開始された80系特急形気動車の編成組成にも踏襲された。

客室内は防音を図るため床はキーストンプレートの谷を利用し防振ゴムをはめ込んだ「浮床構造」を採用。電動車は電動機点検口を廃止した。
- モハ20形とクハ26形の奇数番号車は防音効果比較のため従来の固定床となったほか、浮床構造の車両でもデッキやビュッフェの部分など客室以外の場所は固定床とした[18]。

空気抵抗低減を目的に、連結面間には車体断面全周を覆う形でゴム製外幌が採用された。
塗色はクリーム4号を地色とした上で窓回り・裾・雨樋に赤2号の帯が巻かれ、後の「国鉄特急色」の原点となった。これは当時国際的に注目されていた欧州のT.E.E.列車に倣ったものである。下部のライトケースは逆に赤2号を地色とし、クリーム4号による細線を3本通した翼をイメージさせるものとした。窓回りとライトケース回りの帯端部は、運転台前部窓に対して60度の傾斜角度を持つ。当初は側面の赤帯を前面へ回すことも検討されたが不採用となった。
前頭部に設置された特急の「T」を意匠化した逆三角形エンブレムのデザインは、一般からの公募で寄せられた原案（先述）を手直ししたもので、応募総数5,000通以上の中から選定された。これらは後に製造されたほとんどの国鉄特急用電車・気動車にも特急の一貫したイメージとして採用されたほか、EF66形電気機関車では正面ナンバープレート台座の意匠としても採用された。
側面にもステンレス製の新たな国鉄マークを取り付けることとなり、特急エンブレム公募の選外佳作デザインの中からスピード感のあるJNRマークが採用された。JNRマークは国鉄広報部の広報資料や公式パンフレットを始め、国鉄鉄道連絡船のファンネルマーク、国鉄コンテナ（黄緑6号への塗替え後）、国鉄バス（ピンク色の特急色以降）にも使われ、国鉄分割民営化までの新たなシンボルマークとなった。
本系列以前の機関車牽引特急列車では愛称と絵が入ったヘッドマークやテールマークが装着されていたが、本系列では五角形状のアクリル樹脂製電照透過式愛称板を前面中央部に掲出するスタイルに変更。白地に愛称名を黒、その下に赤のローマ字で記す方式となった。当初は「こだま」以外の定期運用がなかったため固定式であったが、1960年の「つばめ」電車化により交換可能な構造に変更された。
- ただし、ヘッドマークデザインについて数種の例外がある。詳細については#ヘッドマークを参照。

先頭部には連結器を常備せず、非常時に取り付けるためのスペースのみが設けられ、通常はその部分を赤く塗装した四角いカバーで覆う形を採用した。

### 車内設備
座席は、3等車が2人掛け回転クロスシート、2等車が2人掛けリクライニングシートを採用。窓ガラスは2等車が座席1脚分で幅975 mm、3等車が座席2脚分で幅1,435 mmの大きさとなった。完全空調方式を採用したことから、側窓は乾燥空気を封入した二重ガラス複層固定窓が採用された。
冷房装置は分散式のAU11形で、各車の屋根上に中間車は6基、先頭車は5基搭載された。2基を1組（5基搭載車は1組が1基のみ）とした上で、「キノコ型」と呼ばれるカバーが設置されている。暖房装置は従来と同じく座席下に電熱ヒーターを搭載するが、架線から直流1,500 Vを直接通電する従来の方式をやめ先頭車搭載の電動発電機 (MG) から供給されるサービス用交流電源から給電へ変更した。
トイレ・洗面所を各車両に設置し、外国人客を考慮してサロ151形には洋式トイレを採用した。トイレ側窓は小さくして外部から人影が見えないように配慮し、臭気抜き窓は上部が内折式で7 cmだけ開く構造である。

### 主要機器
走行機器類は90系電車を基本としており、CS12A電動カム軸多段抵抗制御器により2両分8基のMT46A形主電動機を制御するMM'ユニット方式を採用。高速運転に備えて歯車比3.50・弱め界磁率35 %とし、SELD発電ブレーキ併用電磁直通ブレーキを搭載。当初の4M4T→6M6T編成で10パーミル上り勾配での均衡速度は103 km/h（速度種別A3）、起動加速度はMT比1:1で毎秒1.3 km/h、同2:1で毎秒1.6 km/hの性能とされた。
台車は、空気ばね台車が国鉄電車で初の本格採用となった。DT21系を基本に、枕ばねをベローズ式空気ばねとし、ボルスタアンカーを追加したDT23形・TR58形を装着する。台車枠は軽量化のために6 mm厚のプレス鋼板が用いられ、揺れ枕つりの支持方式はナイフエッジ式、補助空気室は上下分割式、空気ばねパンク検出装置はマイクロスイッチ式が採用されている。
パンタグラフは、PS16形の集電舟支え装置の改良等を加えたPS16A形を採用した。
「こだま」の運行開始当時は台車を含む床下機器がグレーに塗装されていたが、運行開始後に全般検査を担当した大井工場の要請で他の国鉄電車と同様の黒に変更された。

## 20系→151系
1950年に登場した80系湘南電車による長距離電車運転の実績ならびに90系新性能電車の技術を元に国鉄初の特急型電車として1958年に落成したのが20系電車である。当初は旧形式称号規定により落成したが、1959年6月の車両称号規程改正で151系に改称された。東海道新幹線開業前の東海道本線のみならず国鉄黄金時代を象徴する車両で、1959年には第2回鉄道友の会ブルーリボン賞を受賞した。
1958年11月1日よりビジネス特急「こだま」として営業運転を開始、1959年7月31日には高速度試験が行われ、当時の狭軌鉄道世界最高速度となる163 km/hを記録した。
1960年には客車特急「つばめ」「はと」の電車化が行われ、展望客車に代わる特別座席車のクロ151形「パーラーカー」も組み込まれた。1964年の東海道新幹線開業後は山陽本線系統の特急に転用されたほか、一部車両が上越線特急「とき」へ転用される際に性能向上工事を施工し181系へ改称。また山陽本線転用車も1965年以降同様の工事を施工され181系化され、1968年以降に485系への置換えにより、上越線・信越本線・中央本線特急に転用された。
151系のまま余剰休車となったサロ151-6・サロ150-2も1969年までに「あさま」増発用として181系に改造され、151系は形式消滅した。

### 20系の形式
クハ26001 - 26006（Tc）
ボンネット形先頭部を持つ制御車で定員56名の3等車（現・普通車）。後方確認用にボンネット上にバックミラーを、運転台後部にはパンタグラフなどの監視用窓を設置する。
1960年の編成替えにより東京方先頭車となる。
クロ151形の落成に合わせ屋根上前灯左右に予備笛を増設。
ウインカーランプは砲弾を逆向きにした形状である。
サロ25001 - 25006（Ts）
2人掛けリクライニングシートを装備した2等車で定員は52名。国鉄電車史上初の「特ロ」クラス座席車である。AMラジオ聴取用としてイヤホンジャックが装備され、車掌室前には2人用のビジネスデスクが設置された。回送運転台を装備する。
モハ20001 - 20006（M）
主制御器を搭載しモハシ21形とユニットを組む中間電動車で定員は68名の3等車。
モハシ21001 - 21006（Mb'）
モハ20形とユニットを組むビュフェ3等合造中間電動車で客室定員は36名。半室構造立食スタイルのビュフェではあるが、国鉄電車史上初の食堂車である。客室部とビュフェ部の中間にデッキを設置したため冷房装置も2基・1基ずつ都合4つの大小カバーに収納され搭載するほか、本形式のみ洗面所がない。
水タンクはビュフェでの大量使用に対応できるよう950 Lを1基・550 Lを2基搭載とした。
ビュフェは中央にカウンターを設けカウンターの反対側窓下にもカウンターテーブルを取り付け、外を眺められるような立食スペースとした。この部分の窓は立ち姿勢からの眺望を考慮し下端を床面から1,080 mmとした。
中央カウンター内側は調理室とし、大型電気冷蔵庫・大型冷水器・ジュースクーラー・アイスクリームストッカー・電気コンロ・サイフォン式コーヒー沸かし器・トースター等の電気機器を装備するが、電子レンジは当時まだ開発途上だったことから未設置。この部分は、下端を床面から1,305 mmの高さとした1,230 mm×315 mmの小窓が3枚設置された。また物資積卸用750 mm幅の業務用開き戸が設置された。
サービス面では壁面へのスピードメーターならびに将来の列車電話サービス開始に備えて電話室が設置された。

### 151系の形式
| 旧・車両番号        | 新・車両番号    |
| ------------------- | --------------- |
| クハ26001 - 26006   | クハ151-1 - 6   |
| サロ25001 - 25006   | サロ151-1 - 6   |
| モハ20001 - 20006   | モハ151-1 - 6   |
| モハシ21001 - 21006 | モハシ150-1 - 6 |

1959年6月1日付の車両称号規程改正により、20系の各形式は151系に改称改番された。
当初から151系として製造されたのは、1959年12月に実施された「こだま」暫定12両編成化で増備された以下の3形式からである。
モロ151・150-1 - 13（Ms・Ms'）
従来の電車では騒音を避けるため2等車は付随車としていたが、列車の長編成化に伴う2等車の両数増により電装化が避けられず、また国鉄技術陣が151系の防音対策に自信を持ったことで初の2等電動車として誕生した形式である。
車体設計はサロ151形から回送運転台を省略した形で定員も同様の52名であるが、モロユニットではそれぞれ後位構造に差異を持たせた。
- モロ151形は乗務員室と荷物保管室を設置しトイレは和式、モロ150形は乗務員室兼荷物保管室と1 - 6ではビジネスデスクと7 - 12では荷物保管室を設置しトイレは洋式とした。

1959年製造車は1・3・5の飛び番とされ、2・4・6は1960年の「つばめ」「はと」電車化時に、7 - 12は1961年の増発、13は1962年の山陽本線広島電化による「つばめ」1往復延長用として製造された。
サハ150-1 - 24（T'）
定員72名の3等付随車。第2次増備で製造されたモハ150形を付随車化した構造のため偶数形式となった。
1959年製造車は1 - 6でモロユニットのような飛び番ではない。
7 - 11は1961年の増発、12は1962年の広島電化増発、13 - 24は1963年の再12両化に対応する形で製造された。
1960年（昭和35年）6月1日ダイヤ改正で実施された客車特急「つばめ」「はと」の電車化に伴い、以降に製造されたのが以下の形式である。
クロ151-1 - 12（Tsc）
以前の特別2等車を凌ぐ設備が特徴となる定員18名の2等制御車で、編成の組成変更に伴い大阪方先頭に組成された。計画時点（昭和34年初頭）では「クイ」と呼んでいたが、将来的な1・2等の2等級制への移行が検討されていたこともあり結局は2等の「クロ」に代わり、パーラーカーの表記を定めて「クロパ」とする案もあったが、「クロ」の表記で十分と判断された。営業運転開始1ヶ月後の同年7月1日に2等級制度移行に伴い1等車（現・グリーン車）となった。愛称はパーラーカー。
1958年（昭和33年）に運転を開始した「こだま」は非常に好評であった反面で、「つばめ」「はと」は依然として客車列車のままであり、冷房装置も食堂車と展望車のみにしか搭載されておらず、車齢が30年に達する車両もあるなど接客設備の陳腐化・老朽化が顕著になっていた。そのため「つばめ」「はと」を「こだま」と同じ151系による共通運用化が決定したが、純粋なビジネス特急として設計された設備のみでは、観光客・外国人・重要人物の利用も多く国鉄の看板列車であった「つばめ」「はと」にふさわしくないということになり、それまで連結されていた展望車を廃止した代替として開発された。
車体は前位から、ボンネット・運転席・乗務員扉・区分室・給仕室ならびに荷物保管室・乗客用扉・洋式トイレならびに洗面所・開放室・サービスコーナーの順に配置。ボンネットから乗務員室までの構造はクハ151形と同様だが、以降の車室構造は全く異なることから、クハ151形よりも車体長が500mm短く、前位側台車オーバーハング寸法も500mm短い。屋根上のAU12形分散式冷房装置も運転席後部に区分室用を1基、開放室用は2基×2の計4基を独特のキノコ型カバーに収納するためクハ151形とは搭載位置が異なるほか、また台車は1960年製造車がTR58形、1961年以降の製造車がTR58A形を装着する。
側窓は当時としては世界最大級である縦1 m×横2 mのガラスを区分室に1セット、開放室に3セットと縦1 m×横1 mを1セット設置する。なおVIP対応貴賓車予備である12の区分室客窓は防弾ガラスを装着する。また給仕室とサービスコーナーには大阪向き左側に釣合下降式業務窓を設置する。
クハ151形と共通設計の先頭部も、「こだま」以外でも使用されることになったために固定式だったヘッドマークは交換できる構造に変更したほか、運用実績などを反映した次の設計変更が行われた。
- 当時の東海道線では踏切事故が少なくなかったことから、床下タイフォンの損傷に備え運転台屋根上に予備笛を搭載を行い、ヘッドライトと一体式カバーで覆うようにした。
- 機関車でのけん引・救援車との連結に備え先頭部の連結器を常設の並形自動連結器に変更し、これもカバーで覆う方式とした。
- バックミラーを車体限界内に収まる固定式に変更した。
- ボンネットに点検時の換気天蓋を2カ所設けた。
- ライトケース下部の外気投入口を片側2か所に増設した。
- 運転台屋根上のウィンカーランプを後方から見ても点灯状態が確認できるものに変更した。
- 運転台直後クーラーカバーに押し込み式ベンチレーターを搭載した。
- 乗務員室扉下部に昇降用のステップがなく、台車にステーを設ける方式だったのを改め、ステップを設置した。

貫通幌は当初1 - 11が空気抵抗低減を目的に外幌・内幌ともファスナー接合タイプとしたが、12は曲線通過時等の強度に問題が生じたため外幌を省略すると同時に内幌を一般的なタイプへ変更した。本変更は1 - 11にも実施された。
製造年は、1 - 6が1960年、7 - 11が1961年、12が1962年で計12両が製造された。メーカーは1・2・7・8・12は川崎車輛（現・川崎車両）、3・4・11は近畿車輛、5・6・9・10は汽車会社が製造した。
- このうち1960年製造車は「こだま」暫定12両のB1 - B6編成を組み替えて組成する際にメーカーを合わせる対応に準じた製造元とされたほか、組成変更が方向転換を伴う大規模なものであることから、作業簡略化の観点で1・3・5は本来とは逆向きの東京方向きで納入された。

車内設備についても、展望車を代替するものとして区分室・開放室共通でかつての特別2等車を凌ぐものとなった。
- 区分室は要人や貴賓客利用を考慮した床面積9.53 m2・定員4名のコンパートメント個室で、開放室とはデッキを挟んで分けられており、開放室を経由せずに乗降が可能。デッキからの入室はドアを軽く触れると開き、出る際はマットを踏むとドアが開く方式を採用する。

- 室内には2人掛け中央肘掛付きのリクライニング可能なソファータイプの椅子を向かい合わせに配置し、その間に移動可能なテーブルを設置する。また、両脇の肘掛に差し込んで使うことができる膝上用テーブルも用意された。
- 照明は「光り天井」方式を採用し、戸棚型荷物棚を装備されている。室内の壁は織物張りとされ、座席モケットと壁の色は奇数番号車と偶数番号車で異なる。

- 開放室は床面積23.0 m2の室内に回転機能付1人掛けリクライニングシートを中央通路を挟み1列ずつ窓際に7脚設置し、定員は14名とされた。座席は窓方向28度・前後・通路側30度・通路側90度の位置で固定できる。

- 座席は1 - 6では窓方向28度の位置にあわせて窓寄りに足乗せ台を設置したR2形としたが、7 - 12では足乗せ台を座席に取り付け回転方向に関わらず使用できるように改良を施したR2A形へ変更。またシートピッチは1,100 mmと2等車標準の1,160 mmより僅かに狭い。また座席上の荷物棚は圧迫感を与えないよう強化ガラス製とした。

特別2等車の制度は1958年10月1日より廃止されていたため、本形式は通常の2等車として運用することとしたが、利用する場合には運用開始の1960年6月当初は2等、同年7月1日以降は1等料金のほかに1,800円の特別車両料金を必要とした。
このほか座席近くに給仕呼び出し用ボタン・座席ラジオのイヤホン用ジャック・電話機用ジャックがあり、NHKラジオ第1・第2放送を選択して聴くことが可能。1960年8月20日より沿線14箇所に基地局を設置して、400 MHz帯UHF無線通信を利用した列車電話サービスが通話可能区域を東京23区・名古屋市・大阪市に限定して開始。給仕室に持ち運び可能な電話機が用意され、座席近くのジャックにコードを差し込むことで乗客は自席を立つことない通話を可能とした。
サービスコーナーには、山側は冷蔵庫と冷水器、海側は内側に流し台・電熱器・タオル蒸し器・棚などを配置するカウンターを設置。乗客の注文に応じ飲み物や軽食をデリバリーしており、紅茶とクッキーのサービスも行われた。7-12はサービスコーナーにロッカーを設置する改良を実施している。
サロ150-1 - 6・11（Ts'）
車体設備上はモロ151形と同一の2等付随車。車掌室を乗務員室に、トイレを和式に変更。ビジネスデスクと回送運転台は非設置。
1962年増備の11は当初より回送運転台を装備するための番号区分である。
3はクロ151-7の事故廃車に伴い1964年にクロ150-3に改造。詳細についてはこちらを参照。
モハ151-11 - 30（M）
1960年度増備車からはモハ150形とユニットを組む本形式は、乗務員室を乗客専務車掌室に変更したため11以降の番台区分を実施。1961年度増備車からはモハシ150形とユニットを組む本形式も本区分とされた。
| \| モハ151-11 - 30 新造時ユニット組合せ一覧 \| モハ151-11 - 30 新造時ユニット組合せ一覧 \| モハ151-11 - 30 新造時ユニット組合せ一覧 \| モハ151-11 - 30 新造時ユニット組合せ一覧 \| モハ151-11 - 30 新造時ユニット組合せ一覧 \| モハ151-11 - 30 新造時ユニット組合せ一覧 \| モハ151-11 - 30 新造時ユニット組合せ一覧 \| モハ151-11 - 30 新造時ユニット組合せ一覧 \| モハ151-11 - 30 新造時ユニット組合せ一覧 \| モハ151-11 - 30 新造時ユニット組合せ一覧 \| モハ151-11 - 30 新造時ユニット組合せ一覧 \| モハ151-11 - 30 新造時ユニット組合せ一覧 \| モハ151-11 - 30 新造時ユニット組合せ一覧 \| モハ151-11 - 30 新造時ユニット組合せ一覧 \| モハ151-11 - 30 新造時ユニット組合せ一覧 \| モハ151-11 - 30 新造時ユニット組合せ一覧 \| モハ151-11 - 30 新造時ユニット組合せ一覧 \| モハ151-11 - 30 新造時ユニット組合せ一覧 \| モハ151-11 - 30 新造時ユニット組合せ一覧 \| モハ151-11 - 30 新造時ユニット組合せ一覧 \| モハ151-11 - 30 新造時ユニット組合せ一覧 \| \| ---------------------------------------- \| ---------------------------------------- \| ---------------------------------------- \| ---------------------------------------- \| ---------------------------------------- \| ---------------------------------------- \| ---------------------------------------- \| ---------------------------------------- \| ---------------------------------------- \| ---------------------------------------- \| ---------------------------------------- \| ---------------------------------------- \| ---------------------------------------- \| ---------------------------------------- \| ---------------------------------------- \| ---------------------------------------- \| ---------------------------------------- \| ---------------------------------------- \| ---------------------------------------- \| ---------------------------------------- \| ---------------------------------------- \| \| モハ151 \| 11 \| 12 \| 13 \| 14 \| 15 \| 16 \| 17 \| 18 \| 19 \| 20 \| 21 \| 22 \| 23 \| 24 \| 25 \| 26 \| 27 \| 28 \| 29 \| 30 \| \| モハ150 \| 1 \| 2 \| 3 \| 4 \| 5 \| 6 \| 7 \| \| \| 8 \| \| 9 \| \| 10 \| \| 11 \| 12 \| \| 13 \| \| \| モハシ150 \| \| \| \| \| \| \| \| 7 \| 8 \| \| 9 \| \| 10 \| \| 11 \| \| \| 12 \| \| 13 \| \| 製造会社 \| 川車 \| 川車 \| 近車 \| 近車 \| 汽車 \| 汽車 \| 川車 \| 川車 \| 川車 \| 川車 \| 川車 \| 汽車 \| 汽車 \| 汽車 \| 汽車 \| 近車 \| 近車 \| 近車 \| 川車 \| 川車 \| \| 製造年 \| 1960 \| 1960 \| 1960 \| 1960 \| 1960 \| 1960 \| 1961 \| 1961 \| 1961 \| 1961 \| 1961 \| 1961 \| 1961 \| 1961 \| 1961 \| 1961 \| 1961 \| 1961 \| 1962 \| 1962 \| |      |      |      |      |      |      |      |      |      |      |      |      |      |      |      |      |      |      |      |      |
| 備考 - 川車：川崎車輛 - 近車：近畿車輛 - 汽車：汽車会社 - モハ151-19+モハシ150-8・モハ151-27+モハ150-12は予備車として製造 - 1958年製造のモハ151-1 - 6はモハシ150-1 - 6とユニットを組成 |      |      |      |      |      |      |      |      |      |      |      |      |      |      |      |      |      |      |      |      |
| モハ151-11 - 30 新造時ユニット組合せ一覧 |      |      |      |      |      |      |      |      |      |      |      |      |      |      |      |      |      |      |      |      |
| モハ151 | 11   | 12   | 13   | 14   | 15   | 16   | 17   | 18   | 19   | 20   | 21   | 22   | 23   | 24   | 25   | 26   | 27   | 28   | 29   | 30   |
| モハ150 | 1    | 2    | 3    | 4    | 5    | 6    | 7    |      |      | 8    |      | 9    |      | 10   |      | 11   | 12   |      | 13   |      |
| モハシ150 |      |      |      |      |      |      |      | 7    | 8    |      | 9    |      | 10   |      | 11   |      |      | 12   |      | 13   |
| 製造会社 | 川車 | 川車 | 近車 | 近車 | 汽車 | 汽車 | 川車 | 川車 | 川車 | 川車 | 川車 | 汽車 | 汽車 | 汽車 | 汽車 | 近車 | 近車 | 近車 | 川車 | 川車 |
| 製造年 | 1960 | 1960 | 1960 | 1960 | 1960 | 1960 | 1961 | 1961 | 1961 | 1961 | 1961 | 1961 | 1961 | 1961 | 1961 | 1961 | 1961 | 1961 | 1962 | 1962 |

モハ150-1 - 13（M'）
モハ151形とユニットを組む3等中間電動車で定員は72名。
サシ151-1 - 12（Td）
国鉄電車初の全室食堂車で食堂定員は40名。客席側妻面に回送運転台を装備する。調理設備については完全電化されており、自車給電用70 kVA電動発電機を床下に搭載する。
客席側車端上部には内蔵された指標が時計じかけで移動する列車位置表示装置のほか、国鉄の食堂車では初めて調理室側車端に男子従業員用トイレが設置された。
1960年の「つばめ」「はと」151系時に1 - 6が、1961年の増発時に7 - 11が、1962年の山陽本線広島電化増発用に12が製造されたが、7以降は回送運転台脇に手すりを装備する設計変更を実施した。
全車とも新製配置は田町電車区であったが、1964年の東海道新幹線開業に伴い、6・8を除いて向日町運転所（→京都総合運転所→現・吹田総合車両所京都支所）に転出。181系改造後は最終的に全車新潟運転所（現・新潟車両センター）集中配置となった。
以下の2形式は20系時代に新造された形式であるが、増備は1961年・1962年に行われており、以下の設計変更を実施した。
モハシ150-7 - 13（Mb'）
調理室窓を小窓2枚化ならびに業務用扉を引き戸化。
ユニットの組成相手が1 - 6ではモハ151形同番号であったが、本グループではモハ151形が設計変更した11以降になり、かつモハ150形が相手方となるユニットもあるために組合せ番号は一致しない。組合せ詳細は上述一覧表を参照のこと。
クハ151-7 - 12（Tc）
1960年製造のクロ151形で行われた改良や設計思想を採用しており、1961年製造の7 - 11と1962年製造の12ではさらなる改良を実施。

### 製造年次別概略
1958年製造車は20系電車、1960 - 1963年製造車は151系として落成した。

#### 1958年製造車
ビジネス特急「こだま」運転開始に伴い製造されたグループ。川崎車輌・近畿車輛・汽車製造の各社で8両編成が1本ずつ、計3編成24両が製造された。田町電車区（→田町車両センター→現・東京総合車両センター田町センター）に配置され、同年11月1日より営業運転を開始した。
編成はクハ+モハ+モハシ+サロによる4両ユニットを基本とし、これを背中合わせにした8両編成が組成された。背中合わせで中心となるサロの連結面に回送運転台を設置した。
開発当初は車両称号規程の一部改正が検討されており、電車形式整理案により50系が仮称されていたが、改正が間に合わない事から当時空形式となっていた20系が選択された。落成当初より規定改正が検討中であったため、車両番号表示は車体とは別の鋼板にステンレス製の切抜き文字を貼り付けネジで固定し、改番時には旧番号板を取り外して新番号板と交換する方法が採用された。
1959年の形式称号規程改正により151系へ改称された。

#### 1959年製造車
「こだま」は速達性のみならず当時の水準を超越した快適性を示したことから、1959年2月まで電気機関車が牽引する客車特急「つばめ」「はと」も1960年6月に本系列への置換えが決定したが、それに先立ち同年12月には年末年始における輸送力増強と置換え準備のため1960年5月末までの12両暫定編成を組成することになり先行落成されたモロ151・150形ユニットとサハ150形が該当する。
従来編成の神戸方4両ユニットにモロ2両、東京方4両ユニットにサハ2両が組み込まれた暫定12両編成化は第2次増備車が落成するまでの約半年間ではあるが、定員は2等車208名・3等車464名の計672名となり、1列車としては最も定員の多い編成である。増備車の車体構造は1次車と同様であるが、以下のような設計変更が行われた。
- クハ151形を除く各車に設置する非常用下降窓は空気チューブからの空気漏れ等問題から固定窓となり、腰板部分に非常口が設置された[55]。客室側にあるハンドルを回してロックを外し、非常口の下部を外に押し出すことで腰板部分が垂直に降下し、開口部が現れる構造で客室妻板下部にあるアルミ製梯子をかけて脱出する[55]。
- 戸閉め装置は作動安定化の観点からシリンダー径を大型化したTK100A形に変更された[55]。
- 外幌が従来の1枚タイプでは分割併合作業に支障があったため外幌1列・内幌2列のファスナー式幌を開発・変更[55]。
- 車両番号表示を形式称号規定の改正により、ステンレス製切抜き文字を車体へ直接固定する方式に変更[55]。
- 冷房装置を従来のAU11形では換気が不十分であったことから、換気設備改良が行われたAU12形へ変更[55]。
  - 室内側吹出口は張り出しを5 cmに半減させた丸型基調デザインに変更し、切・送風・弱冷・強冷切換スイッチならびに換気レバーが設置された。
- 室内は換気設備の大幅改良に伴い蛍光灯照明の中間に通風用グリルを装着。客室妻部仕切扉上ルーバー形状も換気扇廃止に伴い変更。通風用グリルに対応する部分の屋根上にガーランド形通風器を設置。
- 客室・デッキ間の仕切引戸に開放状態防止の観点から油圧式ドアクローザーを取付[55]。
- 2等車背ずりのビニール袋が破損しやすかったためシートモケットと同じ柄の布製袋とビニール製内袋の2重に強化[55]。また車内清掃時の消毒に時間がかかるシートラジオ用イヤホンは、耳に掛けるタイプに変更して収納袋をやめ収納箱にかける方式に変更[55]。
- 3等車座席背ずり埋込み式背面テーブルは、強度の観点から外付けにし併せて座席番号付番方式も変更[55]。
- トイレ・洗面所の化粧板をクリスタル模様に、トイレ使用知らせ灯は丸形乳白色に変更[55]。
- 電動車では容量に問題のあった主抵抗器をMR30形15箱に強化し、事故表示車側灯を設置するとともに[56]、主電動機への通風は雨水侵入によるトラブルが多かった点検蓋からの冷却方式をやめ車端妻板に設けた通風用ダクトから撓み風道で通風する方法へ変更[56]。また予備励磁装置を廃止[56]。
- 台車は揺れ枕つりの支持がナイフエッジ式から丸ピン式に、空気ばねパンク検出装置も差圧式に変更し[56]、台車を含む床下機器の色をグレーから黒に変更[56]。

#### 1960年製造車
1960年6月1日のダイヤ改正で客車特急「つばめ」「はと」電車化に伴い増備された従来の展望客車に代わる特別座席車のクロ151形「パーラーカー」や国鉄電車では初の本格的全室食堂車となるサシ151形を含む36両が該当。本増備により12両編成6本が組成されたが、一部車両は方向転換も伴う大規模なものであったため事前に72両分の模型が作られ綿密な計画が練られた。
同年7月1日の3等級制から2等級制への移行により、従来の3等車が2等車に、従来の2等車が1等車となった。2等車として落成していたモロ・クロ・サロの車両は、等級改正後に等級表示「2」の上に「1」の表示板が被せられたほか、以下の変更を実施した。
- クロ151形はボンネット側面空気取入グリルを片側1個から2個に増設、ボンネット上部の天蓋と運転台直後のユニットクーラーにベンチレーター用外気取入口を新設[48]。屋根上は前灯左右へホイッスルを搭載し一体型カバーが設置されたほか[48]、ウインカーランプは後方から点滅状態を確認出来る円筒形へ変更。
- 1958年製造のクハ151-1 -6を含み先頭部連結器を、非常用の簡易連結器から常設の並形自動連結器へ変更するなどの以下の設計変更を実施。
  - 先頭部連結器は通常カバーを装着するが[48]、サイズ大型化によるタイフォン用スリットへの干渉対策から、タイフォン取付位置を変更[注 32]。

#### 1961年製造車
1961年10月の白紙ダイヤ改正伴う増発用として製造されたグループ。クハ・モハシは3年ぶりの製造となり、サロを除く各形式が増備された。編成は従来の12両編成×6本から11両編成×11本と予備車7両の計128両となった。本増備車では以下の設計変更が行われた。
- 電動車は将来の交直流化ならびに耐寒耐雪対策改造に備えて台枠を強化する設計変更[注 33]を実施するとともに主電動機は脈流対策を施したMT46B形へ変更[52]。
- 前年の2等級制移行後の増備のため、1等車の表記は切り抜き文字が車体に直接取り付けられた[52]。
- 3年ぶりの増備となったクハ151形はクロ151形での設計変更点も反映された[58]。
- モハシ150形のビュフェ部分に変更があったため、窓配置も一部変更した。
- 台車は強度と保守性の向上が行われ、空気ばねの取り付けがセルフシール式に[52]、補助空気室が上下分割式から左右分割式に変更した上で車軸も従来の中空軸から中実軸に変更した[52] DT23A形・TR58A形に変更。

#### 1962年製造車
1962年6月の山陽本線広島電化に伴い「つばめ」1往復を延長運転することとなり川崎車輌で製造された11両編成×1本である。
本増備では、保守点検や編成変更の際に多大な手間が掛かった外幌を廃止したほか。クロ151-12は貴賓車予備を兼ねたことから、区分室側窓に防弾対応強化合わせガラスを装着した。
また電動車の台車は、台車枠を9 mmの一般構造用圧延鋼板に強化し、形式もDT23B形へ変更。

#### 1963年製造車
東海道新幹線の開業の目処が立ち151系の転用が検討され始めた時期であったが、東海道本線の増大する輸送量は限界を迎えており再び12両編成化されることになり、11両編成×12本に2等車を増結するため川崎車輌ならびに近畿車輌で製造されたサハ150-13 - 24の12両が該当する。
これをもって151系の増備は終了し、形式番号と同じ151両が製造されたことになる。

### 20系→151系の改造工事
本系列の改造工事は性能向上や改良、編成変更による仕様変更を目的にしたものが主であり、車両番号変更を伴う形式改造は181系化を除くと脱線大破事故により廃車となったクロ151-7の代替となったサロ150-3→クロ150-3のみである。

#### 1958年製造車改良工事
新性能電車のフラッグシップ的存在であった本系列でもまだまだ改良の余地が多く、151系としても増備車が登場する度に微細なマイナーチェンジともいえる改良が加えられているため試作車の量産車化改造に近い部分もある。
改造工事は1959年の暫定12両化時、1960年の「つばめ」「はと」151系化時、1961年ダイヤ改正前の3回にわけて行われた。改造施工はいずれも大井工場。
第1回改良工事
AU11形ユニットクーラーに単独操作スイッチ取付。車端ダンパ設置。2等車カーテン取替。主抵抗器・減流抵抗器改造。運転台上部前灯電源の直流化。MGフラッシュオーバー対策。
第2回改良工事
3等車座席の改良。無線室の改造。排気送風機の設置。外幌をファスナー式に交換。
クハ151形については、前面連結器を簡易連結器から並形自動連結器に交換。これに対応して連結器カバーを大型化。予備笛、ホイッスルカバーの取付。「こだま」に固定されていた前面愛称表示名板を交換できるタイプに取替が行われている。
第3回改良工事
主抵抗器交換。主抵抗器・補助抵抗器側面に着脱可能な覆いの取付け。主電動機冷却風を妻面風洞からに変更。雨水漏入防止対策として主電動機点検蓋の密着性を強化。

#### サロ150形回送運転台取付工事
1961年10月1日のダイヤ改正ではサロ1両が減車されることになったが、同時に増発され編成も5本増備されることになったため余剰となったサロ150形を新編成に組み込むと同時に回送運転台を取付ける改造工事を施工。3位側に回送運転台と妻部に窓・前灯・尾灯等の新設し、後位寄りの貫通引戸を4位側に引くように変更などが施工された。なお1962年増備のサロ150-11は当初より回送運転台を設置する。

#### 外幌撤去
空気抵抗低減と編成美のために採用された外幌は、当初の1枚式からファスナー式とするなどの変更が加えられた。しかし曲線通過時や保守点検・組成変更時の不具合が大きく、1962年以降の増備車では外幌が省略されるとともに、以前の車両からも撤去された。同時に内幌を一般的なタイプへ変更した。

#### サロ151形トイレの和式化改造
サロ151形は洋式トイレ付で製造されたが、1961年10月の1等車1両減の11両編成化で和式トイレ付のサロ150形と共通運用されること、編成組成位置が洋式トイレ付のモロ150形次位であったことなどを理由に1962年6月から翌年3月にかけて大井工場で和式化改造が施工された。

#### ヒートポンプ式空調機試験
当時鉄道車両で使用されていた空調機器は冷房のみであったが、ヒートポンプ式では電熱による暖房回路が省略できることから車両設計の面で合理的な利点があり、東海道新幹線での採用が決定した。このため1962年7月にサロ151-6へ試作機となるAU54形を搭載し実用試験を行った。

#### 台車枠交換
1963年9月8日、上り「第1こだま」の東京での折り返し運転に伴う点検時にモロ151-8の台車側はりに亀裂が発見された。原因は6 mm厚の特殊鋼板を使用していた台車枠が運転の酷使により亀裂を生じたもので、151系全車を点検したところ大井工場で中空車軸の亀裂が発見された。中実車軸への交換を兼ねて、同年中に27両（電動車21両・付随車6両）から9 mm厚の普通鋼板を用いた改良型のDT23Z・TR58Z形への交換が開始され、浜松工場および鷹取工場で台車枠を新製し、大井工場で台車枠の取替が行われた。181系改造時にDT23B形以外の全車の台車をDT23Z・TR58Z形に交換している。

#### シンクロファックス取付
増加する外国人客に対して英語の車内放送を行うことになり、サロ150・151・モロ151の各形式乗客専務車掌室に磁気録音されたシートの再生装置シンクロファックス（商品名 : リコー シンクロプレーヤー）を取り付け、1963年6月10日より使用開始した。

#### 九州乗り入れ改造
1964年10月1日のダイヤ改正で120両が向日町運転所に転属したが、その運用の中には新大阪 - 博多間運転の「つばめ」「はと」も含まれており、電気機関車牽引で交流電化の九州島内へ乗入、サヤ420形電源車からサービス用電源供給を受けられるように6編成が改造された。
交流電化区間である鹿児島本線へ乗り入れるため、九州乗り入れ改造が決定するまでに次の4案が考慮された。
- 1案 - 151系を現行交直流電車と同様な方式の交流直流両用電車に改造
- 2案 - 交流区間での補機電源をサシ151形に搭載
- 3案 - 交流区間での全編成分の補機電源容量を持つ電源車を新製
- 4案 - 交流区間での全編成分の補機電源容量を持つ交直流電気機関車を新製

当初は第1案の交直流車化改造で検討が進められ、交流機器・パンタグラフをM'車に搭載するなどの改造案が作成された。しかし交直流車化改造は改造費が予想以上に高く、工期も少なくとも8か月必要であることから断念された。151系は将来の信越本線や中央本線といった直流電化線区への転用を前提として、暫定的な九州乗り入れが実施されることになった。
第4案の専用機関車案も、特殊な新形式車両を少数製造することになるため選外となった。第2案のサシ151形改造案も、工期・費用が予想外に大きいことから選に漏れた。
第3案の電源車方式は機関車+電源車+電車の3車種による編成となるが、準備が出来次第1964年10月より直ちに運転可能という大きな利点があることから、151系の九州乗入は本方式に決定された。サービス電源発生装置は最も手戻りの少ないことや運転上支障の少ないこと等を考慮して、将来はモハ420形への転用を前提に車体基本構造ならびに塗色は従来の421系と同一とし、サービス電源用MGを床下搭載するほか専用引通線などを装備したサヤ420形電源車が予備車を含み3両新製。電気機関車は本系列への補助回路とサヤ420形の非常パンタグラフ下げ回路を内包したジャンパ連結器を装着する対応改造を施工したEF30 2 - 8が下関 - 門司間を、ED73 15 - 22が門司 - 博多間を牽引した。
以下は本系列の改造内容である。
- 全車に補機駆動電源帰線引き通しの設置
- クロ・クハ151形にブレーキ管・元空気溜管・サービス電源引き通し用KE3形ジャンパ連結器の増設とこれに伴うスカートへの切欠きを実施
  - クロ151-1・4・5・8・9・11/クハ151-1・4・5・7・9・11に施工
- モロ151形とモハ151形は、パンタグラフが二重鎖錠のPS16E形に交換された。これは交流区間でパンタグラフが上がらないようにするためである[61]。
  - モロ151-1・4・5・7・9・11/モハ151-1・4・5・11・14・15・17・18・22・23・26・28に施工

田町区所属の特1・4・5・7・9・11編成には、1964年4月から8月にかけて浜松工場で改造が行われ、改造車は側面ナンバーを赤く塗装して他の編成と区別した。このため九州乗入対応車は「赤ナンバー車」と通称された。
翌1965年に交直流電車の481系が「つばめ」「はと」用に増備され九州乗入は終了した。サヤ420形は計画通りにモハ420形へ転用、乗入対策車は181系化改造時と同時に復元された。その際に一部のクロ・クハ181形は、スカート警笛部の穴が完全に埋め込まれるなどの変形車が出現した。

#### サロ150-3→クロ150-3改造工事
1964年4月24日の特急「第1富士」脱線事故で廃車となったクロ151-7の代替として、事故車編成のサロ150-3が先頭車化改造を受け、クロ150-3となった。詳細は、こちらを参照のこと。

### 151系の事故廃車
20系として製造された24両、当初から151系として製造された127両で計151両中事故廃車となったのは後述するクロ151-7のみである。事故詳細については日本の鉄道事故 (1950年から1999年)#「第一富士」脱線事故を参照し、以下で車両面・運用面での解説を行う。

#### クロ151-7脱線大破事故
東海道新幹線開業直前の1964年4月24日、東海道本線草薙 - 静岡間を運転中の下り「第1富士」が踏切を横断中のダンプカーと衝突し、以下の車両が被災した。
| 号車 | 車番        | 本来の組込 | 被災状況 | 修復見込  | 処遇                          |
| 1    | クロ151-7   | 特7        | 脱線大破 | 約5ヶ月   | 1964年9月8日 廃車             |
| 2    | モロ151-12  | 予備       | 脱線中破 | 約1ヶ月半 | 1964年5月23日 出場            |
| 3    | モロ150-12  | 予備       | 脱線小破 | 約10日    | 1964年5月23日 出場            |
| 4    | サロ150-3   | 特9        | 脱線小破 | 約10日    | 1964年6月27日 クロ150-3へ改造 |
| 5    | サシ151-4   | 特4        | 脱線小破 | 約10日    | 1964年5月4日 出場             |
| 6    | モハシ150-7 | 特7        | 脱線小破 | 約10日    | 1964年5月8日 出場             |

復旧に際し行われた検討でクロ151-7は以下の2点から、国鉄新性能電車の第1号廃車となった。
- 事故復旧作業に際して運転席の天井や冷房装置を切り取るなどした[71]こともあり、修復完了時期が7月からの夏期繁忙期はおろか、10月からの転属にすら間に合わない。
- 直後に迫った山陽本線転用に際し、高価なパーラーカーを復旧または代車を新製することへの懸念[注 47]。

当時の田町区は12両編成12本と中間車7両が配置されていたが、使用11本でパーラーカーの予備は1両しかなく、その予備車も既に事故直前から東海道新幹線開業後の九州乗入れ改造が開始されていたこともあり、予備車が確保できず予備編成なしの深刻な車両不足状態となった。

##### 運用面での対応
事故当日の下り「第1富士」の大阪 - 宇野の区間運転と折り返しとなる上り「うずしお」の代走には高槻電車区所属の80系電車7両編成が投入された。
80系電車による特急運転は事故当日限りの緊急措置ではあったが、国鉄旧性能電車による唯一の特急列車となった。
| ← 宇野大阪 → |        |        |        |        |        |        |
| クハ86       | モハ80 | サハ87 | モハ80 | サロ85 | モハ80 | クハ86 |

直後にゴールデンウィークを控えていたこともあり、翌日から次のような運用で運転が確保された。
事故当該編成で運転される予定だった4月25日の下り「うずしお」→上り「第2富士」は、本来は上り「第1こだま」に充当される編成で運転。
4月25日 - 5月6日までは上り「第1こだま」→下り「第2こだま」は、宮原電車区所属の153系電車11両編成による代走とする。
| ← 大阪東京 → |         |         |         |         |           |         |         |         |         |         |
| クハ153      | モハ152 | モハ153 | サロ152 | サロ152 | サハシ153 | モハ152 | モハ153 | モハ152 | モハ153 | クハ153 |

5月7日 - 5月31日までは不定期特急「第2ひびき」を運休とし、下り「第1こだま」上り「第2こだま」は捻出した157系電車で下に示すいずれかの9両編成による代走となった。
| ← 大阪東京 → |         |           |         |         |         |           |         |           |
| クモハ157    | モハ157 | クモハ157 | モハ156 | サロ157 | サロ157 | サハ157   | モハ156 | クモハ157 |
| クモハ157    | モハ156 | サロ157   | サロ157 | サハ157 | モハ156 | クモハ157 | モハ156 | クモハ157 |

このため、定期「ひびき」は増結を中止し、7両編成での運転となった。
6月1日 - 6月30日までは「特8編成」の大阪方先頭車をクハ161-3に差し換えて充当した。
| ← 大阪東京 → |            |            |            |            |              |             |             |            |            |             |            |
| クハ161 -3   | モロ151 -8 | モロ150 -8 | サロ150 -2 | サシ151 -8 | モハシ150 -9 | モハ151 -21 | サハ150 -20 | サハ150 -8 | モハ150 -8 | モハ151 -20 | クハ151 -8 |

クハ161形投入により161系の先頭車の予備車がなくなったため、「とき」は157系との混成編成となったが、詳細については#上越・信越・中央特急も参照。
7月1日 - 9月30日までは「特8編成」のクハ161-3をクロ150-3に差し替えた編成での運転としたことから、当時の時刻表などでの編成案内には「1号車は日により展望車でない1等車の場合がある」との注意書きが記載された。

##### 代替改造車クロ150-3
クロ151-7は廃車となったが、代車として営業上および体面上の理由から7月以降の夏期繁忙期に間に合う1等先頭車が必要とされた。このため本事故で被災し脱線小破したサロ150-3を種車に急遽選定し、修理復旧と以下に示す先頭車化改造を浜松工場で同時施工した。
- 客室の回送運転台側12名分の区画を台枠を残して撤去し、新たにクロ151形・クハ151形と同様の運転台区画ならびに内部にMG・CPを搭載したボンネット部を設置。クーラーもそのまま使用した。
  - 時間的制約から台枠の延長工事を実施しなかったため、クハ151形よりも車体が短い。
- 車体撤去部にあった客用扉は、新たに乗務員室扉直後に設置。この構造はクハ181形はもちろん、後のクロ481形とも異なる独自のものとなった。
- 車内設備はサロ時代のまま。客室定員は40名に減少。

落成は事故から約2ヶ月後の1964年6月27日付となり、同年7月1日より運用に投入されたが、わずか3ヵ月後には東海道新幹線開業と181系化改造のために運用から離脱。再度浜松工場に入場し運転室部分を残し新製した2等客室部分と接合する再改造が施工されクハ181-53となった。クロ150-3としての実働は3か月。さらに落成から廃形式まではわずか8か月強で、国鉄新性能電車としても最初にして最短の廃形式でもある。
クハ181-53への改造時にも台枠延長が施行されなかったため、この車両は通常のクハ181形はおろか、クロ151形からの改造車に比べても車体が短かい。しかし運用上定員56名の確保が必要だったため、次のような寸法上の辻褄合わせを行った。
- 客室部分は窓柱とシートピッチを5 mmずつ短縮。
- 出入台・トイレ・洗面所も寸法を短縮。

上述2回の改造によりサロ150-3時代の車両構体は全く残っておらず、新車時から変更されていない部分は台枠とクーラーなど一部機器のみとなった。クハ181-53は田町電車区→新潟運転所で「あずさ」「とき」に充当されたが、1975年に「とき」への183系1000番台置換えで余剰となり廃車解体された。
| サロ150-3                | クロ150-3                | クハ181-53               | 転属                 | 廃車       |
| 1960.04.25 近畿車輛 新製 | 1964.06.27 浜松工場 改造 | 1965.03.10 浜松工場 改造 | 1969.07.01 田町→新潟 | 1975.11.10 |

## 161系
1962年に新設された上野 - 新潟間の特急「とき」用として、151系の車体に157系の機器類を組み合わせた特急型電車である。勾配区間に対応した抑速ブレーキを搭載するほか、寒冷地に対応した耐寒耐雪構造が採用された。

### 161系開発の経緯
1962年6月の信越本線長岡 - 新潟間電化完成により、東京 - 新潟間を上越線経由で結ぶ特急電車を運転する計画が立案された。東海道本線と同じ151系であれば共通運用による運用効率向上を見込めるが、本来平坦線区用の151系が20 ‰の勾配が続く上越国境の山岳区間での運用に適するかが問題となった。
1961年に151系と157系による性能試験が上越線で行われたが、151系は勾配区間で主電動機が過熱し、試験運転は打ち切りとなった。一方で157系は試験結果が良好であったため性能は157系が適していると判断されたが、冷房装置搭載・耐寒耐雪対応・食堂車設定の課題から157系をそのまま上越線特急に使用することには問題があった。
加えて地元新潟でも「こだま形」スタイルへの要望が強かったこともあり、上越特急の電車は151系の車体に157系の走行機器を組み合わせ耐寒耐雪構造を採用した電車を投入することになり、形式は修学旅行用電車の159系に次ぐ161系が付与された。
1962年に1編成9両編成×1本と予備車6両の15両が製造された。配置は全車とも田町電車区である。
1964年の東海道新幹線開業に伴い全廃となった東海道本線昼行特急に充当されていた151系のうち余剰となった28両を上越線運用に転用することになり、性能を向上した181系に編入改造を施工。また同年に発注したクハ161形2両とサシ161形1両は製造途中で181系40番台に変更され1965年に落成。161系として製造された15両も車両運用の効率化の観点から1965年5月 - 6月に181系40番台に改造され、国鉄新性能電車初の系列消滅となった。

### 161系の構造
編成は上越線の勾配区間や輸送需要を考慮してMT比を151系の1:1から2:1とした6M3Tの9両編成となり、パーラーカーやビュッフェ車は製造されず全室食堂車が組込まれた。また歯車比も151系よりも低速寄りとした157系と同じ4.21の設定とした。実際に営業運転でも性能が同等の157系との併結運転が行われた。
東海道新幹線開業後の151系転用も考慮された結果、車体は151系の構造が踏襲された。塗装は151系と同様であるが、降雪時の遠方視認性向上および車両基地で151系と識別のためボンネット先端に赤帯が入れられた。耐寒耐雪構造によりスノープラウ（排雪器）を取付け、前面スカートをショートタイプにするなどの差異がある。ドアレールヒーターなど耐寒装備も強化しており、寒冷な山岳地帯での運転に対応した。
主抵抗器は耐雪面で有利な強制通風式のMR22A形とし、主制御器も勾配対策として抑速ブレーキを装備したCS12C形を搭載するが、ノッチ戻し機構はない。
台車は枠板を9 mm厚に強化し、空気ばね自動高さ調整弁に耐雪カバーを取り付けたDT23C形とTR58B形を搭載し、車軸は中実軸に変更された。
モロ161形・モロ160形ではシートラジオ・列車電話も使用線区の電波事情を考慮して廃止されたが、雪に閉じ込められた場合などを考慮し、ラジオ放送を車掌室で受信し必要に応じて放送装置を通じて全車に放送できる構造とした。
クハ161形は主幹制御器が異なるために抑速ブレーキの使用は不可能となるものの151系との混結使用が可能であり、1964年のクロ151-7脱線転覆大破事故により営業運転に投入された実績がある。

### 161系の形式
| 製造年次 | 製造メーカー | モロ161 + モロ160 | モハ161 + モハ160 | クハ161 | サシ161 |
| -------- | ------------ | ----------------- | ----------------- | ------- | ------- |
| 1962年   | 汽車         | 1                 | 1・2              | 1・2    | 1       |
| 1962年   | 近車         | 2                 | 3                 | 3       | 2       |

モロ161形・モロ160形
1等中間電動車。
モハ161形・モハ160形
2等中間電動車。
クハ161形
2等制御車。基本的にクハ151形の構造を踏襲するが、スノープラウなど耐寒耐雪設備を搭載する。
サシ161形
食堂車。基本的にサシ151-7以降の構造を踏襲する。

## 181系
151系・161系の2系列を1964年以降に仕様統一した系列で、151系からの改造車150両、161系からの改造車15両、製造途中で161系から変更され181系として落成した3両、新製車59両、485系電車からの改造車3両の総計230両のグループである。
上越新幹線開業に伴う1982年11月15日ダイヤ改正で「とき」運用が廃止されたことにより定期運用を終了。経年劣化ならびに余剰による廃車を除いた一部車両は保留車とされたが、最後まで残存していたモハ181-113・114・モハ180-113 - 115・サロ181-1053の計6両が1986年3月31日付で廃車となり廃系列となった。このためJRグループへの継承車は他系列へ改造された車種以外存在しない。

### 181系開発の経緯
1964年10月の東海道新幹線開業により、151系は山陽・九州方面と上越線方面の特急に転用されることとなったが、151系では山陽本線瀬野八区間での補助機関車連結、161系では上越特急のスピードアップが課題とされ、勾配区間でのスムーズな運転が困難な状況にあった。また将来には山岳路線への投入も予想されたため151系と161系の出力を増強し、両系列を統一させ1964年11月に落成した系列が181系である。
従来の国鉄新性能車標準主電動機であった出力100 kWのMT46形直巻整流子電動機は東海道本線最大勾配区間である10 ‰をMT比1:1で運転可能な性能が維持されていたが、1960年代以降に電化された山岳線区となる信越本線・中央本線に介在する最大25 ‰連続勾配区間でもMT比1:1で運転可能な大出力電動機が要望された。これに対応するため1963年3月には153系を山岳線区での運転も含み強化した165系で出力を120 kWに向上したMT54形主電動機を開発し初投入。引き続き交直流両用では453・473系・481系、近郊型では113系・115系・403系・423系などにも搭載し実績を積み、新たな標準主電動機になるとともに各地に運用範囲が拡大した。
1959年6月改正の国鉄新性能電車形式称号規定では、10の位は1 - 4が近距離形、5 - 8が長距離形、9が試作相当と区分されていたが、1964年7月に10の位は8が特急型と再改定されたことから、系列名は181系と決定した。当初は山陽向け改造車は近郊形電車の113系に、上越向け改造車は115系に相当する改造が計画されており、山陽向けは183系、上越向けは185系と仮称された。このうち山陽向け車は抑速ブレーキは装備せず151系から搭載する自然通風式主抵抗器を引き続き使用する計画であったが、将来の転用を考慮し抑速ブレーキ装備ならびに強制通風式主抵抗器を搭載する上越向け車と統合し、系列も181系とされた。

### 151系・161系からの変更点
151系・161系と最大の相違点は出力向上した主電動機にあり、主電動機を100 kWのMT46系から120 kWのMT54系に換装し、歯車比3.50・弱め界磁率40 %に統一された。この出力増強によって10 ‰勾配における均衡速度は481系と同等の120 km/h（速度種別A20）となったため山陽特急運用では広島 - 八本松間のいわゆる瀬野八越えで補助機関車連結が不要となった。
- 捻出されたMT46系主電動機は101系および421系の増備車に転用された。

制御装置は勾配対策でノッチ戻し制御が可能で抑速ブレーキを搭載したCS15B形に、主抵抗器は強制通風式のMR78形としたほか、制御車の主幹制御器も対応したタイプへ変更。
151・161系からの改造車の台車はDT23B・C形・TR58B形を除き強度を増した改良型のDT23Z形・TR58Z形に交換。
山陽向け車は、上越向け車に施工された耐寒耐雪装備を省略して落成しており、後の関東地区再転出時に施工されたが、対策は十分でなく長年の高速走行による各部の疲労も相まって後年の豪雪時に故障が多発した。
信越本線充当車は、1966年以降に碓氷峠通過のため横軽対策を追加施工した。
最初期に改造された車両は田町電車区所属で山陽特急転用から除外され上越線運用に充当となる特6・特8編成に組成されていた12両×2本と予備車6両のうち余剰となるサロ151-6・150-2を除いた28両で、大井工場ならびに浜松工場で施工された。
| 施工 工場 | 編成 番号 | クロ151・150          | モロ151 | モロ150 | サロ151・150 | サシ151 | モハシ150     | モハ151 | サハ150 | サハ150 | モハ150 | モハ151 | クハ151 |
| 大井 工場 | 特6       |                       | 6       | 6       |              | 6       |               |         | 18      |         | 6       | 16      | 6       |
| 大井 工場 | 特8       |                       | 8       | 8       |              | 8       |               |         | 20      | 8       | 8       | 20      | 8       |
| 大井 工場 | 予備車    |                       |         |         |              |         |               |         |         |         | 12      | 27      |         |
| 浜松 工場 | 特6       | クロ151-6→ クハ181-56 |         |         |              |         | 6→ モハ180-56 | 6       |         | 6       |         |         |         |
| 浜松 工場 | 特8       | クロ150-3→ クハ181-53 |         |         |              |         | 9→ モハ180-59 | 21      |         |         |         |         |         |
| 浜松 工場 | 予備車    |                       | 12      | 12      |              |         | 8→ モハ180-58 | 19      |         |         |         |         |         |
| 保留車    | 特6       |                       |         |         | 151-6        |         |               |         |         |         |         |         |         |
| 保留車    | 特8       |                       |         |         | 150-2        |         |               |         |         |         |         |         |         |

大井工場施工車
1964年12月27日から運転開始が予定された年末年始臨時「とき」に本改造施工車の充当が決定していたことから、比較的工期が短く済む車両の施工を担当。17両中14両が同年10月23日 - 12月25日に落成、残りの3両も1965年1月14日付で落成した。大井施工車は、落成後も暫定的に151系のまま出場。履歴上181系への改番は1965年5月7日・11月1日・13日・25日・12月15日の5回に分けて実施された。また未改造車との区別のためボンネットには161系同様の赤帯が入り、車体側面のステンレス製車両番号を白く塗ったことから「白ナンバー」車と通称された。
浜松工場施工車
クロ151-6→クハ181-56・クロ150-3→クハ181-53・モハシ150-6・8・9→モハ180-56・58・59の上越特急では使用しない形式の車種変更を伴う大規模改造も同時に施工され、11両が1965年1月20日・3月10日の2回にわけて181系として出場した。
以後は1966年までに保留車2両を除き向日町運転所所属の151系ならびに田町電車区所属の161系も改造施工され181系として出場。1966年の中央本線特急「あずさ」と信越本線特急「あさま」の運転開始に合わせて新造車である100番台も投入。1969年にも増備されたほか、保留車2両も1968年と1969年に本系列化工事を終了した。

### 181系の形式（編入車・新造車）
本項では、151系・161系からの編入車と新造車の番台区分による形式解説を行うものとする。

#### 0・40番台

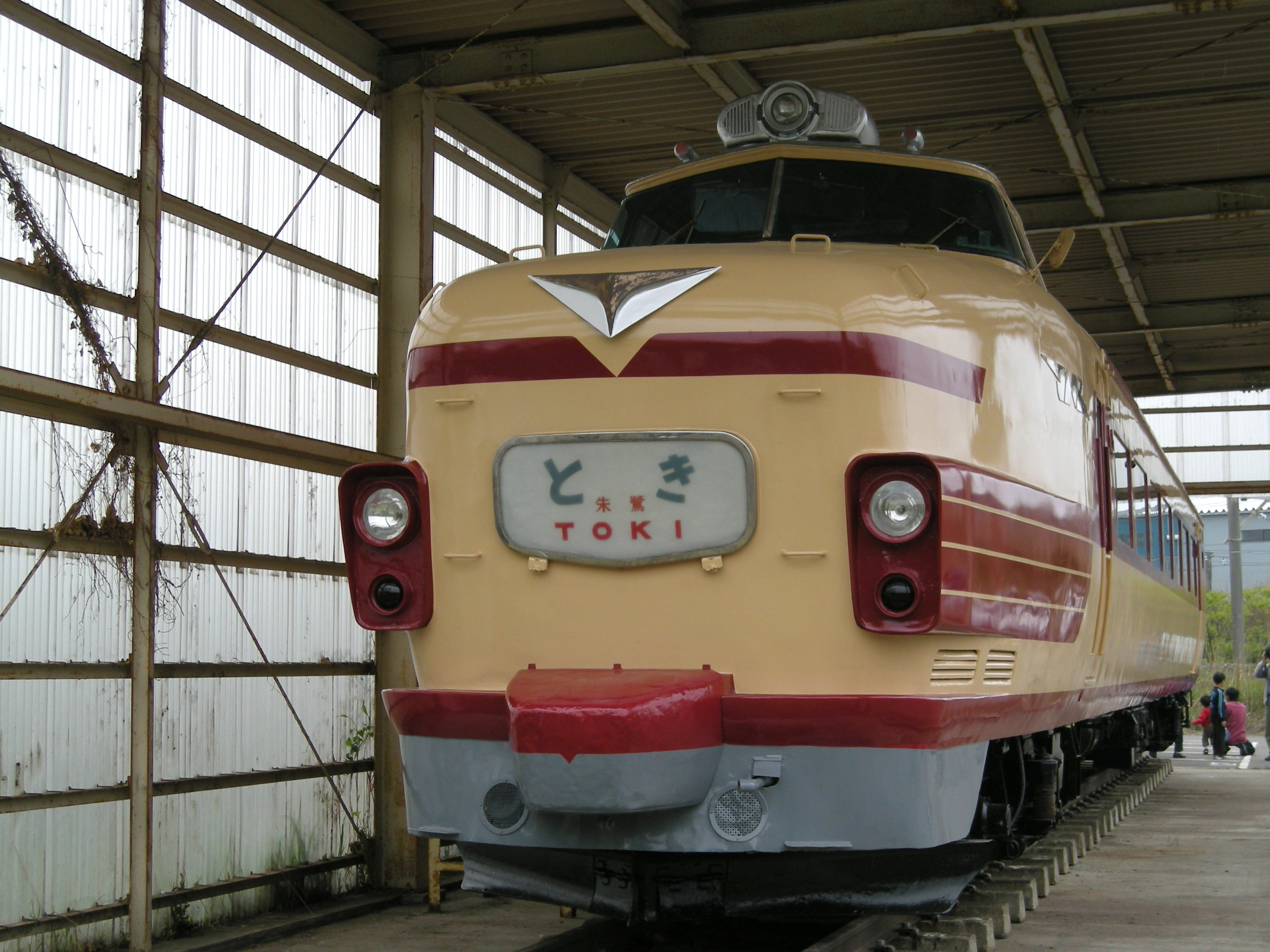
クハ181-45
2007年5月6日 新潟車両センター

151系・161系から改造されたグループ。151系からの改造車は0番台（元番号）、161系からの改造車は40番台（元番号+40）に編入された。施工は向日町配置車が吹田工場、田町配置車が161系は全車大井工場、151系はこちらの表を参照のこと。
なお1964年に161系として発注された3両は、製造途中で181系に変更されて1965年1月20日付で落成しているが、40番台に区分された。
| 製造年次 | 製造メーカー | クハ181 | サシ181 | 新製配置   |
| -------- | ------------ | ------- | ------- | ---------- |
| 1965年   | 汽車         | 44・45  | 43      | 田町電車区 |

- クハ181-44・45は、前頭部の赤帯を従来車との区別のために太く塗装して落成した。

車体・車内設備は151・161系の設備を踏襲し、新製された3両についても同様な構造で新製車の台車は当初よりTR58Z形を装着する。モロ150形の乗務員室はモロ160形と同様の乗客専務車掌室に変更され、151系時代に装備していたシートラジオ・列車電話・食堂車の列車位置表示装置は改造時に撤去された。
| 181系 形式   | 車両番号          | 旧・車両番号                |
| モロ181・180 | 1 - 13            | モロ151・150-1 - 13         |
| モロ181・180 | 41・42            | モロ161・160-1・2           |
| モハ181      | 1 - 6・11 - 30    | モハ151-1 - 6・11 - 30      |
| モハ181      | 41 - 43           | モハ161-1 - 3               |
| モハ180      | 1 - 13            | モハ150-1 - 13              |
| モハ180      | 41 - 43           | モハ160-1 - 3               |
| モハシ180    | 1 - 5・7・10 - 13 | モハシ150-1 - 5・7・10 - 13 |
| クロ181      | 1 - 5・8 - 12     | クロ151-1 - 5・8 - 12       |
| クハ181      | 1 - 12            | クハ151-1 - 12              |
| クハ181      | 41 - 43           | クハ161-1 - 3               |
| クハ181      | 44・45            | 新造車                      |
| サロ181      | 2 - 4・6          | サロ151-2 - 4・6            |
| サロ180      | 1・2・4 - 6・11   | サロ150-1・2・4 - 6・11     |
| サハ180      | 1 - 24            | サハ150-1 - 24              |
| サシ181      | 1 - 12            | サシ151-1 - 12              |
| サシ181      | 41・42            | サシ161-1・2                |
| サシ181      | 43                | 新造車                      |

#### 100番台

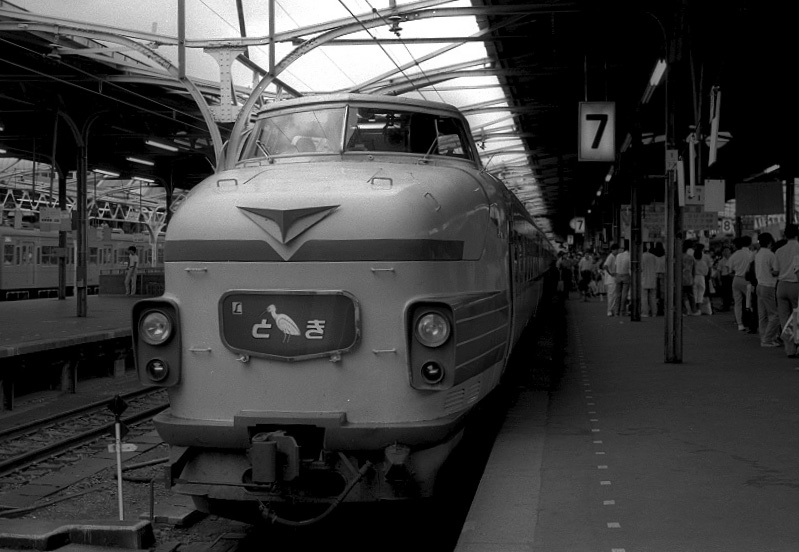
クハ180-4
1982年8月 上野

当初から181系として新製されたグループ。新形式となったクハ180形は0番台とされたが、他形式は100番台に区分した上で製造された。1966年に「とき」増発と新たに設定された「あさま」「あずさ」用として田町電車区へ45両が、1969年に「あさま」増発用として長野運転所へ8両が配置された。
台車はDT32系の枕はりの高さを低くしたDT32C・TR69Cを装着。また中央東線の狭小トンネル対策である通称「山用対策」を全車に、また1966年製造車のうち「あさま」充当車ならびに1969年製造車には碓氷峠通過のため横軽対策を新造時から施工済。
| 製造 年次 | 製造メーカー | モロ181 + モロ180 | モハ181 + モハ180 | モハ180 （単独製造） | クハ181 | クハ180 | サロ180 | サシ181    | 新製 配置  |
| --------- | ------------ | ----------------- | ----------------- | -------------------- | ------- | ------- | ------- | ---------- | ---------- |
| 1966年    | 近車         | 101・102          | 107-109           |                      | 103-106 |         |         |            | 田町電車区 |
| 1966年    | 川車         |                   | 101-106           | 101・102             | 101-103 |         |         |            | 田町電車区 |
| 1966年    | 汽車         | 103               | 110-112           | 107・108             | 1-4     |         |         |            | 田町電車区 |
| 1969年    | 川車         |                   | 113-114           | 115                  | 109     |         | 101     | 長野運転所 |            |
| 1969年    | 汽車         |                   |                   |                      | 5       |         |         | 長野運転所 |            |

モロ181・180-101 - 103
モハ181-101 - 114
モハ180-101 - 115
従来からの変更点として冬期に主電動機へ雪の吹込みを防止するため電動車室内に冷却風取入口が設けられた。
1969年の最終増備ではモハ180形がユニット数より1両多く製造された（詳細は後述）。
クハ181-101-109
クハ180-1-5
両形式共に山用対策のため運転席屋根上の前灯とホイッスルは無い。また前面スカートはスノープラウ取付のため40番台と同様にミニスカートを採用するもののタイフォン部分の穴が丸形から小判形に変更などの差異がある。
1969年製造のクハ180-5・181-109は以下の設計変更が行われた。
- 中折れシャッター式タイフォンカバーを装着
- ボンネット側面外気取入グリルをクハ481-30以降と同型の縦型スリットに変更

クハ180形は最大66.7 ‰の急勾配区間となる信越本線横川 - 軽井沢間を通過する際に専用補機EF63形との連結のほか、編成両数制約でサシ181形食堂車が不連結のため引き通し線のクロスができず信越本線基準で上り上野方となる偶数向き固定使用を前提とした構造が求められ設計・製造された。
- 補機連結で常時使用されることから前位自動連結器カバーを省略のほかスカート部分に解放テコ・KE64形ジャンパ連結器・ブレーキ管を装備する。
- 床下機器はクハ181形を逆転配置したものである。

サロ180-101
1969年の増備車。100番台唯一のサロで新製配置は長野運転所。
サシ181-101 - 103
ベネシャンブラインドを採用し、食堂の椅子もサシ481形と同様のFRP製に変更。また当初は「あずさ」でも運用されるため車内壁面に101が穂高岳、102が槍ヶ岳、103が白馬岳などの中央東線沿線に所在する名峰のレリーフが個別に飾られた。なお従来食堂入口上部にあった列車位置表示装置は複数路線での使用に対応出来ないことから廃止された。

#### サロ181形1100番台
1978年の「とき」の編成変更では、183系1000番台以降に確立された電車特急編成のMG搭載車を3両とする3MG化が推進され本系列でも同様な抜本的体質改善の観点から、日本車輌が6両製造したMG・CPを床下に搭載するグリーン車である。
本番台区分は、1976年から製造されたサロ481形1000番台の基本設計を踏襲しており、上越新幹線開業後にサロ481形への転用改造が考慮され、485系同様の高い床面や車体断面に差異があり、本系列新造車では唯一となる側面方向幕ならびにAU13EN形分散式冷房装置を搭載する。
181系としての運用が終了した1982年 - 1983年に、当初の予定通りサロ481形1500番台へ改造された。
| 車両番号     | 落成日     | 製造所 | 改造                         | 改造                         | 改造                           | 改造                           | 廃車日     |
| サロ181-1101 | 1978.06.13 | 日車   | サロ481-1501 1983.01.14 盛岡 | クハ481-1104 1990.01.20 郡山 | クロハ481-1501 1993.11.10 郡山 |                                | 2013.01.17 |
| サロ181-1102 | 1978.06.13 | 日車   | サロ481-1502 1982.10.04 盛岡 | クハ481-1105 1990.02.03 郡山 | クロ485-5 2001.03.21 大宮      | クハ485-703 2011.2.10 東急車輛 | 2022.12.28 |
| サロ181-1103 | 1978.06.13 | 日車   | サロ481-1503 1982.11.11 盛岡 | クハ481-1106 1990.03.08 郡山 |                                |                                | 2000.04.01 |
| サロ181-1104 | 1978.06.13 | 日車   | サロ481-1504 1982.12.16 盛岡 | クハ481-1107 1991.02.07 郡山 | クロ484-7 2001.03.21 大宮      | クハ484-703 2011.2.10 東急車輛 | 2022.12.28 |
| サロ181-1105 | 1978.06.27 | 日車   | サロ481-1505 1982.12.21 郡山 | クハ481-1108 1991.02.15 郡山 |                                |                                | 1999.12.03 |
| サロ181-1106 | 1978.06.27 | 日車   | サロ481-1506 1982.12.17 土崎 | クロ484-5 1997.12.20 大宮    | 2016.04.26                     |                                |            |

### 181系の形式間改造
151・161系→181系と同時もしくは後に車種間改造されたグループ。

#### モハ180形50番台
モハシ150形・180形→モハ180形の改造車。車両番号はモハシ150形・180形+50に区分された。改造内容は種車の客室部を流用の上、ビュフェ設備および中央出入台・前位側トイレ・物置を撤去し、後位側出入台・トイレ・洗面所の新設などが行われているが、出入台寸法などが従来のモハ180形と異なるほか、屋根上クーラーはモハシ時代の配置をそのまま流用している。長野配置となった51・52・55・57・62は横軽対策を施工した。また改造施工時期の違いで以下のグループに分類される。
モハシ150-6・8・9→モハ180-56・58・59
1964年の東海道本線運用終了後に田町配置のまま上越線特急へ転用されたグループ。1965年3月10日付で181系化改造と同時にモハ化を浜松工場で施工。1969年に新潟へ転出。
モハシ180-1・2→モハ180-51・52
1968年に特1・2編成の山陽特急→関東地区転用に際し浜松工場で改造されたグループ。転用後は田町→新潟→長野配置となった。
モハシ180-3 - 5・7・10・12・13→モハ180-53 - 55・57・60・62・63
山陽特急でのビュフェ利用率低下を受け営業廃止後となった1970年10月から1971年3月にかけて吹田工場で改造されたグループ。1972年から1973年にかけて関東地区転用により向日町から53・54・60・63が新潟へ、55・57・62が長野へ転出。
- モハシ180-11はモハ化改造の対象から外れ1970年10月に休車となった後[注 65]、1973年に小倉工場で191系事業用車化工事を施工されクモヤ190-1へ改造され、サハ180-5が種車のクモヤ191-1とユニットを組成して田町電車区へ配置。これによりモハシ180形は廃形式となった。

長野配置車は1975年中に189系へ、新潟配置車は59・63を除き183系1000番台へ置換えで1976年までに廃車となった。また残存した59・63も1978年の「とき」3MG化による編成組成変更により運用離脱となり、63の1979年2月20日付廃車で廃区分番台となった。
| モハシ150 車両番号 | モハシ180化改造 （吹田工場施工） | モハ180 車両番号 | 改造日     | 施工 工場 | 最終配置 廃車日 |
| 1                  | 1966.05.19                       | 51               | 1968.12.17 | 浜松      | 長野 1975.12.01 |
| 2                  | 1965.12.24                       | 52               | 1968.09.27 | 浜松      | 長野 1975.10.31 |
| 3                  | 1966.02.01                       | 53               | 1971.02.26 | 吹田      | 新潟 1975.05.13 |
| 4                  | 1965.09.16                       | 54               | 1970.10.08 | 吹田      | 新潟 1976.05.12 |
| 5                  | 1965.06.16                       | 55               | 1970.12.10 | 吹田      | 長野 1975.06.12 |
| 6                  | 181系化時にモハ化                | 56               | 1965.03.10 | 浜松      | 新潟 1975.11.25 |
| 7                  | 1966.08.18                       | 57               | 1971.03.26 | 吹田      | 長野 1975.10.31 |
| 8                  | 181系化時にモハ化                | 58               | 1965.03.10 | 浜松      | 新潟 1976.01.17 |
| 9                  | 181系化時にモハ化                | 59               | 1965.03.10 | 浜松      | 新潟 1978.06.14 |
| 10                 | 1965.07.17                       | 60               | 1970.12.24 | 吹田      | 新潟 1975.08.27 |
| 11                 | 1965.11.10                       | クモヤ190-1      | 1973.05.23 | 小倉      | 田町 1983.02.28 |
| 12                 | 1966.07.08                       | 62               | 1971.03.31 | 吹田      | 長野 1975.12.01 |
| 13                 | 1966.04.19                       | 63               | 1971.03.31 | 吹田      | 新潟 1979.02.20 |

#### クロハ181形
山陽特急転用後のパーラーカーは利用客が少なく、1965年10月にパーラーカー特別座席料金が東海道時代の1,650円から500円に大幅値下げされてからも利用率が低い状態が続いた。このため、クロ181形の開放室を2等室（現・普通車）とする改造が行われることとなり、1等・2等合造車のクロハ181形となった。クロ181形10両のうち貴賓予備として残された11・12を除く8両が対象となり、吹田工場で施工された。
外観はサハ181形とは異なり窓の配置は変更されず、等級表記文字の取付位置を区分室寄りに変更した以外は種車と同一である。開放室割付の関係から2等客室のシートピッチは在来車よりも広い980 mmとなり、荷物棚は強度の関係で吊り下げ型のパイプ式に変更された。
1973年までに全車クハ181形60番台及びクハ180形50番台に再改造され形式消滅した。

#### クハ181形50・60番台・クハ180形50番台
クロ150-3→クハ181-53を除き、クロ151形・クロ181形・クロハ181形を種車としてクハ181形・クハ180形へ改造したグループの区分番台。
運転台部分はそのままに、客室部は新たに製造した構体を接合する改造方法を採用したことから、特徴あるパーラーカー車体は姿を消したほか、オリジナルのクハ181形・クハ180形との比較では車体長が500 mm短いにもかかわらず定員を同一の56名に合わせたため出入台部・トイレ・洗面所の寸法を短縮。このため当該部分側窓は種車の窓ガラスが流用されたため小窓であるほか、窓間柱も狭くシートピッチが5 mm短縮された。車両番号は1965年に151系から直接クハ181形へ改造されたクロ150-3・クロ151-6ならびに1968年にクロ181-11から改造された3両は、車両番号を種車+50としており、後の改正施工予定でも古い文献によっては50番台とする表記もあるが、1972年以降に改造されたグループは62 - 65の続番で落成した。
クハ180形は信越特急「あさま」「そよかぜ」増発用に信越本線横川 - 軽井沢間でEF63形電気機関車との連結に対応する改造を含めて施工された区分。0番台車は床下機器を種車ならびにクハ181形と逆転配置としたが、本区分番台は種車のままとした。車両番号はクハ181形改造車と異なり種車の車両番号とは関係なく改造落成順に51から付番されており、51のみ1969年に郡山工場（現・郡山総合車両センター）で、52 - 55は1972年 - 1973年の山陽特急から転用時に長野工場（現・長野総合車両センター）で改造施工された。長野運転所配置となったが1975年の189系置換え時に全車廃車となった。
またクハ181形前頭部は、1965年改造車がボンネット部に赤帯を入れた以外はロングスカートならびに屋根上前灯を装備したままとされ、1966年の「あずさ」充当に伴い山用改造を施工。61 - 64はクハ化時に山用改造を同時施工した上でショートスカートへ換装。65は帯無かつロングスカートで落成し、後に赤帯を追加したなど若干の差異がある。なおクハ180形改造車は全車赤帯追加ならびに専用スカートへ交換された。
| \| クロ151・クロ181・クロハ181→クハ181・180改造履歴一覧 \| クロ151・クロ181・クロハ181→クハ181・180改造履歴一覧 \| クロ151・クロ181・クロハ181→クハ181・180改造履歴一覧 \| クロ151・クロ181・クロハ181→クハ181・180改造履歴一覧 \| クロ151・クロ181・クロハ181→クハ181・180改造履歴一覧 \| クロ151・クロ181・クロハ181→クハ181・180改造履歴一覧 \| クロ151・クロ181・クロハ181→クハ181・180改造履歴一覧 \| クロ151・クロ181・クロハ181→クハ181・180改造履歴一覧 \| \| 車両 番号 \| 落成日 製造会社 \| 向日町 転出 \| 九州 乗入 \| クロ181形 改造 \| クロハ181形 改造 \| クハ化 改造 \| 廃車日 最終配置 \| \| ---------------------------------------------------- \| ---------------------------------------------------- \| ------------------------------------------------------------------- \| ------------------------------------------------------------------- \| ------------------------------------------------------------------- \| ------------------------------------------------------------------- \| ------------------------------------------------------------------- \| ---------------------------------------------------- \| \| 1 \| 1960.04.25 川崎車輛 \| 1964.10.01 \| 〇 \| 1966.05.09 吹田 \| 1966.12.17 吹田 \| 1973.09.20 0-53/長野工 \| 1975.12.01 長野運 \| \| 2 \| 1960.04.25 川崎車輛 \| 1964.10.01 \| \| 1965.12.14 吹田 \| 1967.02.15 吹田 \| 1973.10.31 0-54/長野工 \| 1975.11.05 長野運 \| \| 3 \| 1960.04.25 近畿車輛 \| 1964.10.01 \| 1966.01.30 吹田 \| 1967.03.31 吹田 \| 1972.03.01 0-52/長野工 \| 1975.10.31 長野運 \| \| \| 4 \| 1960.04.25 近畿車輛 \| 1964.10.01 \| 〇 \| 1965.09.18 吹田 \| 1966.12.17 吹田 \| 1972.03.30 1-62/新津 \| 1978.06.14 新潟 \| \| 5 \| 1960.04.27 汽車会社 \| 1964.10.01 \| 〇 \| 1965.06.11 吹田 \| 1966.11.11 吹田 \| 1973.09.30 0-55/長野工 \| 1975.06.24 長野運 \| \| 6 \| 1960.04.27 汽車会社 \| 田町所属のまま直接クハ181形化改造 \| 田町所属のまま直接クハ181形化改造 \| 田町所属のまま直接クハ181形化改造 \| 田町所属のまま直接クハ181形化改造 \| 1965.03.01 1-56/浜松 \| 1975.08.27 新潟[注 68] \| \| 7 \| 1961.07.10 川崎車輛 \| 1964.04.24 東海道本線草薙 - 静岡間[注 44]での衝突事故により脱線大破 \| 1964.04.24 東海道本線草薙 - 静岡間[注 44]での衝突事故により脱線大破 \| 1964.04.24 東海道本線草薙 - 静岡間[注 44]での衝突事故により脱線大破 \| 1964.04.24 東海道本線草薙 - 静岡間[注 44]での衝突事故により脱線大破 \| 1964.04.24 東海道本線草薙 - 静岡間[注 44]での衝突事故により脱線大破 \| 1964.09.08 田町 \| \| 8[注 69] \| 1961.07.31 川崎車輛 \| 1964.10.01 \| 〇 \| 1965.08.08 吹田 \| 1966.10.31 吹田 \| 1972.10.06 1-63/長野工 \| 1979.02.20 新潟 \| \| 9[注 69] \| 1961.07.18 汽車会社 \| 1964.10.01 \| 〇 \| 1966.08.01 吹田 \| 1967.03.16 吹田 \| 1972.11.06 1-64/長野工 \| 1978.06.14 新潟 \| \| 10 \| 1961.08.05 汽車会社 \| 1964.10.01 \| \| 1965.11.04 吹田 \| 1967.01.10 吹田 \| 1973.01.13 1-65/吹田 \| 1978.09.16 新潟 \| \| 11 \| 1961.06.12 近畿車輛 \| 1964.10.01 \| 〇 \| 1966.07.04 吹田 \| 貴賓車予備 未施工 \| 1968.09.22 1-61/大井 \| 1978.07.24 新潟[注 68] \| \| 12 \| 1962.04.09 川崎車輛 \| 1964.10.01 \| \| 1966.04.12 吹田 \| 貴賓車予備 未施工 \| 1969.03.19 0-51/郡山 \| 1975.12.01 長野運[注 68] \| |                     |                                                              |                                                              |                                                              |                                                              |                                                              |                   |
| 備考 ※新製時は全車田町電車区配置 また工場・車両基地名称は当時のものとする - 0：クハ180形 - 1：クハ181形 - 吹田：吹田工場 - 長野工：長野工場 - 新津：新津工場 - 浜松：浜松工場 - 大井：大井工場 - 郡山：郡山工場 - 田町：田町電車区 - 向日町：向日町運転所 - 長野運：長野運転所 - 新潟：新潟運転所 - サロ150-3→クロ150-3→クハ181-53の改造履歴は#代替改造車クロ150-3を参照 |                     |                                                              |                                                              |                                                              |                                                              |                                                              |                   |
| クロ151・クロ181・クロハ181→クハ181・180改造履歴一覧 |                     |                                                              |                                                              |                                                              |                                                              |                                                              |                   |
| 車両 番号 | 落成日 製造会社     | 向日町 転出                                                  | 九州 乗入                                                    | クロ181形 改造                                               | クロハ181形 改造                                             | クハ化 改造                                                  | 廃車日 最終配置   |
| 1 | 1960.04.25 川崎車輛 | 1964.10.01                                                   | 〇                                                           | 1966.05.09 吹田                                              | 1966.12.17 吹田                                              | 1973.09.20 0-53/長野工                                       | 1975.12.01 長野運 |
| 2 | 1960.04.25 川崎車輛 | 1964.10.01                                                   |                                                              | 1965.12.14 吹田                                              | 1967.02.15 吹田                                              | 1973.10.31 0-54/長野工                                       | 1975.11.05 長野運 |
| 3 | 1960.04.25 近畿車輛 | 1964.10.01                                                   | 1966.01.30 吹田                                              | 1967.03.31 吹田                                              | 1972.03.01 0-52/長野工                                       | 1975.10.31 長野運                                            |                   |
| 4 | 1960.04.25 近畿車輛 | 1964.10.01                                                   | 〇                                                           | 1965.09.18 吹田                                              | 1966.12.17 吹田                                              | 1972.03.30 1-62/新津                                         | 1978.06.14 新潟   |
| 5 | 1960.04.27 汽車会社 | 1964.10.01                                                   | 〇                                                           | 1965.06.11 吹田                                              | 1966.11.11 吹田                                              | 1973.09.30 0-55/長野工                                       | 1975.06.24 長野運 |
| 6 | 1960.04.27 汽車会社 | 田町所属のまま直接クハ181形化改造                            | 田町所属のまま直接クハ181形化改造                            | 田町所属のまま直接クハ181形化改造                            | 田町所属のまま直接クハ181形化改造                            | 1965.03.01 1-56/浜松                                         | 1975.08.27 新潟   |
| 7 | 1961.07.10 川崎車輛 | 1964.04.24 東海道本線草薙 - 静岡間での衝突事故により脱線大破 | 1964.04.24 東海道本線草薙 - 静岡間での衝突事故により脱線大破 | 1964.04.24 東海道本線草薙 - 静岡間での衝突事故により脱線大破 | 1964.04.24 東海道本線草薙 - 静岡間での衝突事故により脱線大破 | 1964.04.24 東海道本線草薙 - 静岡間での衝突事故により脱線大破 | 1964.09.08 田町   |
| 8 | 1961.07.31 川崎車輛 | 1964.10.01                                                   | 〇                                                           | 1965.08.08 吹田                                              | 1966.10.31 吹田                                              | 1972.10.06 1-63/長野工                                       | 1979.02.20 新潟   |
| 9 | 1961.07.18 汽車会社 | 1964.10.01                                                   | 〇                                                           | 1966.08.01 吹田                                              | 1967.03.16 吹田                                              | 1972.11.06 1-64/長野工                                       | 1978.06.14 新潟   |
| 10 | 1961.08.05 汽車会社 | 1964.10.01                                                   |                                                              | 1965.11.04 吹田                                              | 1967.01.10 吹田                                              | 1973.01.13 1-65/吹田                                         | 1978.09.16 新潟   |
| 11 | 1961.06.12 近畿車輛 | 1964.10.01                                                   | 〇                                                           | 1966.07.04 吹田                                              | 貴賓車予備 未施工                                            | 1968.09.22 1-61/大井                                         | 1978.07.24 新潟   |
| 12 | 1962.04.09 川崎車輛 | 1964.10.01                                                   |                                                              | 1966.04.12 吹田                                              | 貴賓車予備 未施工                                            | 1969.03.19 0-51/郡山                                         | 1975.12.01 長野運 |

#### クハ181形70番台
山陽特急には、1965年以降481系・581系が投入され余剰となった181系は関東地区への転出を開始するが、両地区では編成が異なるため先頭車のクハ181形が関東地区で不足することは確実であった。そのため1968年に関東地区転出となった特1編成に組成されていたサハ180-1・13を浜松工場で改造した区分番台である。
改造内容は、種車前位寄りに100番台に準じた前頭部を追設。連結面間長さなどの諸元は台枠を延長し従来のクハ181形と同様としたが、1次車 (1 - 6) やクロ150-3→クハ181-53と同様に運転台直後ユニットクーラーに外気取入口や運転台屋根上の前照灯・空気笛・ウィンカーランプも100番台同様に当初から未装着なほか、車両番号表示が1次車と同じステンレス切抜き文字を貼り付けた鋼板で取付るなどの特徴がある。
落成後は田町電車区へ配置されたが、1969年7月の運用移管で新潟運転所へ転出。183系1000番台への置換えにより1975年中に廃車となり区分消滅。
| 151系 車両番号 | サハ180化改造 | 施工 工場 | クハ化後 車両番号 | 改造日     | 施工 工場 | 廃車日     |
| サハ150-1      | 1966.05.13    | 吹田      | クハ181-71        | 1968.12.17 | 浜松      | 1975.08.27 |
| サハ150-13     | 1966.05.19    | 吹田      | クハ181-72        | 1968.12.17 | 浜松      | 1975.11.10 |

#### サハ181形
種車のサロ151形から専務車掌室・ビジネスデスク・回送運転台・前灯・標識灯を撤去し普通車化した改造。1・5は181系化改造と同時に施工されているが、4は一旦サロ181形に改造後の再改造で落成。また車両番号は引続きそのままの状態である。
窓幅・窓配置も全面的に変更しており定員もサハ180形と同一の72名であるが、サロ時代の名残でトイレ・洗面所を前位側に設置し、出入台妻面に回送運転台窓が残存するほか、車端部屋根上排気送風機取付位置が後位側などの相違点がある。
改造後は、田町→新潟配置となり「とき」「あずさ」で運用されたが、1・4は1973年の「あずさ」運用移管に伴い長野運転所へ転出。横軽対策も施工され「あさま」「そよかぜ」にも充当された。183系1000番台ならびに189系への置換えにより、3両とも1975年中に廃車となった。
| 車両番号 | サロ181化改造 | 施工 | サハ181化改造 | 施工 | 配置           | 廃車日     |
| 1        |               |      | 1966.07.09    | 大井 | 田町→新潟→長野 | 1975.05.14 |
| 4        | 1965.08.17    | 吹田 | 1966.09.10    | 大井 | 田町→新潟→長野 | 1975.05.14 |
| 5        |               |      | 1966.08.19    | 大井 | 田町→新潟      | 1975.08.27 |

#### サロ180形1000番台・サロ181形1050番台
1978年の「とき」編成変更ではモロ181・180形ユニット・サハ180形・サシ181形が編成から除外されたが、グリーン車は新たにサロ2両組込に対応して10両が必要になった。これに対しMG・CPを搭載するサロ181-1101 - 1106の6両が新製されたが、残り4両は逼迫する国鉄財政を顧みて余剰車両を有効活用させる観点から改造で落成したグループである。
サロ180-1001
種車は「あさま」「あずさ」の運用終了後も長野運転所で休車のままとなっていたサロ180-101であり、1978年6月の新津車両管理所で整備改造と改番を行った上で新潟運転所へ転入した。
サロ181-1051 - 1053
種車は鹿児島車両管理所（現・鹿児島車両センター）所属のサロ481-26 - 28。新製された1100番台車と同様に本系列より床面高さが高いため貫通路に桟板設置・車端ダンパ移設・サボ受け追設などの改造が施工された。
改造車2形式は上越新幹線開業後に廃車とする計画であったが、1982年11月の運用終了後にサロ180-1001・181-1051・1052はサロ110-301 - 303へ改造。1053のみが廃車となった。
またサロ181形は、オリジナル車が1976年に全車廃車され一旦廃形式となっているため、2回廃形式になっている。
| 車両番号     | 改造種車                    | 落成日     | 施工 | 改造                        | 改造                        | 改造                        | 廃車日     |
| サロ180-1001 | サロ180-101 1969.07.01 川重 | 1978.06.13 | 新津 | サロ110-301 1983.04.13 新津 | サロ110-301 1983.04.13 新津 | サロ110-301 1983.04.13 新津 | 1990.12.26 |
| サロ181-1051 | サロ481-26 1969.07.05 近車  | 1978.07.25 | 新津 | サロ110-302 1983.03.28 新津 | サロ110-302 1983.03.28 新津 | サロ110-302 1983.03.28 新津 | 1990.12.26 |
| サロ181-1052 | サロ481-27 1969.07.05 近車  | 1978.07.20 | 新津 | サロ110-303 1983.04.29 大船 | サロ110-303 1983.04.29 大船 | サロ110-303 1983.04.29 大船 | 1991.01.28 |
| サロ181-1053 | サロ481-28 1969.08.21 東急  | 1978.07.16 | 新津 |                             |                             |                             | 1986.03.31 |

#### モハ181・180形200番台
1978年10月2日の白紙ダイヤ改正で「とき」は183系電車1000番台と編成を統一することになり、余剰となるモロ181・180形は車齢の若い100番台が新津車両管理所（現・総合車両製作所新津事業所）で普通車のモハ181・180形に格下げ改造され誕生した区分番台である。
上越新幹線開業時に廃車が予想されていたため改造は最小限に留められ、グリーン車特有の小窓のままでありシートピッチと窓配置が一致しない。改造時にモロ180形はトイレを洋式から和式に変更し、モハ181形は乗務員室を客室化したため定員は従来の同形式より4名多い72名となった。
| 車両番号                  | 改造種車                  | 落成日     | 施工           | 廃車                                                |
| モハ181-201 + モハ180-201 | モロ181-101 + モロ180-101 | 1978.12.25 | 新津車両管理所 | 1982.12.27                                          |
| モハ181-202 + モハ180-202 | モロ181-102 + モロ180-102 | 1978.11.08 | 新津車両管理所 | 1979.02.20（モハ181-202） 1982.12.27（モハ180-202） |
| モハ181-203 + モハ180-203 | モロ181-103 + モロ180-103 | 1979.02.28 | 新津車両管理所 | 1982.12.04                                          |

### 181系の改造工事
151系・161系→181系への改造のほか、クロ・クロハ181形→クハ180・181形やモハシ180形→モハ180形以外にも数々の改造工事が施工された。ここでは、上述した車両番号変更を伴う改造工事を除いた車両性能の変更や車体構造に関係する工事について解説を行う。

#### 山用改造
1966年12月に中央東線新宿 - 松本間で「あずさ」の運転を開始したが、高尾以西の狭小トンネル対策として田町電車区所属の0・40番台車に施工された以下の改造である。
- クハ181形は運転台屋根上の前灯・補助警笛・マーカーランプを撤去し、151系からの改造車はスカートをミニタイプへ交換。
- モロ・モハ181形のパンタグラフ折りたたみ高さを40 mm低下[注 82]。

100番台車では製造時から施工されているが、向日町運転所所属車が関東地区へ転出の際にも施工された。また161系時代も含み田町配置の181系に施されたボンネット部赤帯は施工編成識別を示すことにもなり、向日町から転入したクハ181形も同様に赤帯追加とミニスカートへの交換を実施したが、1972年以降に転入した車両の一部はこれらを省略して施工された。

#### 横軽対策
信越特急「あさま」「そよかぜ」充当車は、横川 - 軽井沢間でEF63形による推進・牽引運転となるためにジャンパ連結器などを装備するクハ180形が製造されたほか、以下の装備が100番台では新製時から、その他の車両は改造で装備された。
- 空気ばねパンク装置の設置
- 非常ブレーキ吐出弁絞り追加
- 台枠ならびに連結器を強化した上で緩衝装置容量を増大

#### 「ロールマーク」改造
1970年代前半に向日町運転所所属のクロハ181-3・5・8・9/クハ181-3・5・7・9・11が、重量のあるヘッドマーク交換作業省力化ならびに盗難防止の見地から吹田工場でヘッドマークを独特の「ロールマーク」式に改造された。
動作は電動自動巻取式だが故障時にはヘッドマーク正面向かって右側に取り付けられた差込口へクランクハンドルを差し込むことで手動操作も可能なものであり、従来の透過式アクリルヘッドマークも装着可能である。
向日町から転出後にロールマークは使用されていないが、クランクハンドルの差込口が残されているので識別は可能。

#### クハ・サハ180形両渡り改造工事
181系ではサロ並びにサシ・クハ181形が両渡り構造を採用し、同車を境に引き通し線をクロスさせるが、クハ180形では転用問題から、サハ180形では編成組成の都合上両渡り構造に改造する必要が生じたために施工された。
クハ180形の改造工事
信越特急「あさま」は、8両編成までの制限があったためにサシを組み込めず、また碓氷峠通過車両は安全上の見地から峠の下側に重量のある電動車を集中させる策が取られたためサロを長野方のクハ181形の次位に組み込む形になった。そのため引き通し線をクロスさせることが出来ずクハ180形は偶数向固定の片渡り構造となっていた。
1975年の「あさま」「あずさ」189系化でクハ180-4・5は、新潟運転所へ転出し「とき」に転用されることになったが、そのままでは編成に組み込めないため事前に長野工場で両渡り構造への改造工事が施工された。
サハ180形の改造工事
1976年に「とき」の第一次12両化が行われたが、その際にモロユニットを方向転換すればサシ181形で引き通しがクロスされるのでそのまま組み込めることになるが、作業時間・保守・MG負荷均衡化の問題からサハ180形を両渡り構造へ改造して対応させた。
参考までに1975年（昭和50年）4月14日に上越線で土砂崩落事故が発生し、5月26日の復旧まで「とき」は運転本数を削減したことから、輸送力増強のため4月26日から5月26日まで暫定12両編成を組成した。その際はサハ180形の改造工事が完了していないためサシ181形を挟んで新潟方にMM'ユニットを組み込んだ。
| ← 上野新潟 →                                |         |         |         |         |         |         |         |         |         |         |         |
| 10両編成 (6M4T)                             |         |         |         |         |         |         |         |         |         |         |         |
| クハ181                                     | モロ181 | モロ180 | サハ180 | サシ181 | モハ180 | モハ181 | モハ180 | モハ181 | クハ181 |         |         |
| 第一次12両編成 (8M4T)                       |         |         |         |         |         |         |         |         |         |         |         |
| クハ181                                     | モハ180 | モハ181 | サハ180 | モロ181 | モロ180 | サシ181 | モハ180 | モハ181 | モハ180 | モハ181 | クハ181 |
| 上越線土砂崩落事故による暫定12両編成 (8M4T) |         |         |         |         |         |         |         |         |         |         |         |
| クハ181                                     | モロ181 | モロ180 | サハ180 | サシ181 | モハ180 | モハ181 | モハ180 | モハ181 | モハ180 | モハ181 | クハ181 |

### 181系から他系列への改造
本系列から113・191・485・489の各系列への改造車がある。このうちサロ481形への改造履歴は#サロ181形1100番台を、サロ110形への改造履歴は#サロ180形1000番台・サロ181形1050番台を参照のこと。

#### 191系電車への改造
ユニットの相手方を失い休車となっていたモハシ180-11と車種間需給調整で余剰となったサハ180-5を種車に改造された架線と信号設備を同時に検査する事業用車が191系である。1973年5月の落成後は田町電車区に配置され主に首都圏の通勤路線で運用された。
| 車両番号    | 改造種車                     | 落成日     | 施工                                  | 廃車       |
| クモヤ191-1 | サハ180-5 1959.11.28 汽車    | 1973.05.23 | 小倉工場 （現・小倉総合車両センター） | 1983.02.28 |
| クモヤ190-1 | モハシ180-11 1961.08.05 汽車 | 1973.05.23 | 小倉工場 （現・小倉総合車両センター） | 1983.02.28 |

#### サシ489形への改造
1972年にサシ181形100番台2両にサシ489形への転用改造を施工した。台車を改造の上で床面高さを揃えているが、181系と485系では車体断面が微妙に違うために若干の違和感が見られ、車両の向きも従来のサシ489形と逆であるほか、調理室区画側妻面に回送運転台を増設した。
| 車両番号    | 改造種車                    | 落成日     | 施工     | 廃車       |
| サシ489-101 | サシ181-102 1966.06.20 川車 | 1972.02.07 | 長野工場 | 1986.12.23 |
| サシ489-102 | サシ181-103 1966.06.25 川車 | 1972.03.17 | 長野工場 | 1986.12.23 |

#### サロ481形への改造

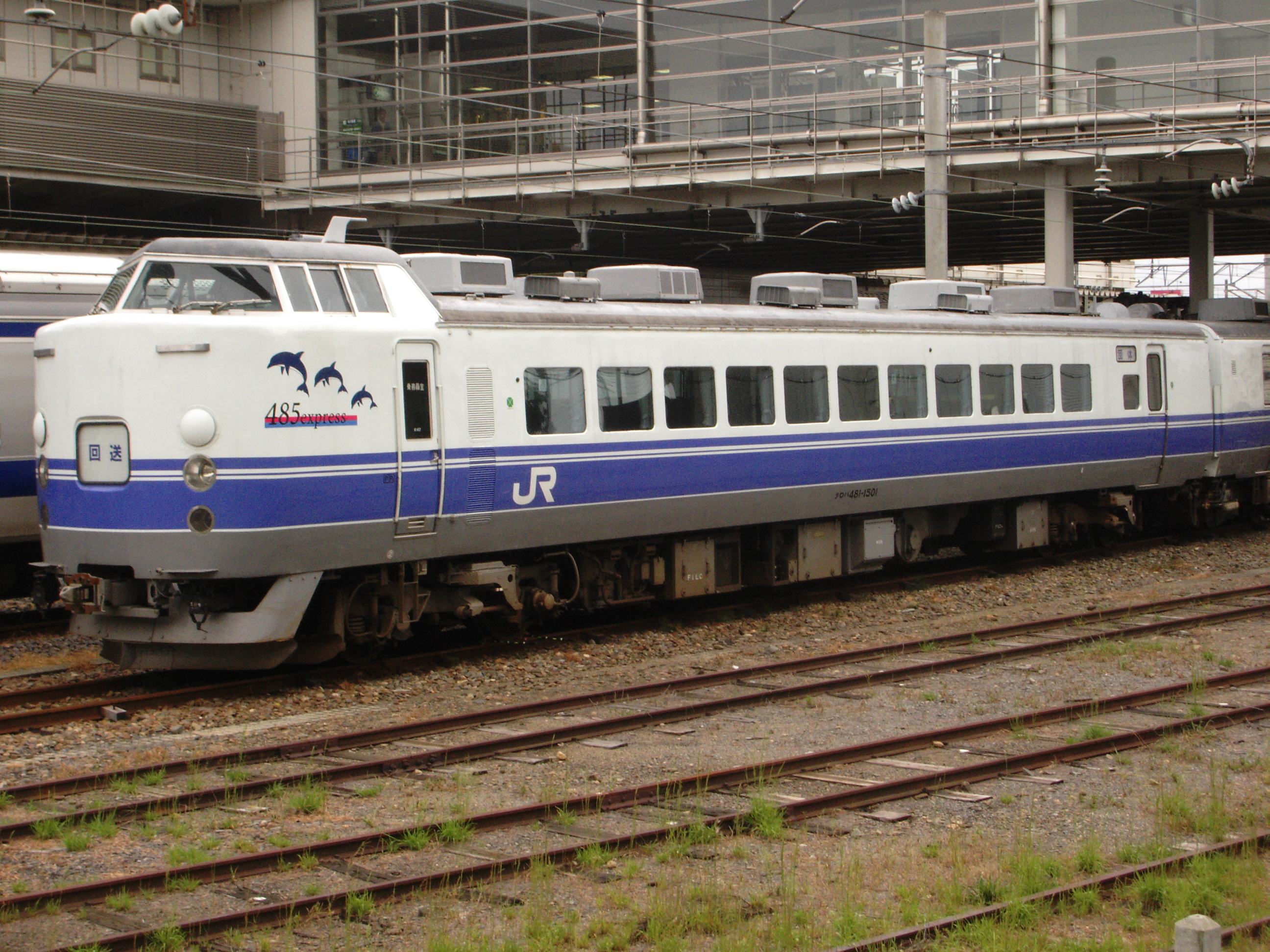
クロハ481-1501
（元・サロ181-1101）

1978年の「とき」編成変更で投入されたグリーン車のうち新製のサロ181形1100番台は、製造当初から485系への編入を想定した設計であり、「とき」運用終了後にサロ481形1500番台へ改造された。外観上の変化は車端ダンパ交換程度である。6両中5両が先頭車化改造を経て、2001年時点では4両が車籍を有していたが、そのうちジョイフルトレインへの改造種車となったため新しい構体に載せ換えた2両が、2022年いっぱいまで残存していた。
本系列最後の車両構体維持車であったサロ181-1101→サロ481-1501は、1990年に先頭車化改造でクロ481-1104へ、続いて1993年に仙台運転所へ転出し、磐越西線特急「ビバあいづ」用半室グリーン車のクロハ481-1501へ改造。2003年には勝田電車区（現・勝田車両センター）へ転出し、2013年まで波動運用対応のK40編成に組成され廃車となった。
このほかジョイフルトレインへの改造は3両が施工されており、サロ181-1106→サロ481-1506へ改造後に常磐線特急「ひたち」などで運用されたが、1998年に「ニューなのはな」のクロ484-5に再改造されたものの2016年に廃車された。最後まで車籍を有していたのは「リゾートやまどり」に組成されるクハ485・484-703の2両で、これが2022年12月に運用を終了したことで、485系の全廃と同時に181系として新製された車両も全廃されたことになる。

#### サロ110形への改造
サロ180-1001・サロ181-1051・1052は東海道本線東京口113系用グリーン車サロ110形300番台へ1983年に改造された。しかし老朽化や2階建てグリーン車サロ124・125形への置換えで1991年までに全車廃車となった。

#### クハ481形への改造
| クハ481-501（元・クハ181-109）  |  | クハ481-502（元・クハ180-5）  |
| クハ481-501 （元・クハ181-109） |  | クハ481-502 （元・クハ180-5） |

1984年2月ダイヤ改正での九州地区の特急列車増発短編成化では、必要な先頭車が不足することが明らかになった。このため同年1月に上越新幹線開業で保留車になっていたクハ181-109・クハ180-5をクハ481形500番台へ編入する改造が施工された。
- 車体は181系時代のままで屋根上前灯なしで485系在来車との床面高さや屋根の高さも異なる。
- プラットホームの高さに合せるべくステップ付きの扉に改造。
- 検電アンテナは改造当初からクハ481形後期形車と同型のものを設置。
- クハ481-502は種車となったクハ180-5同様に自動連結器カバー無し。
- 塗色も落成当初は501の連結器カバーを赤一色に変更した以外はボンネットの赤帯やグレーのスカートなど181系時代のままであったが、のちに赤帯抹消・スカートのクリーム色化などを施工。

1986年11月改正で設定された「にちりん」下関発着列車に充当された際、交直切替スイッチがないため小倉で運転打切というトラブルが発生したことから、同年11月にスイッチ取付の追加改造が急遽施工された。
国鉄分割民営化後はJR九州に承継。502が1991年6月に、501が1993年（平成5年）に廃車となった。これをもって「こだま形」の流れを汲む181系はすべて姿を消した。
| 車両番号    | 改造種車                    | 落成日     | 施工             | 廃車       |
| クハ481-501 | クハ181-109 1969.07.01 川車 | 1984.01.20 | 鹿児島車両管理所 | 1993.11.17 |
| クハ481-502 | クハ180-5 1969.09.01 汽車   | 1984.01.20 | 鹿児島車両管理所 | 1991.08.19 |

### 181系の事故廃車
181系の総車両数は230両であるが、1両が以下の事故廃車により車籍を抹消された。

#### 上越線踏切事故
1979年1月17日、下り特急「とき21号」として運転中に上越線沼田 - 後閑間で踏切事故に遭遇。モハ181-202は炎上した乗用車を巻き込み火災を発生させた。同車はモロ181-102として製造されたが、前年秋に「とき」の基本編成変更のために普通車格下げ改造が行われ竣工数ヶ月での事故となった。
この事故でユニットの相手を失ったモハ180-202は、廃車前提の休車になっていたものの比較的状態の良かった1962年製造のモハ181-29と新たにユニットを組み運用に復帰した。モハ181-29は151系から改造された最後の1両として1982年の運用終了まで使用された。一方で同車とユニットを組んでいたモハ180-13と事故当該車のモハ181-202は1979年2月20日付で廃車となった。

## 運用
本項では20→151・161・181各系列を統合した上で以下の路線別運用にわけて解説を行う。
- 東海道特急（1958年 - 1964年 20→151系 田町電車区）
- 山陽特急（1964年 - 1973年 151→181系 向日町運転所）
- 上越・信越・中央特急（1962年 - 1982年 161→181系 田町電車区→新潟運転所・長野運転所）

なお、車両基地名や工場は当時の名称で記載するほか、1960年代後半から1970年代前半に運転された首都圏発着の季節特急や臨時列車などの営業運転に充当されたケースについても解説を行う。

### 東海道特急
昭和33年度本予算で製造された8両編成×3本計24両を田町電車区に配置。1958年11月1日から東京 - 大阪・神戸間の新設特急「こだま」2往復に使用2本・予備1本とし、以下の運用に充当した。
- 運用1：東京0700（101T 第一こだま）1350大阪1600（102T 第二こだま）2250東京
- 運用2：東京1600（103T 第二こだま）2320神戸0630（104T 第一こだま）1350東京

それまでの電気機関車牽引による客車特急「つばめ」「はと」が同区間を7時間30分運転としていたのに対し、「こだま」は当初6時間50分運転で東京 - 大阪間の日帰りを形式的に可能とした。
| 編成番号 | ← 大阪東京 → | ← 大阪東京 → | ← 大阪東京 → | ← 大阪東京 → | ← 大阪東京 → | ← 大阪東京 → | ← 大阪東京 → | ← 大阪東京 → | 編成番号 | 製造 メーカー |
| 編成番号 | 1            | 2            | 3            | 4            | 5            | 6            | 7            | 8            | 編成番号 | 製造 メーカー |
| 編成番号 | クハ26       | モハ20       | モハシ21     | サロ25       | サロ25       | モハシ21     | モハ20       | クハ26       | 編成番号 | 製造 メーカー |
| B2       | 26002        | 20002        | 21002        | 25002        | 25001        | 21001        | 20001        | 26001        | B1       | 川車          |
| B4       | 26004        | 20004        | 21004        | 25004        | 25003        | 21003        | 20003        | 26003        | B3       | 近車          |
| B6       | 26006        | 20006        | 21006        | 25006        | 25005        | 21005        | 20005        | 26005        | B5       | 汽車          |

- 新造された編成はTcMMb'Tsの4両を1ユニットとしてB1 - B6編成[注 88]と呼ばれ、さらに製造メーカーごとに揃えられた。

1959年4月10日の皇太子明仁親王と正田美智子の成婚を記念して同月10日と12日に東京 - 伊東に成婚奉祝記念全車座席指定臨時準急「ちよだ」が運転された。同列車は皇太子の成婚にあやかったカップルのみを対象とした新婚旅行列車であり、20系電車を使用した唯一の準急列車となった。充当されたB5・B6編成は特製のハート型ヘッドマークならびに花のイラストが施された乗降口脇愛称札を装着して、以下の時刻で運転された。
- 4月10日運転時刻：東京1645（3803T ちよだ）1853伊東1918（3804T ちよだ）2117東京
- 4月12日運転時刻：東京0730（3801T ちよだ）0929伊東1043（3802T ちよだ）1247東京

この後の同年6月に車両称号規定改正により151系に改称。さらに8月には滋賀県で開催された日本ジャンボリー臨席の皇太子用として、7日の101T下り「第1こだま」と10日の102T上り「第2こだま」がサロ151形1両増結の9両編成で運転された。
「こだま」の3等乗車率は運転開始から好評で平均95 %を上回っていたため1958年12月28日 - 31日・1959年1月4日 - 7日・5月3日 - 5日・26日を除く8月18日 - 29日に予備編成のMMb'ユニットを5 - 6号車間に増6・7号車として増結し、10両編成（増結ビュフェは営業休止）での運転を行った。1959年9月22日から、大阪発着列車が6時間40分に短縮。神戸発着列車も下りが7分、上りが5分短縮された。さらに同年12月6日から13日にかけては、昭和34年度本予算で製造されたモロ151・150-1・3・5とサハ150-1 - 6を組込んで順次編成変更が行われ暫定12両編成に増強された。
| 編成番号 | ← 大阪東京 → | ← 大阪東京 → | ← 大阪東京 → | ← 大阪東京 → | ← 大阪東京 → | ← 大阪東京 → | ← 大阪東京 → | ← 大阪東京 → | ← 大阪東京 → | ← 大阪東京 → | ← 大阪東京 → | ← 大阪東京 → | 編成番号 | 製造 メーカー |
| 編成番号 | 1            | 2            | 3            | 4            | 5            | 6            | 7            | 8            | 9            | 10           | 11           | 12           | 編成番号 | 製造 メーカー |
| 編成番号 | クハ151      | モハ151      | モハシ150    | モロ151      | モロ150      | サロ151      | サロ151      | サハ150      | サハ150      | モハシ150    | モハ151      | クハ151      | 編成番号 | 製造 メーカー |
| B2       | 2            | 2            | 2            | 1            | 1            | 2            | 1            | 1            | 2            | 1            | 1            | 1            | B1       | 川車          |
| B4       | 4            | 4            | 4            | 3            | 3            | 4            | 3            | 3            | 4            | 3            | 3            | 3            | B3       | 近車          |
| B6       | 6            | 6            | 6            | 5            | 5            | 6            | 5            | 5            | 6            | 5            | 5            | 5            | B5       | 汽車          |

- 太字書体：編成変更に伴う増備車両

なお、一連の乗客増に対しては1959年11月21日から1960年1月31日まで日光線運用が冬期減便となった157系電車を充当した臨時特急「ひびき」1往復も設定された。
1960年5月31日に昭和34年度1次債務で製造された増備車を組込んで12両編成×6本にする編成変更が行われ、翌6月1日のダイヤ改正では「つばめ」「はと」を電車化して、愛称を「つばめ」に統一。5編成を充当し以下の運用が組まれたほか、東京 - 大阪間の運転時間を6時間30分に短縮した。
- 運用1：東京1630（107T 第二つばめ）2300大阪
- 運用2：神戸0630（102T 第一こだま）1330東京1430（105T 第二こだま）2128神戸
- 運用3：大阪0900（104T 第一つばめ）1530東京
- 運用4：東京0700（101T 第一こだま）1330大阪1430（106T 第二こだま）2100東京
- 運用5：東京0900（103T 第一つばめ）1530大阪1630（108T 第二つばめ）2300東京

客車特急で連結されていた1等展望車を廃止した代替として大阪方に「パーラーカー」クロ151形の連結、全室食堂車サシ151形も組み込まれた12両編成となり、日本の電車特急としては空前絶後の豪華編成となった。なお、1960年6月中は3等級制であったためパーラーカーは同月のみ2等車で運用された。
| 編成番号 | ← 大阪東京 → | ← 大阪東京 → | ← 大阪東京 → | ← 大阪東京 → | ← 大阪東京 → | ← 大阪東京 → | ← 大阪東京 → | ← 大阪東京 → | ← 大阪東京 → | ← 大阪東京 → | ← 大阪東京 → | ← 大阪東京 → | 製造 メーカー |
| 編成番号 | 1            | 2            | 3            | 4            | 5            | 6            | 7            | 8            | 9            | 10           | 11           | 12           | 製造 メーカー |
| 編成番号 | クロ151      | モロ151      | モロ150      | サロ150      | サロ151      | サシ151      | モハシ150    | モハ151      | サハ150      | モハ150      | モハ151      | クハ151      | 製造 メーカー |
| 特1      | 1            | 1            | 1            | 1            | 1            | 1            | 1            | 1            | 1            | 1            | 11           | 1            | 川車          |
| 特2      | 2            | 2            | 2            | 2            | 2            | 2            | 2            | 2            | 2            | 2            | 12           | 2            | 川車          |
| 特3      | 3            | 3            | 3            | 3            | 3            | 3            | 3            | 3            | 3            | 3            | 13           | 3            | 近車          |
| 特4      | 4            | 4            | 4            | 4            | 4            | 4            | 4            | 4            | 4            | 4            | 14           | 4            | 近車          |
| 特5      | 5            | 5            | 5            | 5            | 5            | 5            | 5            | 5            | 5            | 5            | 15           | 5            | 汽車          |
| 特6      | 6            | 6            | 6            | 6            | 6            | 6            | 6            | 6            | 6            | 6            | 16           | 6            | 汽車          |

- 斜体：方向転換を行った車両（クロ151形は納入時基準）。
- 太字書体：編成変更に伴う増備車両。
- 本編成変更以降はB編成から特編成に名称を変更。
- モハ151形10番台は、乗務員室を車掌室に設計変更した番号区分。当初はモハシ150形とユニットを組み8号車に組み込まれる予定であった。しかし、大規模編成替え作業でユニット組替の時間を確保するのは困難と判断され同時期に製造されたモハ150形とユニットを組み11号車に組み込まれた。

また157系電車で運転された「ひびき」は、1960年12月10日からほぼ毎日運転の不定期列車化されたが、以下に示す本系列の使用実績がある。
1960年8月14日
前日の13日にサロ・サハ150形を外した10両編成で#日光線への入線試験を行った「特1編成」がそのまま使用された。
| ← 大阪東京 → |            |            |            |            |              |            |            |             |            |
| クロ151 -1   | モロ151 -1 | モロ150 -1 | サロ151 -1 | サシ151 -1 | モハシ150 -1 | モハ151 -1 | モハ150 -1 | モハ151 -11 | クハ151 -1 |

1961年7月5日 - 9月24日
- 10月ダイヤ改正用増備車10両編成（サロ無し）
- ダイヤ改正後所定の11両編成

上述2パターンで運転。パーラーカー・食堂車も通常通り営業した。
このほか1960年10月15日 - 22日に東京で開催されたアジア鉄道首脳者会議 (ARC=Asian Railways Conference) 出席者のため東京 - 京都間で運転された専用臨時列車への充当実績がある。
1961年10月のダイヤ改正では、東海道本線でも昼行特急列車が大幅に増発されることにより、昭和35年度本予算で56両を増備。編成は1等車1両が減車された11両編成×11本と予備車7両なり、運用は10本充当で以下の列車に充当された。
- 運用1：東京1800（2005M おおとり）2215名古屋
- 運用2：名古屋0745（2006M おおとり）1200東京1300（5M はと）大阪1930
- 運用3：神戸0730（2004M 第一富士）1430東京1530（2003M 第二富士）2230神戸
- 運用4：大阪0900（4M 第一つばめ）1530東京1630（9M 第二つばめ）2300大阪
- 運用5：大阪0700（2M 第一こだま）1330東京1430（7M 第二こだま）2100大阪
- 運用6：大阪1300（6M はと）1930東京
- 運用7：東京0900（3M 第一つばめ）1530大阪1630（10M 第二つばめ）2300東京
- 運用8：東京0700（1M 第一こだま）1330大阪1430（8M 第二こだま）2100東京
- 運用9：東京0800（2001M 第一富士）1720宇野1910（2010M うずしお）2200大阪
- 運用10：大阪0700（2009M うずしお）0950宇野1240（2002M 第二富士）2200東京

- 列車番号の電車識別記号をT→Mへ変更
- 「はと」の愛称が復活。
- 「富士」2往復を新設。1往復は神戸発着「こだま」を振替。もう1往復は本四連絡を兼ねた宇野発着とし間合い運用で大阪発着の「うずしお」に充当。
- 有効時間帯と対中京圏への乗車チャンス拡大の観点から名古屋発着の「おおとり」を新設

このほか東京 - 大阪では151系5往復のほか、157系による不定期特急「ひびき」1往復も運転されていたが、同年夏までに早期落成した車両により先行的充当が行われた。
| 編成番号 | ← 大阪東京 → | ← 大阪東京 → | ← 大阪東京 → | ← 大阪東京 →  | ← 大阪東京 → | ← 大阪東京 → | ← 大阪東京 → | ← 大阪東京 → | ← 大阪東京 → | ← 大阪東京 → | ← 大阪東京 → | 増備車 製造メーカー |
| 編成番号 | 1            | 2            | 3            | 4             | 5            | 6            | 7            | 8            | 9            | 10           | 11           | 増備車 製造メーカー |
| 編成番号 | クロ151      | モロ151      | モロ150      | サロ 151・150 | サシ151      | モハシ150    | モハ151      | サハ150      | モハ150      | モハ151      | クハ151      | 増備車 製造メーカー |
| 特1      | 1            | 1            | 1            | 151-1         | 1            | 1            | 1            | 1            | 1            | 11           | 1            |                     |
| 特2      | 2            | 2            | 2            | 151-2         | 2            | 2            | 2            | 2            | 2            | 12           | 2            |                     |
| 特3      | 3            | 3            | 3            | 151-3         | 3            | 3            | 3            | 3            | 3            | 13           | 3            |                     |
| 特4      | 4            | 4            | 4            | 151-4         | 4            | 4            | 4            | 4            | 4            | 14           | 4            |                     |
| 特5      | 5            | 5            | 5            | 151-5         | 5            | 5            | 5            | 5            | 5            | 15           | 5            |                     |
| 特6      | 6            | 6            | 6            | 151-6         | 6            | 6            | 6            | 6            | 6            | 16           | 6            |                     |
| 特7      | 7            | 7            | 7            | 150-1         | 7            | 7            | 18           | 7            | 7            | 17           | 7            | 川車                |
| 特8      | 8            | 8            | 8            | 150-2         | 8            | 9            | 21           | 8            | 8            | 20           | 8            | 川車                |
| 特9      | 9            | 9            | 9            | 150-3         | 9            | 10           | 23           | 9            | 9            | 22           | 9            | 汽車                |
| 特10     | 10           | 10           | 10           | 150-4         | 10           | 11           | 25           | 10           | 10           | 24           | 10           | 汽車                |
| 特11     | 11           | 11           | 11           | 150-5         | 11           | 12           | 28           | 11           | 11           | 26           | 11           | 近車                |

- 編成に組み込まれない予備車
  - モロ151-12+モロ150-12・モハ151-27+モハ150-12（近車）
  - モハ151-19+モハシ150-8（川車）
  - サロ150-6
- 斜体：組成編成を変更した車両。
- 太字書体：増備編成ならびに増備車。

1962年6月には山陽本線広島電化が完成。キハ82系で運転されていた大阪 - 広島の特急「へいわ」を吸収する発展的解消で下り「第一つばめ」上り「第二つばめ」1往復が広島まで運転延長となり、列車番号ならびに運用の一部変更が実施された。
- 運用1：東京1800（2007M おおとり）2215名古屋
- 運用2：名古屋0745（2008M おおとり）1200東京1300（3M はと）大阪1930
- 運用3：神戸0730（2006M 第一富士）1430東京1530（2005M 第二富士）2230神戸
- 運用4：大阪0900（4M 第一つばめ）1530東京1630（7M 第二つばめ）2300大阪
- 運用5：大阪0700（2M 第一こだま）1330東京1530（5M 第二こだま）2100大阪
- 運用6：大阪1300（6M はと）1930東京
- 運用7：東京0900（2003M 第一つばめ）2010広島
- 運用8：広島0945（2004M 第二つばめ）2100東京
- 運用9：東京0700（1M 第一こだま）1330大阪1630（8M 第二こだま）2300東京
- 運用10：東京0800（2001M 第一富士）1720宇野1910（2010M うずしお）2200大阪
- 運用11：大阪0700（2009M うずしお）0950宇野1240（2002M 第二富士）2200東京

- 太字書体：運用変更
- 斜体：列車番号変更

従来の下り「第一つばめ」→上り「第二つばめ」運用を分離させたことから、1編成分運用増となり、昭和36年度2次債務で11両編成×1本（特12編成）が増備された。
| 編成番号 | ← 大阪東京 → | ← 大阪東京 → | ← 大阪東京 → | ← 大阪東京 → | ← 大阪東京 → | ← 大阪東京 → | ← 大阪東京 → | ← 大阪東京 → | ← 大阪東京 → | ← 大阪東京 → | ← 大阪東京 → | 製造 メーカー |
| 編成番号 | 1            | 2            | 3            | 4            | 5            | 6            | 7            | 8            | 9            | 10           | 11           | 製造 メーカー |
| 編成番号 | クロ151      | モロ151      | モロ150      | サロ150      | サシ151      | モハシ150    | モハ151      | サハ150      | モハ150      | モハ151      | クハ151      | 製造 メーカー |
| 特12     | 12           | 13           | 13           | 11           | 12           | 13           | 30           | 12           | 13           | 29           | 12           | 川車          |

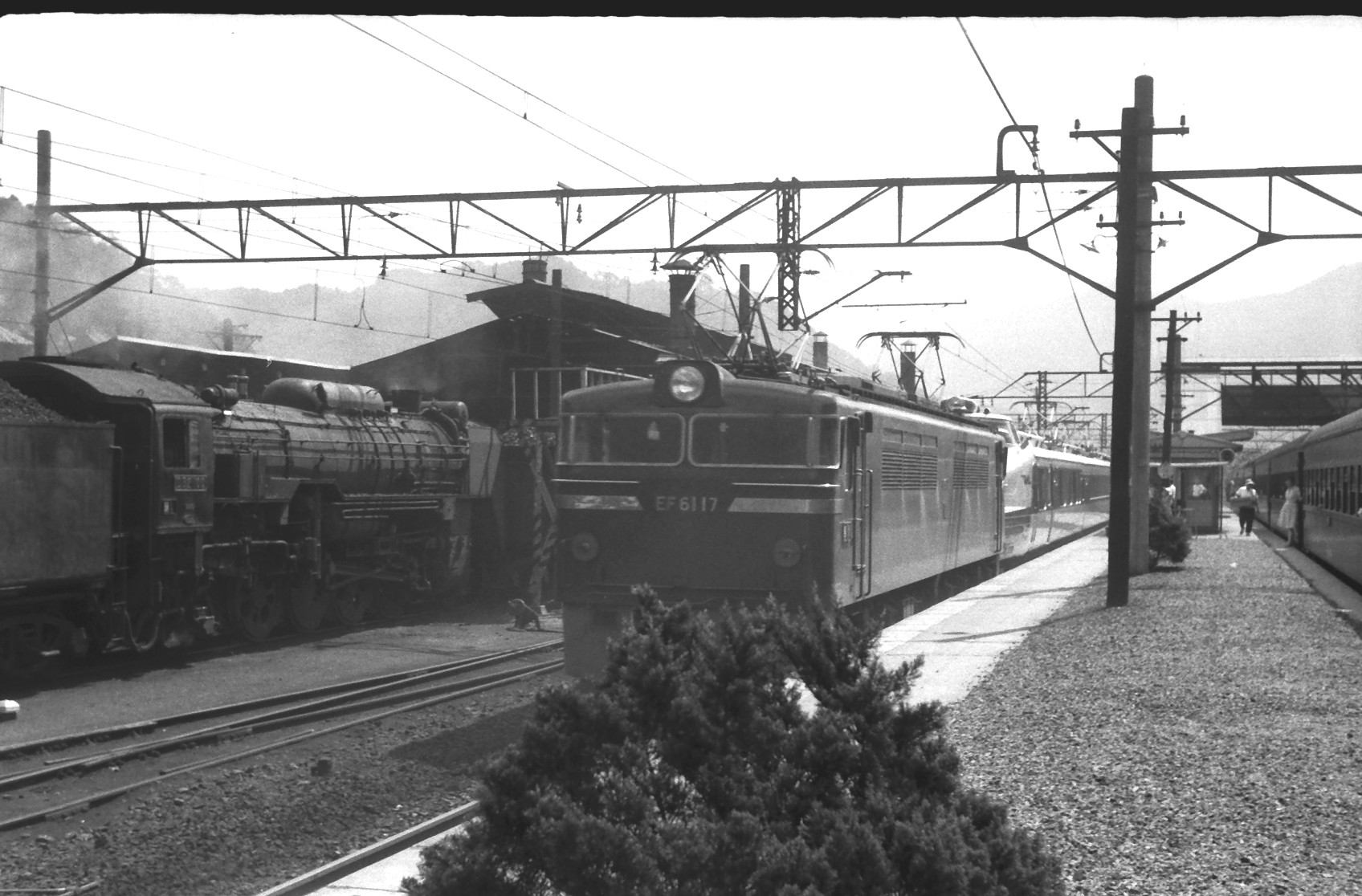
EF61形補機を連結した
上り「つばめ」

瀬野八と通称される山陽本線瀬野 - 八本松間には22.5 ‰の連続急勾配区間があり、MT比1:1の151系は出力不足と主電動機の熱容量が問題になった。電動車を増やせば自力登坂も可能だが、編成が変わり他列車と共通編成が組めなくなるデメリットや変電所容量などでも問題があるため上り列車の広島 - 八本松間はEF61形電気機関車を補機として連結し、八本松駅構内走行中に自動解放が実施された。
- 広島「つばめ」運用の際には大阪 - 広島間でクロ151形の前頭部連結器カバーを外して自動連結器をむき出しの状態にして運転した[注 96]。

同年10月には、曲線通過速度の向上により生み出された余裕時分を活かして静岡にも全列車が停車することになり、安倍川橋梁上での乗務員途中交代が廃止された。これにより乗務員9名の仕業変更と交代要員2名用客室座席を浮かせることを可能にした。
1963年には4月20日から157系不定期特急「ひびき」を定期列車化。8月には昭和37年度2次債務で製造されたサハ150形が1両増結され再び12両編成となった。8月の組込時は夏期輸送用増号車扱いで正式な組込は10月1日のダイヤ改正からである。これに伴い1往復分増発に相当する輸送力増強が図られた。
| 編成番号 | ← 大阪東京 → | ← 大阪東京 → | ← 大阪東京 → | ← 大阪東京 →  | ← 大阪東京 → | ← 大阪東京 → | ← 大阪東京 → | ← 大阪東京 → | ← 大阪東京 → | ← 大阪東京 → | ← 大阪東京 → | ← 大阪東京 → | 増備車 製造メーカー |
| 編成番号 | 1            | 2            | 3            | 4             | 5            | 6            | 7            | 8            | 9            | 10           | 11           | 12           | 増備車 製造メーカー |
| 編成番号 | クロ151      | モロ151      | モロ150      | サロ 151・150 | サシ151      | モハシ150    | モハ151      | サハ150      | サハ150      | モハ150      | モハ151      | クハ151      | 増備車 製造メーカー |
| 特1      | 1            | 1            | 1            | 151-1         | 1            | 1            | 1            | 13           | 1            | 1            | 11           | 1            | 川車                |
| 特2      | 2            | 2            | 2            | 151-2         | 2            | 2            | 2            | 14           | 2            | 2            | 12           | 2            | 川車                |
| 特3      | 3            | 3            | 3            | 151-3         | 3            | 3            | 3            | 15           | 3            | 3            | 13           | 3            | 川車                |
| 特4      | 4            | 4            | 4            | 151-4         | 4            | 4            | 4            | 16           | 4            | 4            | 14           | 4            | 川車                |
| 特5      | 5            | 5            | 5            | 151-5         | 5            | 5            | 5            | 17           | 5            | 5            | 15           | 5            | 川車                |
| 特6      | 6            | 6            | 6            | 151-6         | 6            | 6            | 6            | 18           | 6            | 6            | 16           | 6            | 川車                |
| 特7      | 7            | 7            | 7            | 150-1         | 7            | 7            | 18           | 19           | 7            | 7            | 17           | 7            | 近車                |
| 特8      | 8            | 8            | 8            | 150-2         | 8            | 9            | 21           | 20           | 8            | 8            | 20           | 8            | 近車                |
| 特9      | 9            | 9            | 9            | 150-3         | 9            | 10           | 23           | 21           | 9            | 9            | 22           | 9            | 近車                |
| 特10     | 10           | 10           | 10           | 150-4         | 10           | 11           | 25           | 22           | 10           | 10           | 24           | 10           | 近車                |
| 特11     | 11           | 11           | 11           | 150-5         | 11           | 12           | 28           | 23           | 11           | 11           | 26           | 11           | 近車                |
| 特12     | 12           | 13           | 13           | 150-11        | 12           | 13           | 30           | 24           | 12           | 13           | 29           | 12           | 近車                |

- 編成に組み込まれない予備車
  - モロ151-12+モロ150-12・モハ151-27+モハ150-12・モハ151-19+モハシ150-8・サロ150-6
- 太字：編成変更による増備車両。

これをもって151系の増備は終了。形式名と同じ151両全車が田町電車区に配置された。また編成変更直後の同年9月17日に昭和天皇と香淳皇后は岡山大学付属病院に入院中であった四女池田厚子見舞いの帰途、上り「第2富士」のクロ151-12区分室に岡山→大阪間で乗車した。これは前日往路のキハ82系特急「みどり」に後部へキロ80形を含む3両を増結し昭和天皇夫妻が営業運転列車に初めて乗車したものである。また1964年には、香淳皇后が東京 - 岡山間で2月15日の下り「第1富士」、翌16日の上り「第2富士」のクロ151形区分室に乗車した。
1964年5月に発生した事故によりクロ151-7が事故廃車。同年10月1日の東海道新幹線開業により、向日町運転所に転出し山陽特急に転用される120両と田町電車区に残る30両に分離。東海道特急での運用を終えた。

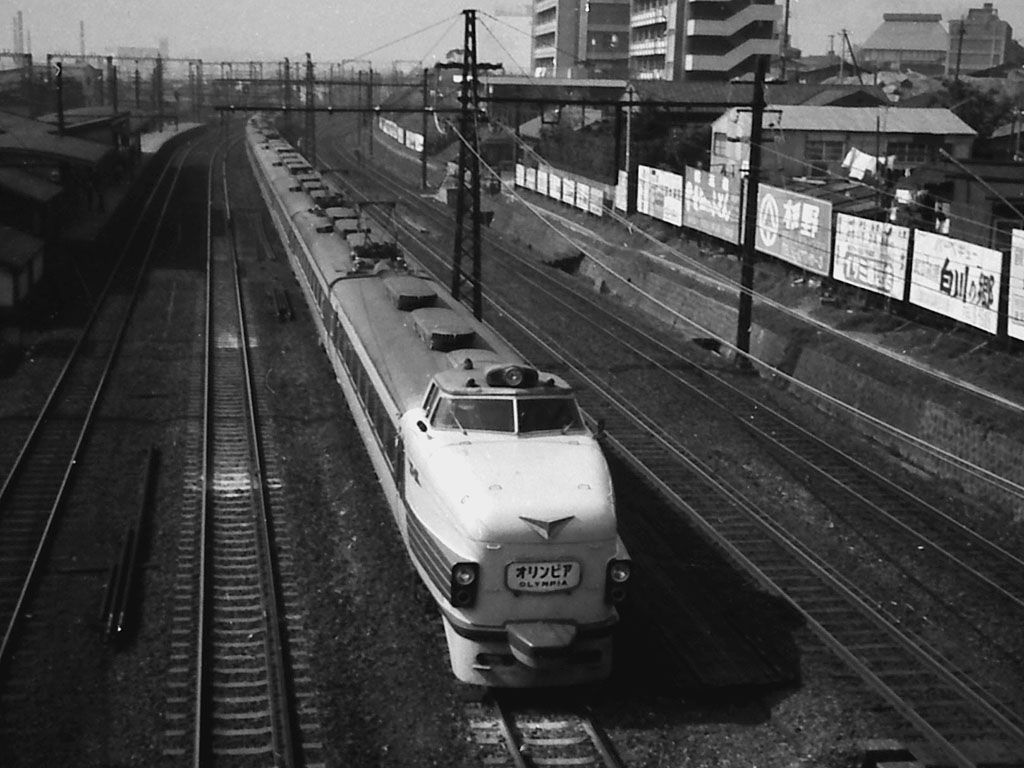
臨時急行「オリンピア」

東海道特急での運用終了直後の10月3日 - 25日には東京オリンピック開催にあわせて田町残留となった特6・特8編成を充当し、東京 - 熱海間臨時急行「オリンピア」が運転された。なお、同列車は全車指定席とされたもののパーラーカー、食堂車・ビュフェは営業休止扱いとした。
- 熱海0840（3802M オリンピア）1003東京1743（3805M オリンピア）熱海1917

- 3802M途中停車駅：小田原・大船・横浜・品川
- 3805M途中停車駅：横浜・小田原

この後は予備車6両のうち保留となるサロ151-6・サロ150-2を除き181系化改造が施工された。

### 山陽特急
1964年の東海道新幹線開業で、特6・特8編成と編成に組み込まれない予備車を除いた田町区の151系120両が向日町運転所に転入した。新大阪発着となる東海道新幹線連絡特急ならびに田町から移管された「うずしお」に以下の運用で充当された。
九州乗入対応改造編成充当4本
- 運用1：新大阪1220（1M つばめ）2130博多
- 運用2：博多0845（4M つばめ）1812新大阪
- 運用3：新大阪1330（3M はと）2245博多
- 運用4：博多0710（2M はと）1630新大阪

本州内限定編成充当4本
- 運用1：新大阪1520（2009M しおじ）2320下関
- 運用2：下関0630（2010M しおじ）1435新大阪
- 運用3：大阪0700（2005M うずしお）0950宇野1240（2006M ゆうなぎ）1535新大阪
- 運用4：新大阪1420（2007M ゆうなぎ）1720宇野1911（2008M うずしお）2200大阪

- 予備編成×2本は九州乗入対応改造編成

| 編成番号 | ← 博多・下関大阪 → | ← 博多・下関大阪 → | ← 博多・下関大阪 → | ← 博多・下関大阪 → | ← 博多・下関大阪 → | ← 博多・下関大阪 → | ← 博多・下関大阪 → | ← 博多・下関大阪 → | ← 博多・下関大阪 → | ← 博多・下関大阪 → | ← 博多・下関大阪 → | ← 博多・下関大阪 → |
| 編成番号 | 1                  | 2                  | 3                  | 4                  | 5                  | 6                  | 7                  | 8                  | 9                  | 10                 | 11                 | 12                 |
| 編成番号 | クロ151            | モロ151            | モロ150            | サロ 151・150      | サシ151            | モハシ150          | モハ151            | サハ150            | サハ150            | モハ150            | モハ151            | クハ151            |
| 特1      | 1                  | 1                  | 1                  | 151-1              | 1                  | 1                  | 1                  | 13                 | 1                  | 1                  | 11                 | 1                  |
| 特2      | 2                  | 2                  | 2                  | 151-2              | 2                  | 2                  | 2                  | 14                 | 2                  | 2                  | 12                 | 2                  |
| 特3      | 3                  | 3                  | 3                  | 151-3              | 3                  | 3                  | 3                  | 15                 | 3                  | 3                  | 13                 | 3                  |
| 特4      | 4                  | 4                  | 4                  | 151-4              | 4                  | 4                  | 4                  | 16                 | 4                  | 4                  | 14                 | 4                  |
| 特5      | 5                  | 5                  | 5                  | 151-5              | 5                  | 5                  | 5                  | 17                 | 5                  | 5                  | 15                 | 5                  |
| 特7      | 9                  | 7                  | 7                  | 150-1              | 7                  | 7                  | 18                 | 19                 | 7                  | 7                  | 17                 | 7                  |
| 特9      | 8                  | 9                  | 9                  | 150-6              | 9                  | 10                 | 23                 | 21                 | 9                  | 9                  | 22                 | 9                  |
| 特10     | 10                 | 10                 | 10                 | 150-4              | 10                 | 11                 | 25                 | 22                 | 10                 | 10                 | 24                 | 10                 |
| 特11     | 11                 | 11                 | 11                 | 150-5              | 11                 | 12                 | 28                 | 23                 | 11                 | 11                 | 26                 | 11                 |
| 特12     | 12                 | 13                 | 13                 | 150-11             | 12                 | 13                 | 30                 | 24                 | 12                 | 13                 | 29                 | 12                 |

- 太字書体：九州乗入対応改造編成

1965年（昭和40年）10月1日のダイヤ改正では481系増備車落成により「つばめ」「はと」の九州乗入は中止となった。
- 「つばめ」：「雷鳥」「しらさぎ」と共通運用となり運転区間を名古屋 - 熊本へ変更
- 「はと」：単独運用で引き続き新大阪 - 博多で運転

失った九州乗入運用と引換に新設となる新大阪 - 広島間「しおかぜ」2往復・「しおじ」1往復の増発に転用されたほか、「うずしお」「ゆうなぎ」は宇野線の変電所容量問題から、営業運転では電動車ユニット1組をカットする特殊運転が行われていたが、容量増強に伴い解消となり、スピードアップを伴う運転時刻改正ならびに列車番号が変更となった。
- 運用1：新大阪1730（1007M 第二しおかぜ）2200広島
- 運用2：広島0805（1008M 第一しおかぜ）1240新大阪1530（1005M 第二しおじ）2310下関
- 運用3：下関0700（1006M 第一しおじ）1439新大阪
- 運用4：新大阪1230（1003M 第一しおじ）2010下関
- 運用5：下関1000（1004M 第二しおじ）1742新大阪
- 運用6：新大阪1030（1001M 第一しおかぜ）1503広島1610（1002M 第二しおかぜ）2041新大阪
- 運用7：大阪0850（1015M うずしお）1140宇野1245（2006M ゆうなぎ）1540新大阪
- 運用8：新大阪1430（1017M ゆうなぎ）1726宇野1835（1018M うずしお）2124大阪

また同年5月から181系化改造工事を開始。1966年（昭和41年）10月のダイヤ改正までに終了した。
山陽本線転用後は1等車の利用減少が大きく、1965年（昭和40年）12月にはサロ1両を減車。クロ181形も1966年（昭和41年）から1967年（昭和42年）にかけて貴賓車予備の11・12を除き、順次開放室を2等席に改めてクロハ181形に改造された。
- クロ181形組込編成は「うずしお」「ゆうなぎ」運用に限定充当とされた。

1968年（昭和43年）10月のダイヤ改正では、軌道強化工事完了に伴う最高速度120 km/hへの向上・運転時分の短縮・同一方面の列車愛称統一などが実施され、定期列車は新大阪 - 広島・下関「しおじ」と新大阪 - 宇野「うずしお」それぞれ3往復ずつ、予定臨時では大阪・新大阪 - 広島「しおじ」1往復充当の運用減となった。
- 運用1：新大阪1735（1015M うずしお3）2025宇野
- 運用2：宇野0840（1012M うずしお1）1132新大阪1335（1013M うずしお2）1629宇野1835（1016M うずしお3）2132大阪
- 運用3：大阪0850（1011M うずしお1）1134宇野1229（1014M うずしお2）1522新大阪1728（1005M しおじ3）2154広島
- 運用4：広島0815（1006M しおじ1）1242新大阪1528（1003M しおじ2）2246下関
- 運用5：下関0725（1004M しおじ2）1442新大阪
- 運用6：新大阪1028（1001M しおじ1）1450広島1615（1002M しおじ3）2045新大阪
- 臨時1：大阪0920（8011M しおじ51）1335広島1420（8012M しおじ51）1848新大阪

本改正から1号車のパーラーカーをクロハ181形に統一することになり、貴賓車予備のクロ181-11・12は特1・特2編成のクロハ181-1・2と差し換えられ、それぞれクハ180-51・クハ181-61に改造施工。特1・特2編成が田町区へ再転出。関東地区の特急増発に転用された。
また編成組成では、MG負荷平均化のため7号車に連結されていたサハ180形は方向転換の上で4号車に組成変更された。
| 編成番号 | ← 下関・宇野大阪 → | ← 下関・宇野大阪 → | ← 下関・宇野大阪 → | ← 下関・宇野大阪 → | ← 下関・宇野大阪 → | ← 下関・宇野大阪 → | ← 下関・宇野大阪 → | ← 下関・宇野大阪 → | ← 下関・宇野大阪 → | ← 下関・宇野大阪 → | ← 下関・宇野大阪 → |
| 編成番号 | 1                  | 2                  | 3                  | 4                  | 5                  | 6                  | 7                  | 8                  | 9                  | 10                 | 11                 |
| 編成番号 | クロハ181          | モロ181            | モロ180            | サハ180            | サシ181            | モハシ180          | モハ181            | サハ180            | モハ180            | モハ181            | クハ181            |
| 特3      | 3                  | 3                  | 3                  | 15                 | 3                  | 3                  | 3                  | 3                  | 3                  | 13                 | 3                  |
| 特4      | 4                  | 4                  | 4                  | 16                 | 4                  | 4                  | 4                  | 4                  | 4                  | 14                 | 4                  |
| 特5      | 5                  | 5                  | 5                  | 17                 | 5                  | 5                  | 5                  | 5                  | 5                  | 15                 | 5                  |
| 特7      | 9                  | 7                  | 7                  | 19                 | 7                  | 7                  | 18                 | 7                  | 7                  | 17                 | 7                  |
| 特9      | 8                  | 9                  | 9                  | 21                 | 9                  | 10                 | 23                 | 9                  | 9                  | 22                 | 9                  |
| 特10     | 10                 | 10                 | 10                 | 22                 | 10                 | 11                 | 25                 | 10                 | 10                 | 24                 | 10                 |
| 特11     | 1                  | 11                 | 11                 | 23                 | 11                 | 12                 | 28                 | 11                 | 11                 | 26                 | 11                 |
| 特12     | 2                  | 13                 | 13                 | 24                 | 12                 | 13                 | 30                 | 12                 | 13                 | 29                 | 12                 |

さらに1969年（昭和44年）10月1日のダイヤ改正では、以下の変更を実施。
- 「しおじ」は定期4往復・臨時1往復に増発。
- 「うずしお」は1往復に485系を充当。181系は2往復に減。

この結果運用は以下に変更。
- 運用1：大阪0850（1011M うずしお1）1134宇野1229（1014M うずしお2）1522新大阪1728（1007M しおじ4）0045下関
- 運用2：下関0540（1008M しおじ2）1312新大阪1528（1003M しおじ2）2248下関
- 運用3：下関0700（1004M しおじ3）1422新大阪1628（1005M しおじ3）2054広島
- 運用4：広島0710（1006M しおじ1）1140新大阪1335（1013M うずしお2）1629宇野1835（1016M うずしお3）2132大阪
- 運用5：新大阪1028（1001M しおじ1）1450広島1615（1002M しおじ4）2045新大阪
- 臨時1：大阪0902（8011M しおじ51）1312広島1524（8012M しおじ51）1950新大阪

関東地区の車両増備と利用者減に伴うモハシ180形→モハ180形への改造の関係から配置車両の見直しが行われ、特4編成からモハ181-4+モハシ180-4のユニットを解きモハ181-4は長野に転出。そのため編成単位での配置が崩れ、10月のダイヤ改正時点で7編成と予備車9両の86両となった。
- 上述のモハシ180形改造のみならず、関東地区へ転出の際にクロハ181形のクハ化改造や耐雪耐寒構造強化のため車両不足となることから、一時的に減車や関東地区からの借入が行われた。

1970年（昭和45年）10月1日のダイヤ改正では、583系を「しおじ」1往復に充当し5往復化が行われ、充当列車ならびに列車番号や号数の一部変更を実施。
- 運用1：大阪0850（1011M うずしお1）1134宇野1229（1014M うずしお2）1522新大阪1822（1019M しおじ5）2322広島
- 運用2：広島0840（1008M しおじ2）1312新大阪1528（1005M しおじ3）2248下関
- 運用3：下関0700（1006M しおじ3）1422新大阪1628（1007M しおじ4）2054広島
- 運用4：広島0710（1010M しおじ1）1140新大阪1335（1013M うずしお2）1629宇野1835（1016M うずしお3）2132大阪
- 運用5：新大阪1028（1001M しおじ1）1450広島1615（1002M しおじ5）2045新大阪
- 臨時1：大阪0915（8011M しおじ51）1331広島1524（8012M しおじ51）1947新大阪

- 太字書体：本改正による変更点

1972年（昭和47年）3月15日のダイヤ改正では、山陽新幹線岡山開業に伴い「うずしお」を廃止し、新たに岡山 - 下関「はと」3往復と送り込みならびに帰所を兼ねた新大阪 - 下関間「しおじ」1往復に運用を変更。余剰車は新潟・長野に転出した結果配置は11両編成×5本・予備車4両・休車1両の計60両となった。
- 送り込み・帰所運用：新大阪1630（1021M しおじ2）2335下関/下関0530（1022M しおじ2）1238新大阪
- 「はと」運用1：下関1135（1038M はと4）1630岡山1735（1039M はと4）2230下関
- 「はと」運用2：下関0735（1034M はと2）1230岡山1535（1035M はと2）2030下関
- 「はと」運用3：下関0635（1032M はと1）1130岡山1235（1031M はと1）1730下関

| 編成番号 | ← 下関大阪 → | ← 下関大阪 → | ← 下関大阪 → | ← 下関大阪 → | ← 下関大阪 → | ← 下関大阪 → | ← 下関大阪 → | ← 下関大阪 → | ← 下関大阪 → | ← 下関大阪 → | ← 下関大阪 → |
| 編成番号 | 1            | 2            | 3            | 4            | 5            | 6            | 7            | 8            | 9            | 10           | 11           |
| 編成番号 | クロハ181    | モロ181      | モロ180      | サハ180      | サシ181      | モハ180      | モハ181      | サハ180      | モハ180      | モハ181      | クハ181      |
| 特5      | 5            | 5            | 5            | 17           | 5            | 55           | 5            | 5            | 5            | 15           | 5            |
| 特9      | 8            | 9            | 9            | 21           | 9            | 60           | 23           | 9            | 9            | 22           | 9            |
| 特10     | 10           | 10           | 10           | 22           | 10           | 54           | 25           | 10           | 10           | 24           | 10           |
| 特11     | 1            | 11           | 11           | 23           | 11           | 62           | 28           | 11           | 11           | 26           | 11           |
| 特12     | 2            | 13           | 13           | 24           | 12           | 63           | 30           | 12           | 13           | 29           | 12           |

- 予備車 : モハ181-3+モハ180-53・クロハ181-9・サハ180-19
- 休車 : モハシ180-11

しかし同年10月1日のダイヤ改正で、特5編成が「とき」増発のため新潟へ転出。「はと」運用1往復減となった上に残存した運用ならびに送り込み・帰所対応の「しおじ」1往復も485系に置換えられ同年11月までにすべて終了したが、新たに大阪発着の「しおじ」1往復に充当された。
- 送り込み・帰所運用：11月17日終了
- 「はと」運用1：11月30日終了
- 「はと」運用2：本改正で終了
- 「はと」運用3：岡山発は10月6日 下関発は10月7日終了
- 新規「しおじ」運用：大阪0615（1021M しおじ1）1330下関1454（1024M しおじ4）2159大阪

しかし、新規「しおじ」運用も1973年（昭和48年）5月25日に485系への置換えにより消滅。全車が関東地区での転用のため長野・新潟へ転出し、同年10月31日に向日町運転所の配置が終了した。

### 上越・信越・中央特急
田町電車区に新製配置された161系9両編成x1本と予備車のMsMs'ユニット・MM'ユニットがそれぞれ1組ずつ4両とTc・Tdが1両ずつ計15両により1962年6月10日から運転開始された上越特急「とき」は以下の編成で運転された。
| ← 上野新潟 → |         |         |         |         |         |         |         |         |
| クハ161      | モロ161 | モロ160 | サシ161 | モハ160 | モハ161 | モハ160 | モハ161 | クハ161 |

- 運用：上野1650（1M とき）2130新潟0830（2M とき）1310上野

- 検修ならびに予備車との編成組み替えは上野口折り返し間合い時に実施。

この運用スタイルは東海道新幹線開業後までも守られていたが、この間には昭和38年1月豪雪による長期運休、ならびに1964年6月1日 - 30日にはクロ151-7脱線大破事故による157系との混成編成による運転なども行われた。
| ← 上野新潟 → |         |         |         |         |         |         |         |           |
| クハ161      | モロ161 | モロ160 | サシ161 | モハ160 | モハ161 | サハ157 | モハ156 | クモハ157 |

- ただし、上記編成で運転中の6月16日に新潟地震が発生し、17日 - 26日は運休となった。

1964年10月1日には東海道新幹線開業による東海道特急全廃が実施され、151系の田町残留車は特6編成と特8編成ならびに予備車の計30両。これらから余剰車となるサロ151-6・150-2を除いた28両が上越特急増発に転用されることになった。そのため大井工場（現・東京総合車両センター）と浜松工場で151系の出力増強・勾配抑速ブレーキの装備・耐寒耐雪装備などのいわゆる181系化改造工事が施工された。
- 大井工場には改造が比較的早期に終了する17両が入場し、1964年12月27日から運転された年末年始輸送の臨時「とき」運用に充当された[114]。

- 上野0753（3001M 臨時とき）1235新潟1515（3002M 臨時とき）2000上野

1965年1月にクハ181-44・45とサシ181-43が汽車会社で落成。上述した大井工場施工17両に浜松での改造施工車11両と合せた計31両が181系化。出力増強により編成も7号車にサハ180形を組込んだ10両化の上で3本と予備車1両により、1965年3月に2編成を充当し「とき」は2往復に増発。
- 運用1：上野1645（3M 第二とき）2130新潟0830（2M 第一とき）1315上野
- 運用2：上野0750（1M 第一とき）1235新潟1515（4M 第二とき）2000上野

なお大井工場施工車は、改造後も181系へ改番せず暫定的に151系のまま出場したことから、「とき」は151・161・181の3系列すべてが定期運用として充当された特急列車となった。
1965年5月 - 7月にかけて161系15両も改造を施工。田町所属車の181系化は、保留から余剰休車となった2両を除き完了した。また1966年3月にMG負荷平均化のためサハの連結位置は方向転換をし4号車に変更された。
- 保留休車のサロ151-6→サロ181-6は1968年11月12日付、サロ150-2→サロ180-2は1969年6月14日付で「あさま」増発用として181系に改造竣工。151系は系列消滅した。

1966年10月のダイヤ改正用に181系新製車100番台が落成し、信越本線直江津電化に対応した上野 - 長野に「あさま」2往復が新設された。「あさま」は碓氷峠通過の制約で食堂車不連結の8両編成が組成された。また、上越特急「とき」も1往復増発の3往復となった。
さらに同年12月には中央本線大月 - 初鹿野（現・甲斐大和）間の複線化を含む改良工事が完成し、「とき」と共通運用で新宿 - 松本「あずさ」2往復の運転を開始した。
| ← 上野・松本新宿・新潟 → |         |         |         |         |         |         |         |         |         |
| クハ181                  | モロ181 | モロ180 | サハ180 | サシ181 | モハ180 | モハ181 | モハ180 | モハ181 | クハ181 |

- サハ180形はサハ181形の場合がある。

- 田町電車区より「とき」は上野まで東京 - 上野間の回送線経由で、「あずさ」は新宿まで山手貨物線経由で回送されており、編成の号車番号の順序は上越線と中央本線で逆になる[119]。
- 初日の下り「第1あずさ」は、甲府 - 竜王間で踏切事故によって運転不能となり、甲府以西と折り返しの上り「第2あずさ」は165系で代走した[118]。

田町電車区「とき」「あずさ」10両編成運用（1966年12月）
- 運用1：上野1645（2005M 第三とき）2130新潟
- 運用2：新潟0800（2002M 第一とき）1244上野…新宿1620（3M 第二あずさ）2018松本
- 運用3：松本0800（2M 第一あずさ）1155新宿
- 運用4：新宿0800（1M 第一あずさ）1157松本1510（4M 第二あずさ）1908新宿
- 運用5：上野0805（2001M 第一とき）1250新潟1340（2004M 第二とき）1855上野
- 運用6：上野1145（2003M 第二とき）1630新潟1735（2006M 第三とき）2220上野

田町電車区「あさま」8両編成運用（1966年12月）
- 運用1：上野1330（1003M 第二あさま）1700長野
- 運用2：長野0745（1002M 第一あさま）1120上野
- 運用3：上野0930（1001M 第一あさま）1300長野1435（1004M 第二あさま）1810上野

1967年9月28日に新清水トンネル開通に伴い同年10月1日にダイヤ改正を実施。「とき」は10 - 15分の運転時間短縮を達成すると同時に下り第三・上り第一の1往復が東京駅発着となった。
1968年10月1日ダイヤ改正では、向日町運転所からの転入車によって、「とき」が定期3往復・季節2往復、「あずさ」が定期2往復・季節1往復・臨時1往復に増発。「あさま」が直江津までの区間延長を含む1往復増発と季節列車の「そよかぜ」2往復へ充当された。
田町電車区「とき」10両編成運用（1968年10月）
- 運用1：上野1100（6003M とき2）1400新潟1500（6008M とき4）1905上野
- 運用2：上野0805（2001M とき1）1205新潟1300（2006M とき3）1705上野…東京1800（2009M とき5）2202新潟
- 運用3：新潟1000（6004M とき2）1405上野1505（6007M とき4）1905新潟
- 運用4：新潟0800（2002M とき1）1207東京…上野1305（2005M とき3）1705新潟1800（2010M とき5）2205上野

- 斜体：季節運転列車

田町電車区「あずさ」10両編成運用（1968年10月）
- （閑）運用1：新宿0800（1M あずさ1）1142松本1505（6M あずさ3）1845新宿
- （閑）運用2：新宿1700（5M あずさ3）2047松本
- （閑）運用3：松本0800（2M あずさ1）1145新宿
- （繁）運用1：新宿0800（1M あずさ1）1142松本1235（6004M あずさ2）1617新宿1700（5M あずさ3）2047松本
- （繁）運用2：松本0800（2M あずさ1）1145新宿1300（6003M あずさ2）1647松本【1800（8002M あずさ51）2144新宿】
- （繁）運用3：【新宿0955（8001M あずさ51）1347】松本1505（6M あずさ3）1845新宿

- （閑）：閑散期運用
- （繁）：繁忙期期運用
- 斜体：季節運転列車
- 【】：臨時列車

田町電車区「あさま」8両編成運用（1968年10月）
- 運用1：上野0840（1001M あさま1）1145長野1200（1004M あさま2）1550上野…東京1640（1005M あさま3）2105直江津
- 運用2：直江津0730（1002M あさま1）1201東京…上野1339（1003M あさま2）1635長野1805（1006M あさま3）2118上野

- 「そよかぜ」運用は#首都圏地区季節列車を参照のこと。

1969年7月1日付で田町電車区から運用移管が行われ、新潟運転所に「とき」「あずさ」用94両、長野運転所に「あさま」「そよかぜ」用32両が転出した。また同年増備の100番台車8両は当初から長野配置となったほか、向日町運転所からモハ181-4が転入した。
| \| 1969年7月1日新潟運転所配置車両 \| 1969年7月1日新潟運転所配置車両 \| 1969年7月1日新潟運転所配置車両 \| 1969年7月1日新潟運転所配置車両 \| 1969年7月1日新潟運転所配置車両 \| 1969年7月1日新潟運転所配置車両 \| 1969年7月1日新潟運転所配置車両 \| \| 前配置/形式 \| モハ181+モハ180 \| クハ181 \| サハ181 \| サハ180 \| モロ181+モロ180 \| サシ181 \| \| ------------------------------ \| ---------------------------------------------------------------------------------- \| ------------------------------------------------------- \| ------------------------------ \| ------------------------------ \| ------------------------------- \| ------------------------------ \| \| 田町 \| 1+51・1+52・6+56 11+1・12+2・16+6 19+58・20+8・21+59 27+12・41 - 43 102 - 106・109 \| 1・2・6・8 41 - 45・53 56・61・71・72 102・103 106・108 \| 1・4・5 \| 2・3・6・8 14・18・20 \| 1・2・6・8 12・41・42 101 - 103 \| 1・2・6・8 41 - 43 101 - 103 \| |                                                                                    |                                                         |         |                       |                                 |                              |
| 備考 - 編成本数：10両x9本 - 予備車：クハ181形x1両 モロ181+モロ180x1組2両 サシ181形x1両 |                                                                                    |                                                         |         |                       |                                 |                              |
| 1969年7月1日新潟運転所配置車両 |                                                                                    |                                                         |         |                       |                                 |                              |
| 前配置/形式 | モハ181+モハ180                                                                    | クハ181                                                 | サハ181 | サハ180               | モロ181+モロ180                 | サシ181                      |
| 田町 | 1+51・1+52・6+56 11+1・12+2・16+6 19+58・20+8・21+59 27+12・41 - 43 102 - 106・109 | 1・2・6・8 41 - 45・53 56・61・71・72 102・103 106・108 | 1・4・5 | 2・3・6・8 14・18・20 | 1・2・6・8 12・41・42 101 - 103 | 1・2・6・8 41 - 43 101 - 103 |

| \| 1969年7月1日長野運転所配置車両 \| 1969年7月1日長野運転所配置車両 \| 1969年7月1日長野運転所配置車両 \| 1969年7月1日長野運転所配置車両 \| 1969年7月1日長野運転所配置車両 \| 1969年7月1日長野運転所配置車両 \| 1969年7月1日長野運転所配置車両 \| \| 前配置/形式 \| モハ181 \| モハ180 \| クハ181 \| クハ180 \| サロ181 \| サロ180 \| \| ------------------------------ \| ------------------------------ \| ------------------------------ \| ------------------------------ \| ------------------------------ \| ------------------------------ \| ------------------------------ \| \| 田町 \| 101・105・107 108・110 - 112 \| 101・105・107 108・110 - 112 \| 101・104 105・107 \| 1 - 4・51 \| 2・3・6 \| 1・2 4 - 6 11 \| \| 向日町 \| 4 \| \| \| \| \| \| \| 新製車 \| 113・114 \| 113 - 115 \| 109 \| 5 \| \| 101 \| |                              |                              |                   |           |         |               |
| 備考 - 編成本数：8両x5本 - 予備車：クハ180形x1両 - モハ181-4はモハ180-115とユニット組成 |                              |                              |                   |           |         |               |
| 1969年7月1日長野運転所配置車両 |                              |                              |                   |           |         |               |
| 前配置/形式 | モハ181                      | モハ180                      | クハ181           | クハ180   | サロ181 | サロ180       |
| 田町 | 101・105・107 108・110 - 112 | 101・105・107 108・110 - 112 | 101・104 105・107 | 1 - 4・51 | 2・3・6 | 1・2 4 - 6 11 |
| 向日町 | 4                            |                              |                   |           |         |               |
| 新製車 | 113・114                     | 113 - 115                    | 109               | 5         |         | 101           |

1970年10月1日のダイヤ改正で「とき」は定期6往復、「あずさ」は定期2往復・季節2往復に増発。1971年4月26日からは立山黒部アルペンルートの開通にともない、「あずさ」のうち1往復が大糸線に季節列車として信濃大町まで延長運転された。
- 新宿0800（1M あずさ1）1142松本（6011M）1226信濃大町1249（6014M）松本1330（4M あずさ2）1711新宿

1972年3月15日のダイヤ改正では「とき」7往復「あさま」5往復に増発されたほか、「あずさ」は以下の変更を実施。
- 大糸線季節運転区間を白馬まで延長するとともに折返し時間確保のため上り充当を3号に変更。

- 新宿0800（1M あずさ1）1139松本（6011M）1246白馬1351（6016M）松本1505（6M あずさ3）1843新宿

- 運転本数を定期3往復・季節1往復に増強。

また車両面では、改正前の同年2月 - 3月にかけてサシ181-102・103がサシ489形へ改造の上で向日町運転所へ転出したほか、今回の増発で「あさま」「そよかぜ」用のサロ180・181形は既に底をついていたため長野運転所に初めてモロ181・180-3が配置された。その結果、長野所属編成は以下の2種類となった。
| ← 上野長野・直江津 → |         |         |         |         |         |         |         |
| クハ180              | モハ180 | モハ181 | モハ180 | モハ181 | サロ180 | サロ180 | クハ181 |
| クハ180              | モハ180 | モハ181 | サハ180 | サハ180 | モロ180 | モロ181 | クハ181 |

- サロ180形・サハ180形はサロ181形・サハ181形の場合がある。

予備車や検査の都合上中間車がすべて電動車という6M2T編成が組成されることもあった。
| ← 上野長野・直江津 → |         |         |         |         |         |         |         |
| クハ180              | モハ180 | モハ181 | モハ180 | モハ181 | モロ180 | モロ181 | クハ181 |

1972年10月1日ダイヤ改正では、向日町運転所配置余剰車が「とき」「あずさ」転用となり新潟運転所へ転入したが、一部の車両改造竣工がダイヤ改正後となることから、以下の増発となった。
- 10月1日：「とき」9往復「あずさ」6往復
- 12月16日：「とき」10往復

「あずさ」は、季節運転2往復を定期格上げするとともに大糸線延長運転時の上り充当を5号に変更。
- 新宿0800（1M あずさ1）1139松本（6011M）1246白馬1411（6018M）松本1540（8M あずさ5）1917新宿

増発2往復のうち下り6号・上り1号の1往復は甲府発着で食堂車営業休止とした。また下り6号は12月15日まで、上り1号と運用が連続する松本発着の下り3号・上り4号1往復は同月16日まで幕張電車区（現・幕張車両センター）所属の183系0番台充当による運転で対応。
- 新宿2000（21M あずさ6）2152甲府0735（22M あずさ1）0926新宿1000（5M あずさ3）1343松本1440（6M あずさ4）1817新宿

1973年3月31日をもって東京 - 上野間の回送線を使用した特急運転が東北・上越新幹線工事の影響で廃止されることになり、「とき」「あさま」「そよかぜ」の東京駅乗り入れが中止となった。

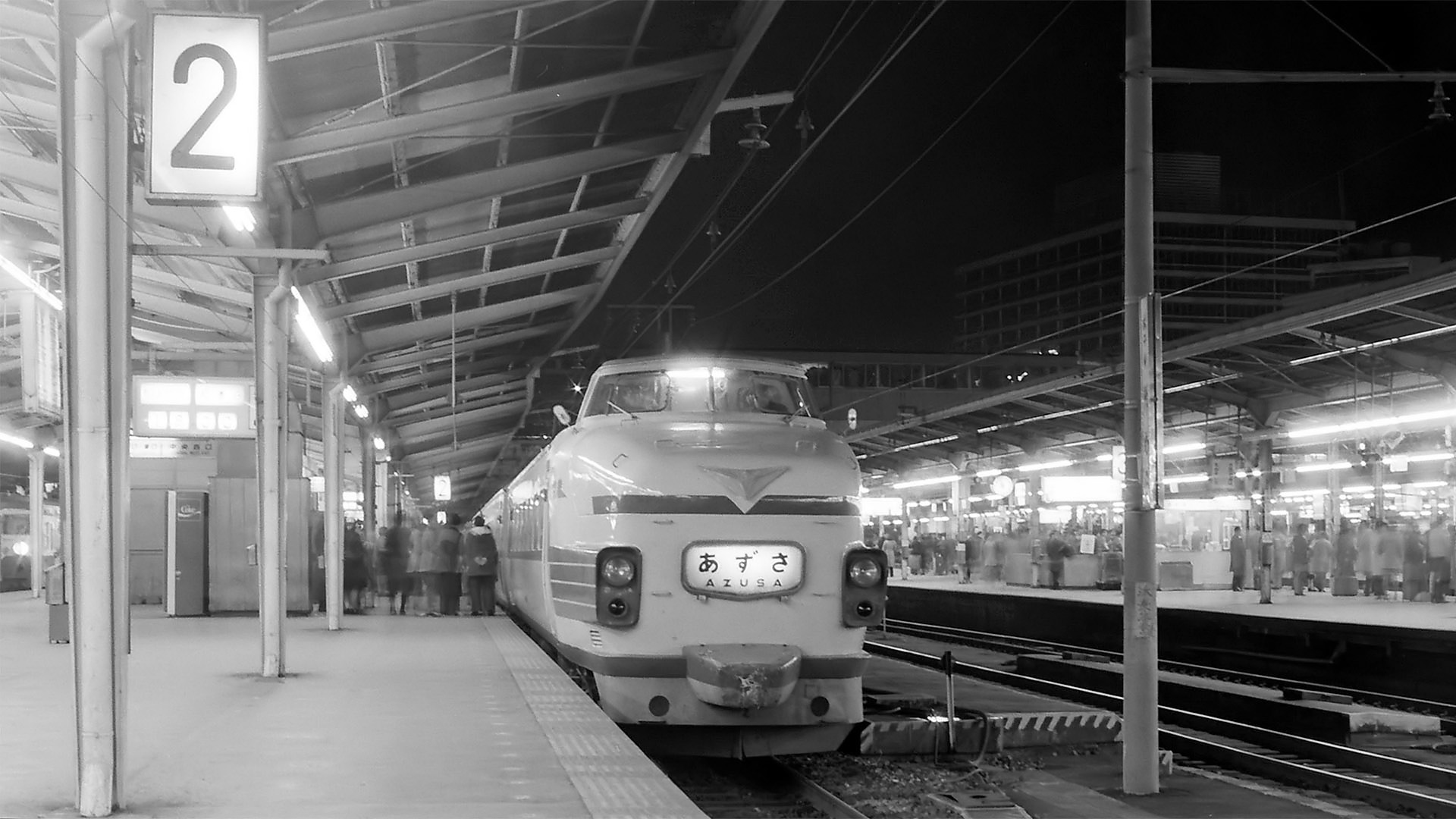
「あずさ」
長野運用移管後

1973年10月のダイヤ改正では向日町運転所の山陽特急運用が終了。最後まで配置されていた29両のうち191系へ改造された2両を除く27両は新潟・長野へ転出し、以下の増発が実施された。
- 「とき」：13往復に増発。
- 「あさま」：6往復に増発するも1往復は金沢運転所所属の489系による間合い運用で充当
- 「あずさ」：10往復まで増発となったが、うち5往復は大糸線季節延長を含めて共管となる幕張電車区所属の183系0番台による運転となった。本系列所要となる定期4往復・季節1往復[注 105]は新潟運転所から長野運転所に運用移管するとともに10両編成を維持したものの食堂車が不連結となったことから、以下の12両が改正直前の9月29日付で新潟から長野へ転出した。

- モハ181+モハ180-1+51・2+52・11+1
- モロ181+モロ180-1
- クハ181-1・2
- サハ181-1・4

配置両数は新潟運転所が129両、長野運転所が88両となった。また「あずさ」編成は以下の2種類となった。
| ← 新宿松本 → |         |         |         |         |         |         |         |         |         |
| クハ180      | モハ180 | モハ181 | モハ180 | モハ181 | サロ180 | サロ180 | モハ180 | モハ181 | クハ181 |
| クハ180      | モハ180 | モハ181 | サハ180 | サハ180 | モロ180 | モロ181 | モハ180 | モハ181 | クハ181 |

- クハ180形・サロ180形・サハ180形はクハ181形・サロ181形・サハ181形の場合がある。

1973年10月改正後はクリスマス前後から新潟県中越地方に豪雪が襲い、12月28日までに上越線を中心に233本が運休し、本系列でも雪が原因となる絶縁不良が多数を占める故障が目立ち始め、翌1974年1月には「とき」最大5往復が運休する事態に発展した。
- このほか耐寒耐雪装備を備えているものの「とき」に使用されていたのは旧20系や旧151系に由来する経年車も多く、東海道・山陽時代に長距離の高速運転で酷使されたうえ、勾配線区かつ冬期間は豪雪となる上越線を120 km/hで走行する運用には相応の負担がかかり、経年劣化に加えて当時の労使関係複雑化から保守面でも完全には対応し切れない状況も相まってダメージが蓄積し、不良動揺・貫通扉のガタつき・厳寒時における扉前席への寒気侵入などの不具合や走行にまで影響を与える故障も続発した。対応策として青森運転所（現・盛岡車両センター青森派出所）の485系と金沢運転所（現・金沢総合車両所）の489系をそれぞれ借り受けて投入するも抜本的な改善には至らず、国会でも討論の対象となった。
- 国鉄動力車労働組合も120 km/hでの運転は危険だとして95 km/hへ減速する順法闘争を行った。

この事態を受け国鉄は車両運用上の観点から前面形状・冷房装置などを同時期の485系と同様に変更した本系列新製案を検討したが、故障が多発し老朽化も進んでいた初期車の経年問題と抜本的な改良のため、耐寒耐雪装備を大幅に強化した183系電車1000番台と189系を急遽開発し、置き換える方針を決定。1974年12月に「とき」充当用に12両編成x3本と予備のクハ183形2両の計38両を新潟運転所へ新製配置。同月28日から12両編成x2本を充当し「とき」13往復中3往復を置き換えた。この183系1000番台投入により、1975年3月11日付で余剰となったサシ181-1・8・10の3両が本系列初の老朽廃車となった。
1975年3月10日ダイヤ改正では「あさま」が2往復増発されたが、これらはすべて金沢運転所の489系による間合い運用によるものであり、長野運転所配置車は以下の運用に引き続き充当された。
信越本線「あさま」「そよかぜ」運用（8両編成）
- 運用1：長野1847（5034M あさま7）2153上野
- 運用2：上野0834（5023M あさま2）1133長野1245（5030M あさま5）1553上野1634（5029M あさま5）2051直江津
- 運用3：直江津0730（5026M あさま3）1152上野1234（7023M そよかぜ2）1436中軽井沢1843（7024M そよかぜ2）2055上野
- 運用4：上野0634（7021M そよかぜ2）0839中軽井沢1045（7022M そよかぜ2）1253上野1334（5025M あさま3）1633長野
- 運用5：長野0645（5022M あさま1）0950上野1034（5025M あさま3）1333長野1547（5030M あさま5）1855上野1934（5035M あさま8）2235長野
- 臨時1：長野1446（8042M あさま51）1752上野2030（8045M あさま54）2342長野

- 斜体：季節列車もしくは臨時列車
- 「そよかぜ」運休日は運用3の1152上野到着から運用4の1334上野発へ移行

「あずさ」は引き続き10両編成x4本で定期4往復、1本で季節1往復の運用充当となった。
中央本線「あずさ」運用（10両編成）
- 運用1：長野…松本1000（4M あずさ3）1330新宿1400（11M あずさ6）1739松本1815（16M あずさ9）2145新宿
- 運用2：新宿0900（5M あずさ3）1245松本1340（10M あずさ5）1712新宿1800（15M あずさ8）2144松本
- 運用3：松本1100（6M あずさ4）1433新宿1500（13M あずさ6）1839松本1922（6018M あずさ10）2252新宿
- 運用4：新宿0640（6001M あずさ1）1021松本…長野

- 下り「あずさ1号」上り「あずさ10号」運休日は運用3の1839松本到着後に長野入庫

同年7月1日には、碓氷峠での連結両数制限のため8両以上での運転ができなかった「あさま」定期5往復・臨時1往復と「そよかぜ」2往復に充当されていた運用全てを、輸送力増強のためEF63形との協調運転により最大12両編成が組成可能かつ耐寒耐雪装備を強化した189系電車へ置き換えた。余剰車55両のうち151系からの改造車31両は廃車となったが、以下の24両が同年6月 - 7月に「とき」用として新潟へ転出し、同数の新潟所属初期車が玉突き廃車された。
- モハ181+180-105・107・108・110・112・4[注 111]+115
- クハ181-101・104・105・107・109
- クハ180-4・5
- サハ180-23

一方で「あずさ」は本系列での運用が続いたものの一方同年7月3日付で「あさま」「そよかぜ」用と共通予備となる189系10両編成x1本が追加落成したことから、代走充当が行われるケースも発生。さらにモロ181+180ユニットは9の同年11月5日付廃車で配置が終了し、同月19日に10両編成x1本も追加新製されたことから、同日付で正式に2運用が189系化され181系運用が1本のみとなった。
- 松本1100（6M あずさ4）1433新宿1500（13M あずさ7）1839松本

ただし、この充当もわずかの期間で同年12月4日と22日に189系10両編成x2本も新製配置となったことから、残存1運用も12月4日から189系化。10両編成x3本とクハ180形3両で計33両の長野配置車からモハ181・180-101・113・114のMM'ユニット3組6両が新潟へ転出。保留車となったサロ180-101を除き残りの26両全車が1976年1月までに廃車、クハ181-1を除き解体となった。
保留車のサロ180-101を除いて長野配置が終了した本系列は新潟集中配置とし「とき」運用専従となったが、1975年10月には183系1000番台による第2次置き換えを実施。運用が過半数の7往復を占めるまでになり、本系列も12両編成に増強されたが、長野からの転入車と183系1000番台新製配置による運用減のため1976年5月までに55両が老朽廃車となった。この時点で本系列は長野運転所保留車1両と新潟運転所所属車99両の計100両となった。このうち新潟所属車は12両編成x8本と予備車3両により、定期5・臨時1運用に充当された。
- 運用1：新潟0950（2008M とき4）1348上野1438（2017M とき9）1832新潟
- 運用2：新潟0750（2004M とき2）1148上野1238（2013M とき7）1631新潟1750（2024M とき12）2149上野
- 運用3：上野0838（2005M とき3）1230新潟1350（2016M とき8）1749上野
- 運用4：上野1038（2009M とき5）1435新潟1550（2020M とき10）1948上野
- 運用5：上野0938（2007M とき4）1330新潟1450（2018M とき9）1852上野1938（2025M とき13）2333新潟
- 臨時1：新潟1221（8026M とき52）1624上野1903（8025M とき51）2317新潟

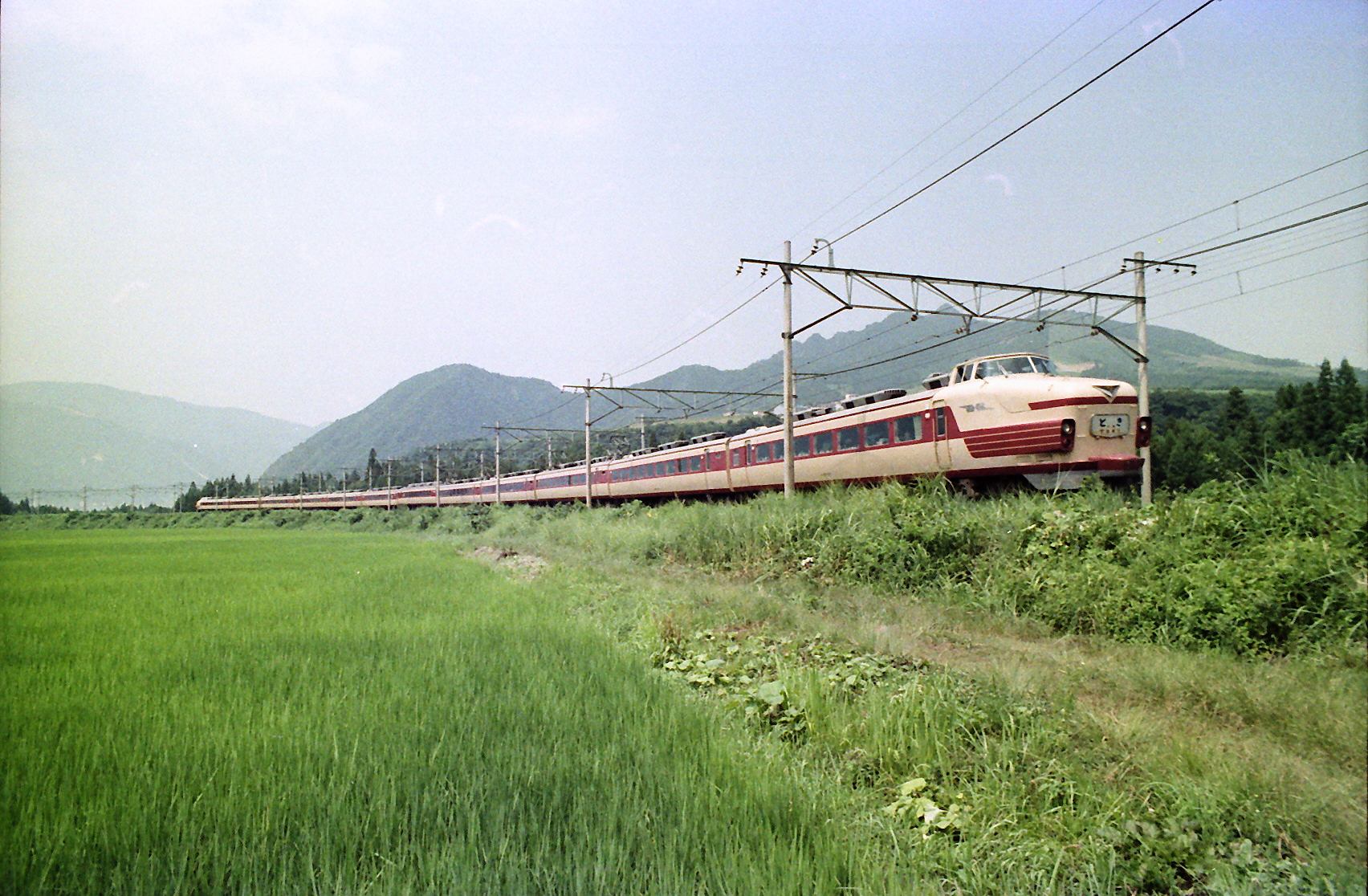
「とき」
1978年の組成変更後

1978年10月1日ダイヤ改正で「とき」は1往復増の14往復となったが、本系列も3MG・CP化ならびに初期車の淘汰を主体とした抜本的な体質改善と183系との編成統一を実施することになり、同年7月18日からモロ181+180ユニット・サハ180形・サシ181形を編成から除外し、210 kVA MGならびに2,100 L/min CPを床下搭載し新製したサロ181-1101 - 1106を6号車に限定し、7号車には鹿児島運転所所属のサロ481-26 - 28を種車に改造したサロ181-1051 - 1053ならびに長野運転所所属の保留車サロ180-101に改造を施工し車番を1001へ改番した4両のいずれかを組込む組成変更が順次開始された。
| ← 上野新潟 →       |         |         |         |         |                       |                    |         |         |         |         |         |
| クハ181 or クハ180 | モハ180 | モハ181 | モハ180 | モハ181 | サロ181 1100 （限定） | サロ181 or サロ180 | モハ180 | モハ181 | モハ180 | モハ181 | クハ181 |

「とき」運用は本系列の編成組成変更直前の6月15日と7月1日、改正当日である10月1日の3回にわけて行われた。
| \| 新潟運転所「とき」系列別運用 \| 新潟運転所「とき」系列別運用 \| 新潟運転所「とき」系列別運用 \| 新潟運転所「とき」系列別運用 \| 新潟運転所「とき」系列別運用 \| 新潟運転所「とき」系列別運用 \| 新潟運転所「とき」系列別運用 \| \| 日付 \| 181系 \| 181系 \| 181系 \| 183系1000番台 \| 183系1000番台 \| 183系1000番台 \| \| 日付 \| 配置 \| 充当編成数 \| 運転本数 \| 配置 \| 充当編成数 \| 運転本数 \| \| ---------------------------- \| ---------------------------- \| ---------------------------- \| ---------------------------- \| ---------------------------- \| ---------------------------- \| ---------------------------- \| \| 1978.06.14まで \| 99両 \| 12両x5本 \| 6往復 \| 87両 \| 12両x5本 \| 7往復 \| \| 1978.06.15 \| 87両 \| 12両x4本 \| 5往復 \| 114両 \| 12両x6本 \| 8往復 \| \| 1978.07.01 \| 89両 \| 12両x3本 \| 4往復 \| 114両 \| 12両x7本 \| 9往復 \| \| 1978.10.02以降 \| 73両 \| 12両x3本 \| 3往復 \| 144両 \| 12両x9本 \| 11往復 \| |       |            |          |               |               |               |
| 備考 - 1978.07.01の181系2両増加は同年6月27日付でサロ181-1105・1106が新製配置されたため - 夏期臨時1往復ならびに改正後臨時2往復は183系1000番台を充当 - 改正後の本系列運用は以下の3仕業 - 運用1：新潟0948（2010M とき10）1403上野1449（2019M とき19）1900新潟 - 運用2：新潟1048（2012M とき12）1503上野1549（2021M とき21）2000新潟 - 運用3：新潟1148（2014M とき14）1603上野1649（2023M とき23）2100新潟 |       |            |          |               |               |               |
| 新潟運転所「とき」系列別運用 |       |            |          |               |               |               |
| 日付 | 181系 | 181系      | 181系    | 183系1000番台 | 183系1000番台 | 183系1000番台 |
| 日付 | 配置  | 充当編成数 | 運転本数 | 配置          | 充当編成数    | 運転本数      |
| 1978.06.14まで | 99両  | 12両x5本   | 6往復    | 87両          | 12両x5本      | 7往復         |
| 1978.06.15 | 87両  | 12両x4本   | 5往復    | 114両         | 12両x6本      | 8往復         |
| 1978.07.01 | 89両  | 12両x3本   | 4往復    | 114両         | 12両x7本      | 9往復         |
| 1978.10.02以降 | 73両  | 12両x3本   | 3往復    | 144両         | 12両x9本      | 11往復        |

本系列は以下のスケジュールで老朽車が廃車された結果73両まで減少した。
- 1978年6月14日付：モロ181+180-7 モハ181-17・21・23 モハ180-7・59・43 クハ181-62・64 サハ180-16 サシ181-7
- 1978年7月24日付：モロ181+180-12 モハ181-14 モハ180-4 クハ181-44・61 サハ180-20 サシ181-41
- 1978年8月14日付：モロ181+180-41・42 サハ180-18・23 サシ181-6・9・11・42
- 1978年9月16日付：モハ181-16 モハ180-6 クハ181-65 サハ180-8・21・24

当初の計画では151系として製造された車両を淘汰する予定であり、編成除外となったモロ181+180ユニットからは経年の浅い101 - 103にモハ181+180形200番台化する改造を施工することになり、同年11月8日付で102ユニットが、12月25日付で101ユニットが落成した。ところが1979年1月17日に#上越線踏切事故でモハ181-202が焼失。モハ180-202は急遽廃車予定だった1962年製造のモハ181-29とユニットを組成して復旧したために151系製造車が1両残る結果となった。
なお本系列の廃車は1979年にも以下のスケジュールで実施された。
- 1979年1月30日付：モロ181+180-13 サハ180-14 サシ181-12（サハ180形廃形式）
- 1979年2月20日付：モハ181-202・30 モハ180-13・63 クハ181-63

またモロ181+180-103→モハ181+モハ180-203への改造は2月28日付で落成。これによりモロ両形式は廃形式となった。さらに1980年10月1日付でサシ181-43・101の2両が廃車廃形式となった結果、配置は以下の62両となった。
| \| 1980年10月1日新潟運転所配置車両 \| 1980年10月1日新潟運転所配置車両 \| 1980年10月1日新潟運転所配置車両 \| 1980年10月1日新潟運転所配置車両 \| 1980年10月1日新潟運転所配置車両 \| 1980年10月1日新潟運転所配置車両 \| 1980年10月1日新潟運転所配置車両 \| \| 形式 \| モハ181+180 \| クハ181 \| クハ180 \| サロ181 \| サロ180 \| \| \| ------------------------------- \| ----------------------------------------- \| ------------------------------- \| ------------------------------- \| ------------------------------- \| ------------------------------- \| ------------------------------- \| \| \| 29+202・43+115 41・42 101 - 114・201・203 \| 45 101 - 109 \| 4・5 \| 1051 - 1053 1101 - 1106 \| 1001 \| \| |                                           |              |         |                         |         |
| 備考 - 編成本数：12両x5本 - 予備車：クハ181形x2両 - 151系からの改造車1両：モハ181-29（モハ180-202とユニット） - 161系からの改造車3両：モハ181+モハ180-41・42 モハ181-43（モハ180-115とユニット） - 161系として発注後に181系として落成1両：クハ181-45 - サロ481形からの改造車3両：サロ181-1051 - 1053 |                                           |              |         |                         |         |
| 1980年10月1日新潟運転所配置車両 |                                           |              |         |                         |         |
| 形式 | モハ181+180                               | クハ181      | クハ180 | サロ181                 | サロ180 |
| | 29+202・43+115 41・42 101 - 114・201・203 | 45 101 - 109 | 4・5    | 1051 - 1053 1101 - 1106 | 1001    |

上越新幹線開業直前の1982年9月6日からは、サロ181形1100番台の485系化転用改造開始に伴い上述した「とき」3往復運用のうち1を183系1000番台への振替を実施。2往復での運用が最後となり、余剰廃車が同月16日から開始された。しかし、183系1000番台も「あずさ」転用車の長野転出が訓練のため同年10月から前倒しされたほか、「あさま」「そよかぜ」転用車は189系化改造が必須であることから予備車も不足気味となり、183系1000番台運用1仕業を幕張電車区所属の183系0番台9両編成x1本による代走充当を行った。さらに本系列も開業前に検査期限が切れる車両が多発したために一部でMM'ユニット1組減車の10両で運転を行ったが、それでも対応しきれず列車運休としたケースもあり末期には本系列が全く走らない日も発生した。
上越新幹線開業に伴う1982年11月15日ダイヤ改正で「とき」は同月14日の最終運行をもって廃止となった。これにより181系はすべての営業運転を終了した。

### 首都圏地区季節列車
1960年代後半、好景気と所得倍増計画などにより以前にも増してレジャーの多様化が進んだ。また国際的避暑地である軽井沢のみならず、新たに開発された首都圏周辺のリゾート地やスキー場も脚光を浴びてきたこともあり、当時の国鉄は旅客輸送での増収を図ろうと臨時特急列車を多数設定し、本系列も投入された。
「そよかぜ」東京・上野 - 中軽井沢
1968年7月に157系電車を充当し、東京発着とした列車番号8000番台の予定臨時列車で運転開始。同年9月に「あさま」用の8両編成による運転に置換えられた。
- 東京0720（8011M そよかぜ1）0935中軽井沢1025（8012M そよかぜ1）1247東京1330（8013M そよかぜ2）1550中軽井沢1640（8014M そよかぜ2）1901東京

当初は上野発車後は横川までノンストップのダイヤ設定がされたほか、1969年10月のダイヤ改正で列車番号7021M -7026Mの季節運転される予定臨時列車へ変更。1973年4月から同年10月まで1往復を金沢運転所の489系へ運用移管したほか、幕張電車区の183系0番台が充当されたケースもある。1973年以後は上野発着へ変更され、1975年の189系置換えまで181系での運転が続けられた。
以後民営化後も含めて、ダイヤ改正での運転時刻変更や長野配置の489系の充当、さらには上田までの延長運転も実施されたが、列車そのものは北陸新幹線長野暫定開業に伴い1997年9月30日で廃止された。
「くろいそ」上野 - 黒磯
リゾート別荘地として開発が注目されはじめた那須高原へのアクセスを考慮し、1969年10月から主に「あさま」用8両編成を充当して運転が開始された。
途中停車駅は下りが西那須野のみ、上りが大宮を追加。また181系電車が唯一担当した東北本線特急でもあったが、上述した「そよかぜ」の運転日拡大により 1971年11月4日が最後の運転となり、ダイヤ設定は残されたものの1973年10月1日をもって正式に廃止された。
- 上野0733（8013M くろいそ1）0918黒磯1107（8014M くろいそ1）1253上野1308（8015M くろいそ2）1459黒磯1805（8016M くろいそ2）1955上野

「新雪」東京・上野 - 石打・浦佐・小千谷・長岡
豪雪地帯で沿線にスキー場が多数存在する上越線で1969年 - 1986年シーズンに運転された。「あさま」用8両編成、「とき」用10両編成、さらにそこからMM'ユニット1組をカットした8両編成などのほか、仙台運転所（現・仙台車両センター）ならびに青森運転所所属の485系・金沢運転所所属489系充当された。
初年度は予定臨時列車扱いで1969年1月11日 - 3月3日の土休日に東京 - 石打間1往復が運転された。
- 東京0720（8001M 新雪）0958石打1803（8002M 新雪）東京2051

行先はシーズンによって異なるほか、1972年シーズンまで上野発車後の下りが越後中里までノンストップとされた一方で上りが全列車大宮停車とするなど全車指定席設定のスキー特急に特化したダイヤ設定が行われた。1970年シーズン以降は、全列車上野発着に変更した上で運転本数増加ならびに区間延長が行われた。
- 1970年シーズン ：下り4本・上り3本
- 1971年シーズン ：下り4本・上り3本 うち下り2本・上り1本は浦佐発着
- 1972年シーズン ：下り7本・上り6本 浦佐発着分を小千谷まで運転区間延長
- 1973年シーズン ：下り6本・上り5本 小千谷発着分1往復を長岡まで運転区間延長

1974年シーズンは、第1次オイルショックによる景気後退により、安価なスキーツアーバスが台頭してきたことを要因に運転区間を上野 - 石打に統一し、下り2本・上り1本に縮小。食堂車も営業休止となった上に折からの豪雪による本系列車両故障多発で、幕張電車区所属183系0番台を投入。以後は、本系列の充当はなく新潟運転所・田町電車区・幕張電車区所属の183系や新前橋電車区（現・高崎車両センター）所属の185系200番台で運転。列車そのものも分割民営化直前の1987年3月15日を最後に廃止された。
「あさま銀嶺」上野 - 長野・妙高高原・関山
1971年12月から長野運転所の8両編成とともに向日町運転所の489系も投入して、信越本線沿線向け全車座席指定臨時スキー特急列車として運転された。
- 「あさま銀嶺1」：上野1607（9011M）1930長野/長野1210（9012M）1534上野
- 「あさま銀嶺2」：上野2353（9013M）0507関山/関山1743（9014M）2208上野

翌1973年シーズンは、列車号数が臨時「あさま」と統合され50番台を付番した52・54・55号に変更され、長野発着1往復・関山発着2往復の計3往復運転された。
1974年シーズンは下り夜行1本のみが妙高高原行とされたほか、他はすべて長野発着に変更、1975年3月をもって運転終了となった。
「あずさ銀嶺」新宿 - 松本・白馬
1972年12月 - 1973年3月に新潟運転所の10両編成を使用して1往復が運転された。
- 「あずさ銀嶺53」：新宿2359（9003M）0540白馬
- 「あずさ銀嶺52」：松本1733（9004M）2123新宿

下りは中央東線初の夜行特急で大糸線白馬までの運転。上りは松本始発で食堂車営業という変則運転を行った。
なお、前面の愛称表示は「あさま」「あずさ」のままで銀嶺は付与されていない。

### 新幹線代替の臨時急行列車
1965年5月27日には台風6号の影響で東海道新幹線が不通となり代替として在来線の東京 - 大阪間に臨時急行列車が運転された。東京発13時の列車に田町電車区の181系10両編成、大阪発13時の列車に向日町運転所の151系12両編成を投入。向日町所属車は折返し東京発22時30分の大阪行き臨時急行列車にも充当された。
| ← 大阪東京 → |            |            |            |             |             |             |            |             |             |
| クハ181 -44  | モロ151 -6 | モロ150 -6 | サシ151 -6 | モハ180 -59 | モハ181 -21 | サハ150 -20 | モハ150 -6 | モハ151 -16 | クハ181 -45 |

| ← 大阪東京 → |             |             |            |            |              |            |             |            |            |             |             |
| クロ151 -11  | モロ151 -11 | モロ150 -11 | サロ150 -5 | サシ151 -2 | モハシ150 -2 | モハ151 -2 | サハ150 -14 | サハ150 -2 | モハ150 -2 | モハ151 -12 | クハ151 -11 |

### 特殊な試験運転への充当
本項では営業運転を除いた各種試験への充当について解説を行う。

#### 高速度試験
1959年（昭和34年）の7月27日から31日にかけて、東海道本線金谷 - 藤枝間の上り線において、B3・B4編成から中間のサロ車2両を外した4M2Tの6両編成を使用した高速度試験が行われ、31日に202キロメートルポスト付近で163 km/hという当時の狭軌鉄道の世界最高速度を記録した。その功績を讃え、本試験に充当されたクハ151-3・4の前頭部にチャンピオンマークが廃車直前まで付けられていた。同区間ではその後もクモヤ93000により引き続き高速度試験が行われ、速度記録は175 km/hに更新された。

#### 日光線への入線試験
1960年（昭和35年）8月13日に日光線への入線試験を特1編成より2両減車して実施したが、同線への151系の投入は見送られた。なお、試験結果は不明である。

#### 151系上越線勾配運転試験
1961年に151系電車と157系電車による上越線での勾配運転試験が実施された。157系の試運転に続いて、151系による試運転が6月21日・22日に新前橋 - 長岡間で行われた。
初日に行われた4M3T編成の試運転では連続勾配での電動機への過負荷による過大な温度上昇が見られ、土合で運転を打ち切った。2日目はサシ151-11を外した4M2Tで再度試運転を行ったが、長岡までの試運転区間は完走できたものの土合 - 湯檜曽間の20 ‰勾配区間では主電動機への過負荷による温度上昇は克服できず、設計陣は151系での上越線勾配区間の運転は不可能との判断を下した。
一方で1週間前に同時刻で試験を行った157系では走行結果が良好であったことから、上越特急には157系相当の性能が必要なことが確認された結果、1962年に151系の車体に157系の性能を持つ161系が投入され、上越線特急「とき」として運転を開始した。
| ← 新前橋長岡 → |             |             |             |             |             |             |
| クロ151 -11    | モロ151 -11 | モロ150 -11 | サシ151 -11 | モハ150 -11 | モハ151 -26 | クハ151 -11 |

#### 153系との併結試験
151系は異常時を除き他形式との併結運転は実施していないが、153系電車との併結試験運転が2回にわたり実施された。
1回目
1960年9月8日 - 9日に1ユニット不動時における主電動機温度上昇試験に以下の編成を組成し東京 - 大阪間で実施した。試験では1ユニット不動時に6時間30分の定時運転を行った場合には主電動機温度が限界を超えることが確認された。
| ← 大阪東京 → |            |            |            |            |              |            |            |             |              |             |             |             |             |
| クロ151 -5   | モロ151 -5 | モロ150 -5 | サロ150 -5 | サロ151 -5 | モハシ150 -5 | モハ151 -5 | モハ150 -5 | モハ151 -15 | サハ153 -220 | サハ153 -29 | モハ152 -48 | モハ153 -48 | クハ153 -43 |

- モハ152・153-48 モハシ150・モハ151-5は死重

2回目
1961年10月のダイヤ改正で151系も四国連絡特急として宇野線に乗り入れることとなるが、前年電化された同線は変電所容量の関係で電動車3ユニットによる運転が不可能であり準急「鷲羽」は153系4M6T10両編成で運転されていた。この様な条件下で151系が入線し運転した際の主電動機温度上昇などを確認する試験が7月27日・28日に落成直後だった田町所属の特7編成と153系の混結編成を用いて大阪 - 宇野間で実施された。試験の結果、宇野線内での営業運転では電動車1ユニットを稼動させない特殊運転が行われることとなったが、変電所容量増強に伴い1965年10月のダイヤ改正で特殊運転を終了した。
| ← 宇野東京 → |            |            |             |               |            |              |             |            |            |             |            |
| クロ151 -7   | モロ151 -7 | モロ150 -7 | サロ152 -21 | サハシ153 -21 | サシ151 -7 | モハシ150 -7 | モハ151 -18 | サハ150 -7 | モハ150 -7 | モハ151 -17 | クハ151 -7 |

- モハシ150-7+モハ151-18は死重

#### 中央本線・信越本線への入線試験
「あずさ」「あさま」運転開始を前にした1966年7月12日 - 14日には、11両編成で中央本線への、7月16日 - 18日には9両編成で信越本線への乗入れ試験を181系でそれぞれ行った。
| ← 新宿松本 → |         |         |         |         |         |         |         |         |         |         |
| クハ181      | モハ181 | モハ180 | サハ180 | サロ181 | サロ181 | モハ181 | モハ180 | モハ181 | モハ180 | クハ181 |

| ← 上野長野 → |         |         |         |         |         |         |         |         |
| クハ180      | モハ180 | モハ181 | モハ180 | モハ181 | モハ180 | モハ181 | サロ180 | クハ181 |

## その他のエピソード

### 153系による代走
東海道本線特急運用に充当されていた1958年11月1日 - 1964年9月30日の間は大阪地区に予備車がなかったことから、同地区で車両故障や異常が発生した際には宮原電車区（→宮原総合運転所→現・網干総合車両所宮原支所）所属の153系による代走運転が行われた。
このような突発的代走は、1960年の「つばめ」運転開始以降も大阪滞留編成の運用を変更して原則上り「第1こだま」→下り「第2こだま」に充当したことから、「替えだま」と呼ぶようになった。
本代走は1959年から年に数回程度発生しており、いずれも単発事案であるが、例外として1964年に発生した#クロ151-7脱線大破事故での運用変更で同年4月25日 - 5月6日の上り「第1こだま」→下り「第2こだま」へ連続充当の記録がある。
また東京口かつ例外的な代走事案には、1964年1月24日の下り「おおとり」充当編成が田町電車区での出区前作業で車内に消毒薬を撒き過ぎ使用不可能となり、153系と157系の混結編成で運転されたケースがある。

### 1等車の転用
山陽本線に転用されたグループは、1等車（現・グリーン車）の乗車率が芳しくなく1965年10月改正からサロ1両を減車し11両編成となった。捻出されたサロ10両は1966年10月ダイヤ改正で以下の転用計画が打ち出された。
- モロ181形に3両・モロ180形に2両改造案
- サロ481形改造案

電動車化は同改正までに完了できず、サロ481形化も同改正では需要がないことからいずれも中止となった。
しかし、同改正で関東地区では信越特急「あさま」中央特急「あずさ」の運転開始が計画されたことから別のサロ転用案が浮上。7両が「あさま」転用名義で、3両が「あずさ」ならびに共通運用となる「とき」用として需給調整を兼ねたサハ181形への2等車（現・普通車）格下げ改造を施工し、わずか2年で田町電車区へ再転出となった。
なお向日町からの転入車のほか、田町にはサロ150-2・151-6の2両が151系のまま保留車扱いとされており、この2両は1968年 - 1969年に181系化改造が施工された。

### ヘッドマーク
本系列のアクリル樹脂製ヘッドマークは、先頭車ボンネット前面中央部に白色の地に愛称名を黒、ローマ字を赤で記す方式であるほか、川崎車輌製造車では車内のメーカーズプレートにもヘッドマーク形状を模したものが装着された。
また1970年代に向日町運転所配置車の一部に施工されたロールマーク式改造でも本デザインは踏襲されたが、アクリル樹脂製では以下のバリエーションが存在する。

#### 「つばめ」用
1960年（昭和35年）6月から充当された「つばめ」では、「こだま」と一目で判別可能なデザインが求められ、愛称名の上下にグレーの帯が入れられた。
- ただし、1961年（昭和36年）以降新たに設定された列車では簡略化のため「こだま」と同タイプに戻された。

この「つばめ」用ヘッドマークは1965年（昭和40年）の481系化後も引き続き使用されたが、列車本数増加により追加製造された物と向日町運転所のロールマーク幕にはグレーの帯を省略した。

#### 「ひびき」用
1960年（昭和35年）8月14日に特1編成を充当した際にはペンキ書き鋼板製を、1961年7月5日 - 9月24日に長期充当された際には前年使用されたペンキ書き鋼板製のほかに、「つばめ」同様グレーを上下に配するアクリル製新品も製造された。

#### 「とき」用
列車名は新潟県の佐渡島に生息する国際保護鳥のトキに由来するもので、ヘッドマークのローマ字表記上側に小さめの明朝体による漢字で「朱鷺」の赤文字が併記された。
また、国鉄では1978年（昭和53年）以降、順次、特急列車のヘッドマーク・テールサインをイラスト入りに変更しており、この時点で本系列が充当されていた「とき」もイラスト入りマークに変更された。

#### 「あさま」用
1966年（昭和41年）の運転開始時に製造されたものは、他の列車用と同等の特太ゴシック体をベースに角を微妙にR取りした通称国鉄書体と呼ばれるタイプであるが、運用を長野運転所へ移管した1969年（昭和44年）以降に増発対応で製造されたものは、丸ゴシック体をベースに等幅フォントに近づけた独自の書体を採用する。
本系列から189系に置換え後も運用を共管する金沢運転所所属の489系でボンネット車（クハ489形0・500番台）が充当される際には、2種類とも併用されており、1978年（昭和53年）以降は「とき」同様にイラスト入りマークが製造された。

#### 「新雪」用
1969年（昭和44年）に上越線の臨時列車として新設された「新雪」用では、漢字表記上側に六角形をした雪の結晶を入れ込んだデザインが採用された。

### 全配置基地に所属した車両
本系列が所属した車両基地は、田町電車区・向日町運転所・新潟運転所・長野運転所の4箇所であるが、以下の12両は全基地に所属した経歴がある。
- モロ181・180-1
- モハ181-1・2・4[注 111]
- モハ180-51・52（元・モハシ180-1・2）
- クハ181-1・2
- サハ181-1・4
- サハ180-23

その一方で以下の番台区分や形式ならびに改造グループによっては以下の所属経歴がない。
- クロ151-7：向日町・新潟・長野
- 1964年の151系田町残留車で1965年までに181系へ改造された28両・40番台車・モロ181・180形100番台ユニット・サシ181-101 - 103：向日町[注 136]・長野
- クハ180-1 - 3・サロ181-6・サロ180-2：向日町・新潟
- 100番台車（クハ180-1 - 4・サシ181-101 - 103・モロ181・180形ユニットならびに後述する1969年製造車を除く）：向日町
- 1969年製造車（クハ181-109・クハ180-5[注 137]・モハ181-113・114・モハ180-113 - 115・サロ180-101）：田町・向日町
- クハ181-56・61 - 65・71・72・サハ181-5・サシ181-1 - 5・7・9・10 - 12：長野
- クハ180-51 - 55・サロ181-2・3・サロ180-1・4 - 6・11：新潟
- サロ181形1050番台[注 138]・1100番台：田町・向日町・長野

### 電動車ユニットの組換
181系では計5回のユニット組換が実施されたが、そのうち3回は1969年に単独製造されたモハ180-115が関与する。
- 同車は山陽本線でのビュフェ営業休止に伴うモハシ180形→モハ180形への改造工事の際に休車を少なくするための措置と関東地区の列車増発を考慮し、需給調整の観点から対となるモハ181形がない形で製造された。

| 組換対象車両 | 新相手方 （旧相手方）       | 施工日     | 理由                                                 |
| モハ181-4    | モハ180-115 （モハシ180-4） | 1969.07.01 | モハシ180形改造による休車減少 関東地区増発対策       |
| モハ181-25   | モハ180-54 （モハシ180-11） | 1970.10.08 | モハ180-54は元モハシ180-4 玉突でモハシ180-11は休車   |
| モハ181-23   | モハ180-115 （モハ180-60）  | 1975.08.27 | モハ180-115のユニット相手方 モハ181-4老朽廃車のため  |
| モハ181-43   | モハ180-115 （モハ180-43）  | 1978.06.14 | モハ180-115のユニット相手方 モハ181-23老朽廃車のため |
| モハ180-202  | モハ181-29 （モハ181-202）  | 1979.02.20 | モハ181-202事故廃車のため                            |

## 保存車
以下の2両が保存されている。
クハ26001（後のクハ151-1 → クハ181-1） 川崎車両 兵庫工場 車両本館前
廃車後に搬入・静態保存された。当初は廃車時のままでヘッドマークも板で覆われていたが、その後何回かにわたり復元を施工。スカート周辺が関東地区再転出後の状態でウィンカーランプが未装着ではあるものの比較的製造当初に近い状態へ復元され、新設された上屋の下で保存。2016年にはヘッドマーク・スカート・ウインカーランプ・連結器カバーを装着し落成時のクハ26001に復元された。
クハ181-45 鉄道博物館
廃車後は新潟車両センターで通常は非公開の状態で静態保存されていたが、埼玉県さいたま市大宮区の鉄道博物館開館に際して移転・展示された。廃車時には運転台上前灯やウインカーランプも復元されているが、ウインカーランプは色が異なりボンネット開口部は新潟保存時代に溶接されるなど新造時との相違がある。
保存車2両は、クハ151形のトップナンバーならびに元々はクハ161形として発注され落成直前にクハ181形となった車両であるが、当初から181系として発注製造された車両の保存はない。これらとは別に実物大モックアップが京都鉄道博物館で展示される。
クハ151形前頭部 交通科学博物館→京都鉄道博物館
1962年の交通科学館開館時に設置。のちに運転台のほかに普通席+グリーン席を数脚ずつ配した客室部分が接合されたが、同館改装に伴いカットされ再び運転台部分のみとなった。また東海道新幹線開業後に塗装を一時的に481系へ変更したほか、台車は電動車用のDT23Zを装着し、前面連結器カバーは向日町運転所配置時代の赤一色塗りとされた。
2014年4月の交通科学博物館閉館後は、そのままの状態で京都鉄道博物館へ移設され2016年4月29日の開館と同時に展示再開された。
このほか、クロ151形開放室用R2A形座席1脚が京都鉄道博物館で展示保存されているほか、交通博物館では1962年に大井工場（現・東京総合車両センター）で製造されたサシ151形の車体および内装を模した「こだま食堂」 が設置され、2006年（平成18年）の閉館まで営業を実施した。